# Liste des abbayes en Belgique
Cet article présente la liste des abbayes en Belgique, et reprend, pour chaque abbaye passée ou actuelle, sur le territoire de la Belgique, sa localisation précise, la date et les circonstances de sa fondation, son ordre religieux de rattachement et la situation actuelle de l'abbaye.
Les subdivisions de la Belgique sont les suivantes : Bruxelles-Capitale, Province d'Anvers, Flandre-Occidentale, Flandre-Orientale, Province de Limbourg, Brabant flamand, Brabant wallon, Province de Hainaut, Province de Liège, Province de Luxembourg.
Les abbayes mentionnées ci-dessous sont rattachées aux Chanoines réguliers de saint Augustin, à l'Ordre bénédictin, à l'Ordre cistercien, à l'Ordre cistercien de la stricte observance (Trappistes), à l'Ordre des Prémontrés, à l'Ordre des frères mineurs, à l'Ordre Teutonique, à l'Ordre du Temple, aux Frères des écoles chrétiennes, aux Chanoinesses du Saint-Sépulcre, aux Écoliers du Christ ou aux Dominicains.
Remarques :
- la liste présentée ci-dessous est plus restrictive que la liste des monastères en Belgique, car un monastère n'est pas forcément une abbaye ;
- les prieurés passés ou présents, qu'ils soient indépendants ou dépendants d'une abbaye, font l'objet de la liste des prieurés en Belgique.

- Haut – A
- B
- C
- D
- E
- F
- G
- H
- I
- J
- K
- L
- M
- N
- O
- P
- Q
- R
- S
- T
- U
- V
- W
- X
- Y
- Z

## A
- Abbaye de l'Abbiette (Ath, Province de Hainaut)
Cette abbaye de moniales cisterciennes est fondée en 1232-1233 à Audenarde en Flandre-Orientale, puis réimplantée à Ath en 1663. Supprimée définitivement en 1796 par les révolutionnaires, c'est aujourd'hui le collège Saint-julien.
- Abbaye Notre-Dame de Saint-Benoît d'Achel (village Achel, Hamont-Achel, Province de Limbourg)
Il s'agit d'abord d'un ermitage depuis 1656, dont les ermites sont soumis à la règle bénédictine à partir de 1732. L'établissement est devenu trappiste, d'abord en tant que prieuré en 1839, puis comme abbaye en 1846. L'abbaye est toujours habitée par une communauté de moines qui en outre produisent la bière Achel. Ses bâtiments conventuels sont situés en Belgique mais le jardin se trouve presque entièrement aux Pays-Bas.
- Abbaye d'Affligem (section Hekelgem, Affligem, Brabant flamand)
Il s'agit d'abord d'un ermitage constitué par six chevaliers depuis 1062, devenu abbaye bénédictine en 1085. L'abbaye est supprimée en 1796 et ses moines expulsés. Après une refondation en 1870, l'abbaye compte aujourd'hui une vingtaine de moines.
- Abbaye d'Aldeneik (Maaseik, Province de Limbourg)
Cette abbaye de moniales bénédictines est fondée en 728. Elle est remplacée par un prieuré de chanoines augustins en 938, prieuré redevenu abbaye puisque dirigé par un abbé à partir de 952. De cette abbaye, il ne subsiste que l'abbatiale devenue église paroissiale.
- Abbaye d'Andenne (Andenne, Province de Namur)
Cette abbaye bénédictine mixte est fondée vers 692, puis elle est remplacée par un chapitre séculier exclusivement féminin, au sein d'une congrégation noble de chanoinesses. Au XVIIIe siècle, la collégiale Sainte-Begge d'Andenne a été construite à la place des sept églises de l'ancienne abbaye.
- Abbaye du Val Notre-Dame de Antheit (section Antheit, Wanze, Province de Liège)
Cette abbaye de moniales cisterciennes est fondée en 1180. Elle est dissoute à la suite des troubles qui ont suivi la Révolution française. Elle est devenue collège et internat, le site étant classé depuis 1952 au patrimoine immobilier de Wallonie.
- Abbaye Saint-Michel d'Anvers (près d'Anvers, Province d'Anvers)
- Abbaye d'Argenton (section Lonzée, Gembloux, Province de Namur)
Cette abbaye de moniales cisterciennes est fondée en 1229. Supprimée à la période révolutionnaire, l'église et le palais abbatial, notamment, ont été préservés et transformés pour être aujourd'hui le château-ferme d'Argenton. Le site est classé en 1992.
- Abbaye d'Aulne (section Gozée, Thuin, Province de Hainaut)
Il s'agit à l'origine d'un monastère de moines bénédictins du haut Moyen Âge, devenu abbaye de moines cisterciens en 1147. Elle est, en 2015, en partie visible, rénovée ou en ruines, le tout inscrit au Patrimoine majeur de Wallonie.
- Abbaye d'Averbode (section Averbode, Montaigu-Zichem, Brabant flamand)
Cette abbaye de chanoines prémontrés est fondée en 1134. Elle est supprimée en 1796 par les lois de sécularisation de la République française. Dès l’indépendance de la Belgique, en 1830, elle reprend vie et est, en 2015, encore occupée par une large communauté de prémontrés.
- Abbaye d'Aywiers (section Couture-Saint-Germain, Lasne, Brabant wallon)
Cette abbaye de moniales cisterciennes est fondée vers 1215. N'ayant pas survécu à la Révolution française, il en reste, en 2015, l'ancien palais abbatial devenu château, un parc et un solide mur d'enceinte.

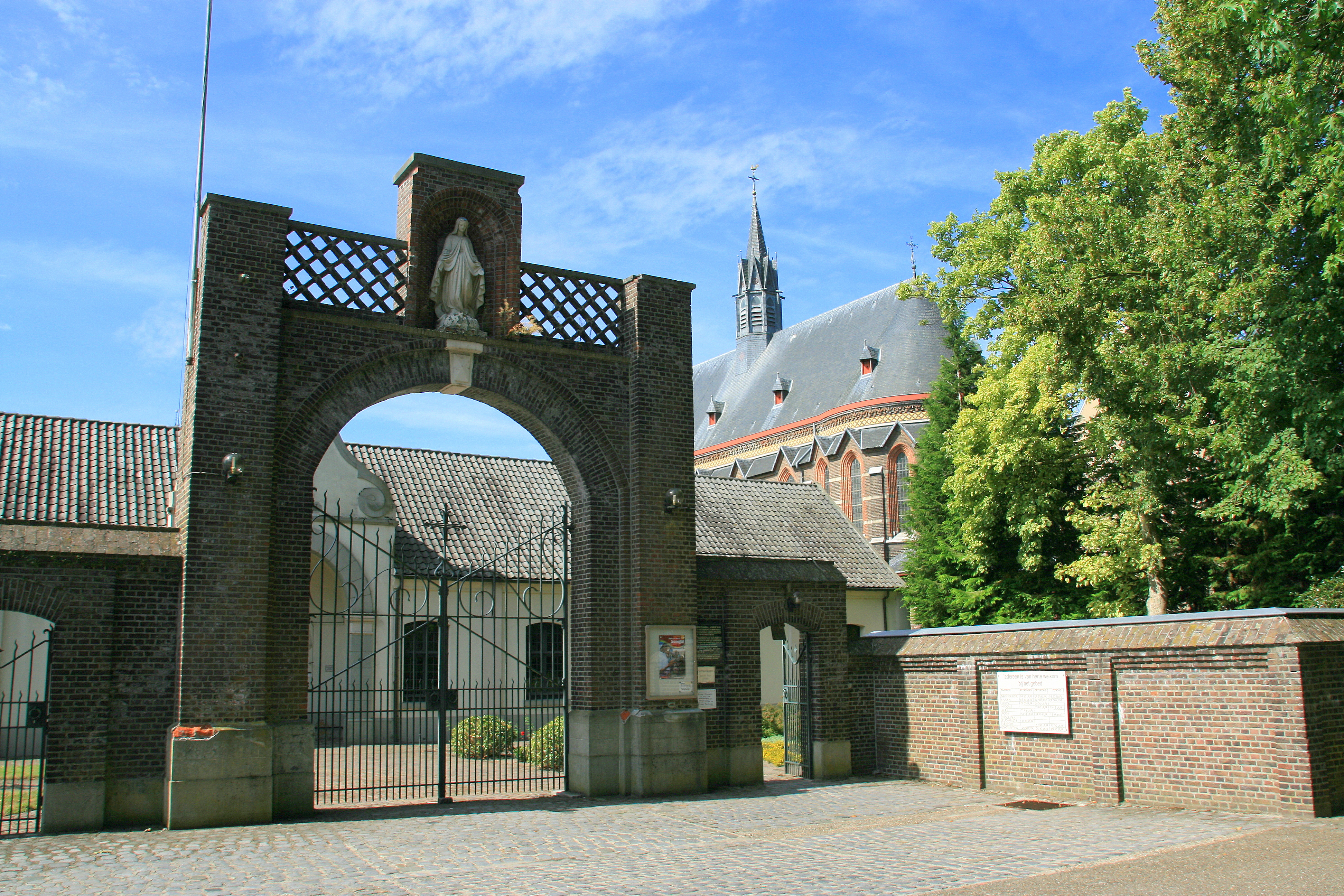
2009 : l'abbaye d'Achel en activité.
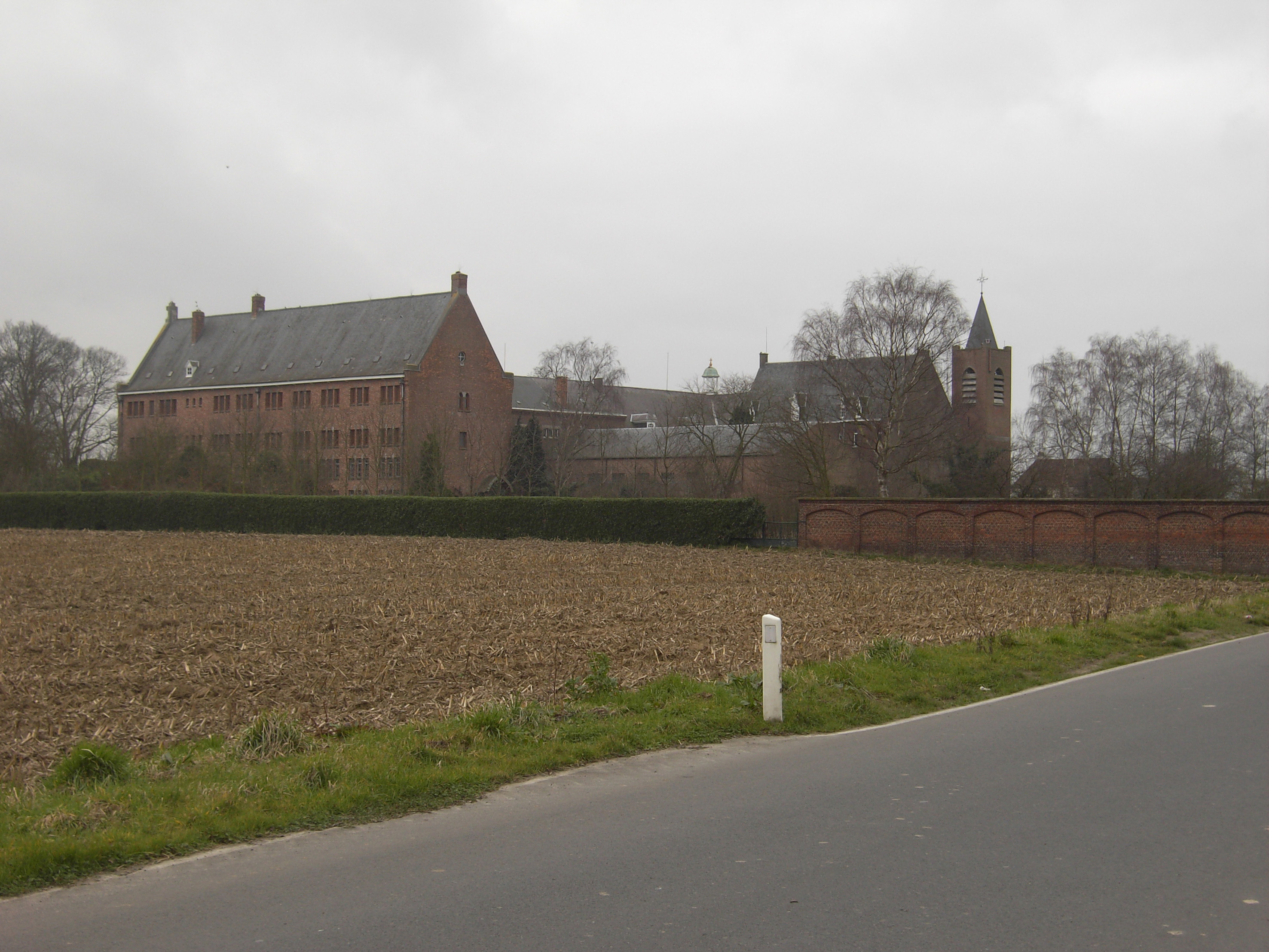
2012 : l'abbaye d'Affligem en activité.
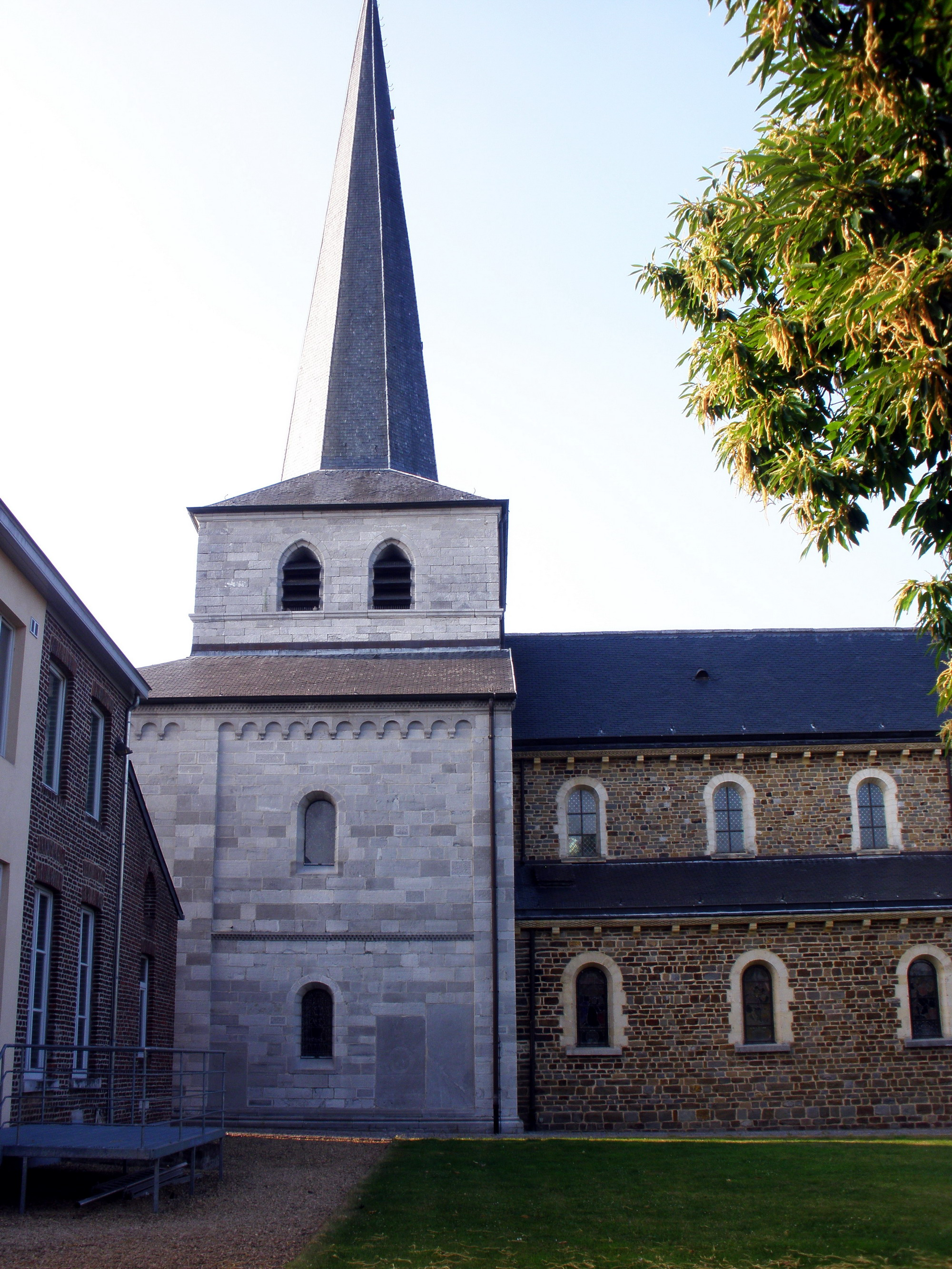
2007 : l'abbatiale de l'ancienne abbaye d'Aldeneik.
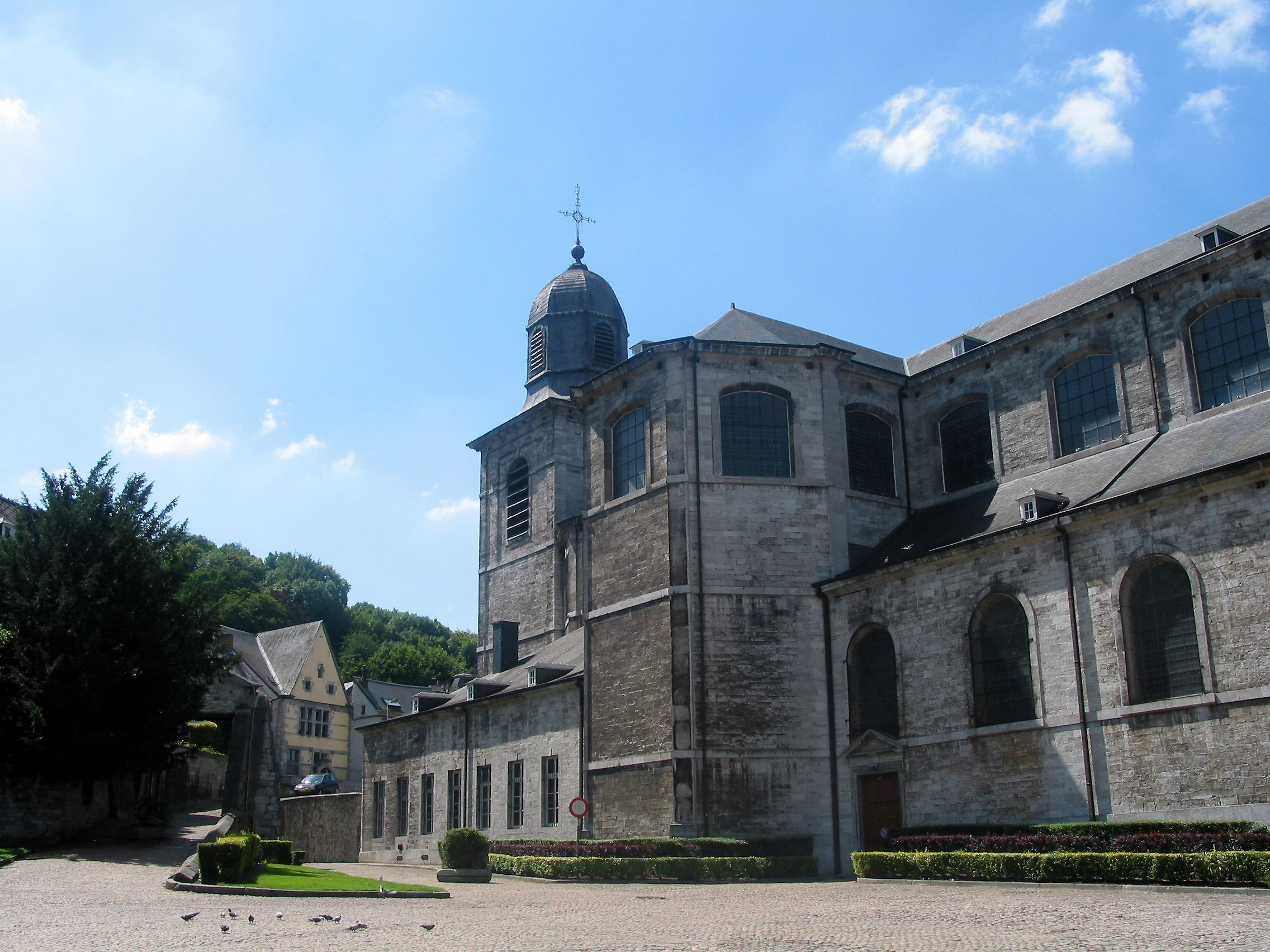
2005 : collégiale d'Andenne construite sur le site de l'ancienne abbaye.
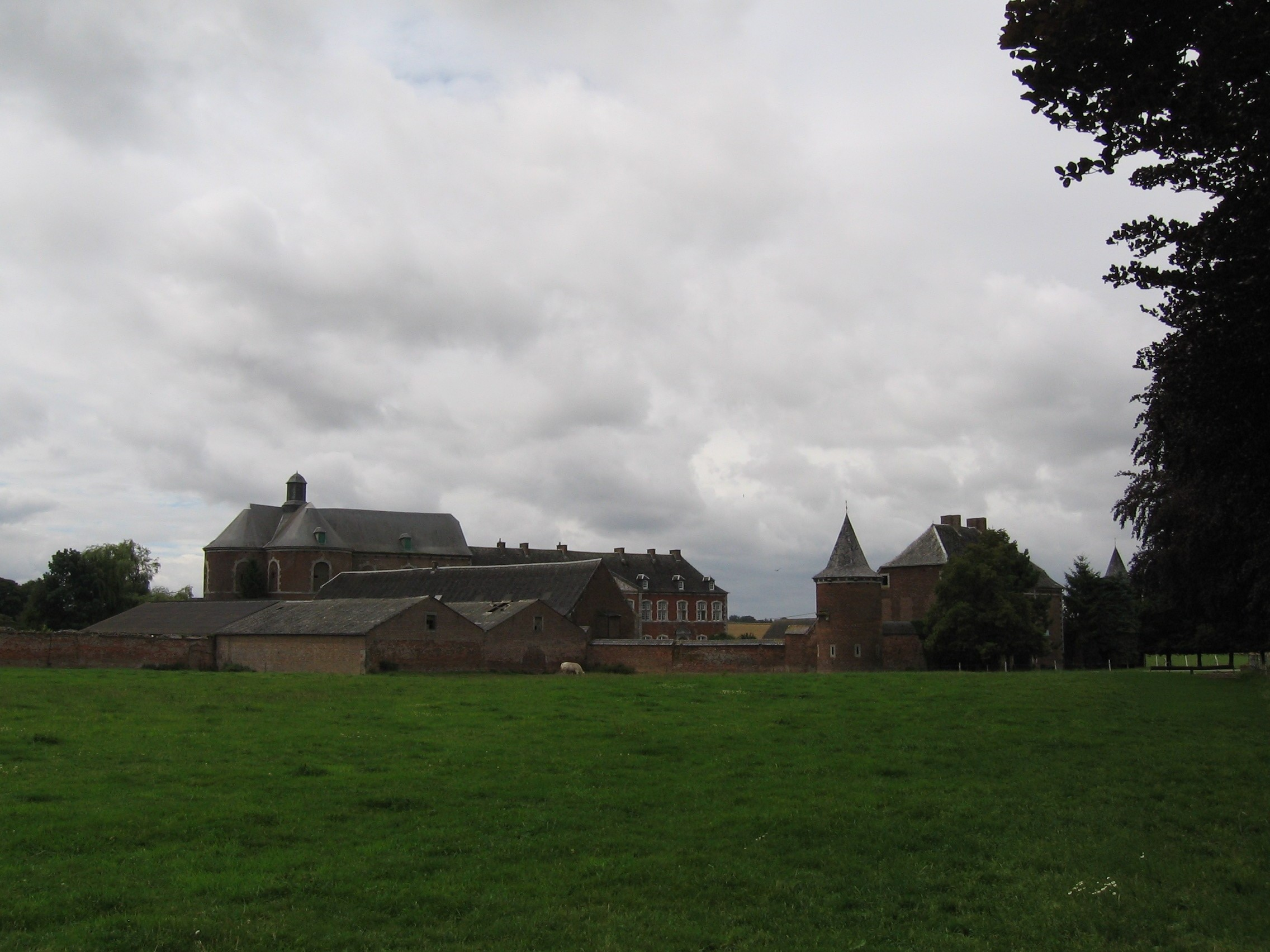
2011 : l'ancienne abbaye d'Argenton.
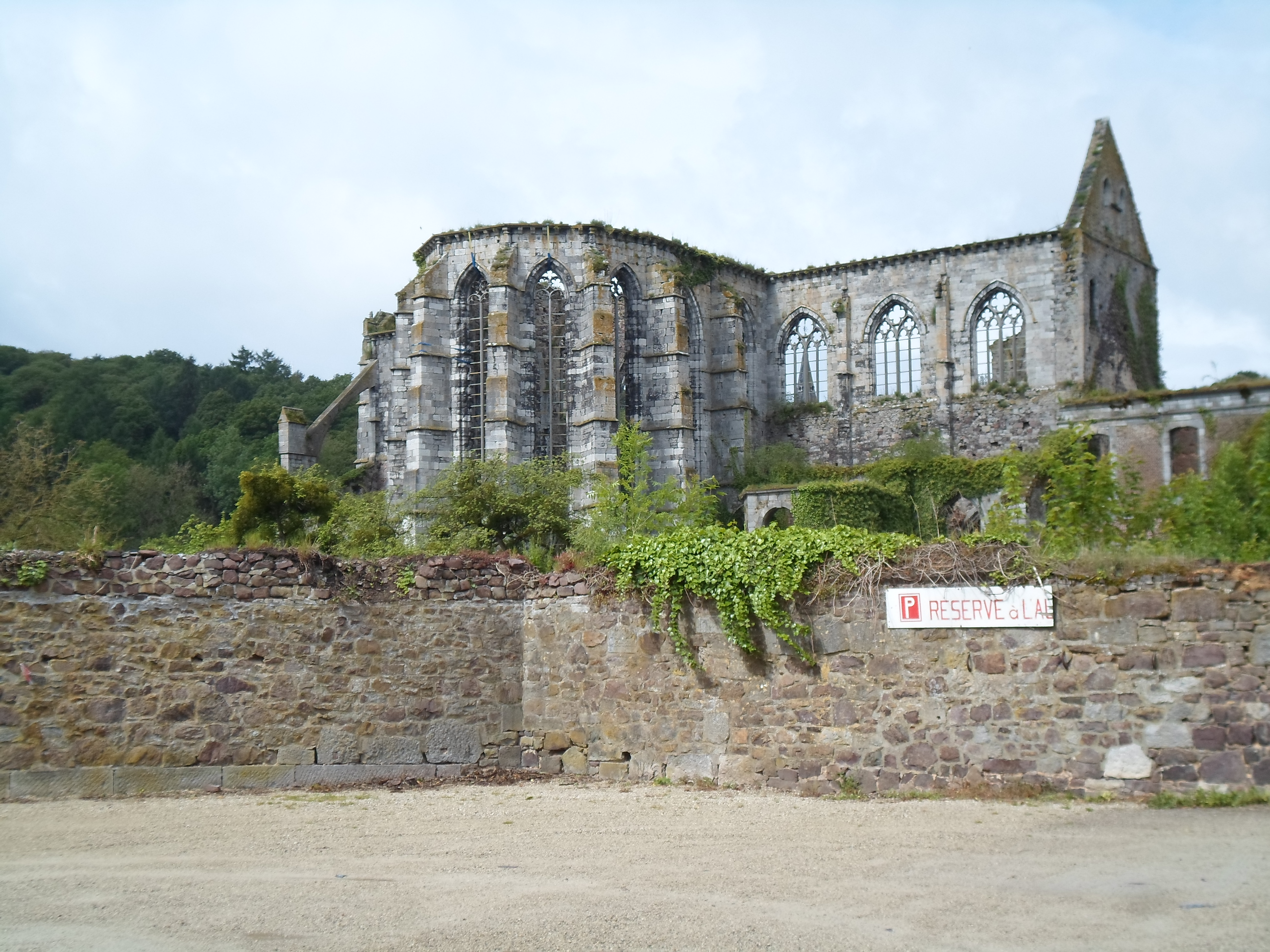
2005 : l'ancienne abbaye d'Aulne en ruines.
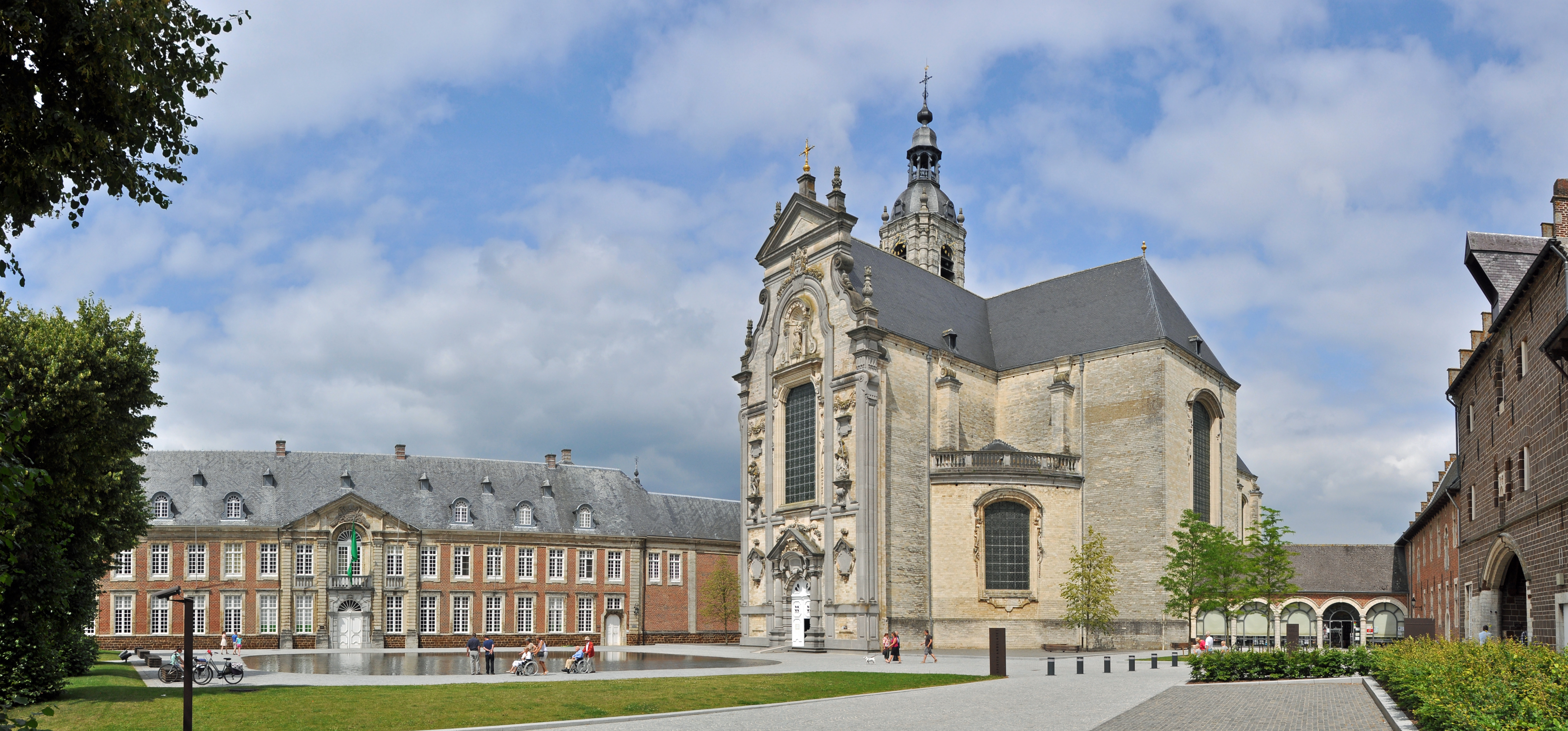
2009 : cour intérieure de l'abbaye d'Averbode.
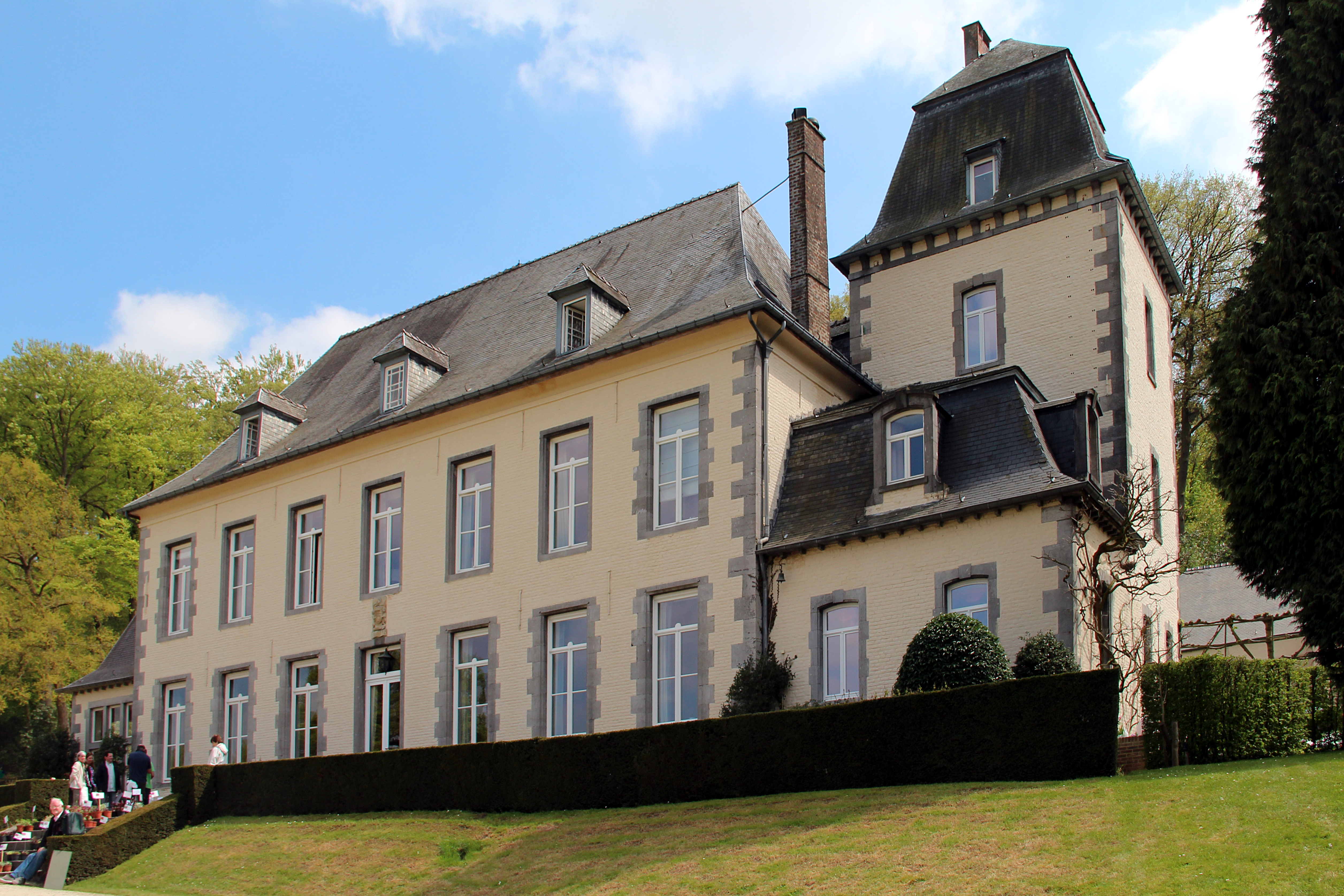
2013 : palais abbatial, converti en château, de l'ancienne abbaye d'Aywiers.

## B
- Abbaye de Baudeloo (section Sinaai, Saint-Nicolas, puis Gand, Flandre-Orientale)
À l'origine prieuré bénédictin fondé par Bauduin de Bovele, moine du Mont-Blandain, au niveau du hameau de Sinaai, le monastère devient une abbaye au début du XIIIe siècle. En 2016, l'abbaye, désaffectée, abrite la bibliothèque de la ville et l'athénée royal de Gand.
- Abbaye de Beaupré (section Grimminge, Grammont, Flandre-Orientale)
Cette abbaye cistercienne est fondée en 1228. Les bâtiments subsistants, en 2015, font partie d'un domaine privé.
- Abbaye de Beaurepart (Liège, Province de Liège)
Cette abbaye est fondée au début du XIIIe siècle, pour l'Ordre des frères mineurs tout d'abord, puis pour l'Ordre teutonique en 1254, et enfin pour l'Ordre des Prémontrés en 1288 jusqu'en 1796. Elle est réaffectée au monde religieux en 1809, pour constituer un Grand séminaire et le palais épiscopal de Liège.
- Abbaye de Bélian, dit aussi Abbaye de Bethléem (section Mesvin, Mons, Province de Hainaut)
Cette abbaye est fondée en 1244 pour des chanoinesses augustiniennes. La chapelle du Bélian, refuge situé à Gand, associé à l'abbaye, après être devenue une banque, une école puis un institut d'architecture en 1976, accueille depuis, différentes expositions.
- Abbaye de Bois-Seigneur-Isaac (section Ophain-Bois-Seigneur-Isaac, Braine-l'Alleud, Brabant wallon)
Il s'agit, à l'origine, d'un prieuré de chanoines augustins fondé en 1416, rattaché à l'Ordre des Prémontrés en 1903, devenu abbaye prémontrée en 1925, puis finalement monastère maronite depuis 2010. Ce monastère est toujours en activité.
- Abbaye de Bonne-Espérance (section Vellereille-les-Brayeux, Estinnes, Province de Hainaut)
Cette abbaye de chanoines prémontrés est fondée en 1130. C'est le seul édifice monastique de Hainaut n'ayant pas été détruit à la Révolution française. Le site abrite, depuis 1830, un établissement d'enseignement primaire et secondaire, le collège Notre-Dame de Bonne-Espérance.
- Abbaye de Bon Secours (Péruwelz, Province de Hainaut)
Une abbaye de moniales cisterciennes est fondée en 1904 dans le Hainaut, mais l'établissement est vendu en 1981 et transformé en maison pour personnes handicapées. La communauté migre alors jusqu'à Péruwelz pour poursuivre son engagement spirituel après une refondation.
- Abbaye de Boneffe (village Boneffe, Éghezée, Province de Namur)
Cette abbaye de moniales cisterciennes est fondée en 1227, des moines cisterciens les remplaçant en 1461. En 2015, il ne reste, du site, plus guère que le palais abbatial, construit au XVIIIe siècle.
- Abbaye de Bonheiden (Bonheiden, Province d'Anvers)
Cette abbaye de moniales bénédictines toujours en activité depuis 1975, est fondée en 1965 en tant que maison rédemptoriste. Depuis 2015, les bâtiments de l'établissement sont partagés avec la communauté laïque de Moriya. Cette abbaye est membre de la congrégation de Subiaco Mont-Cassin.
- Abbaye Saint-Bernard de Bornem (Bornem, Province d'Anvers)
Cette abbaye est fondée en 1836 par les moines de l'abbaye d'Hemiksem, par essaimage, affiliée de fait à l'ordre cistercien la même année. Elle est toujours en activité.
- Abbaye du Bouhay (section Bressoux, Liège, Province de Liège)
Cette abbaye, toujours vivante, est occupée par des chanoines réguliers de saint Augustin depuis 1925. Les bâtiments sont modernes. L'église de 1921 rappelle le style du XIIIe siècle et surplombe une réplique de la grotte de Lourdes, en plein air.
- Abbaye Notre-Dame de Brialmont (section Tilff, Esneux, Province de Liège)
C'est à l'origine un prieuré de moniales trappistines fondé en 1934 à Sorée. Il devient une abbaye des mêmes trappistines quand il déménage à Tilff en 1961. Cette abbaye regroupe en 2015 une vingtaine de moniales.
- Abbaye Saint-Gérard de Brogne (village et section Saint-Gérard, Mettet, Province de Namur)
Cette abbaye bénédictine est fondée en 923 par Gérard de Brogne qui est devenu prêtre dans cette optique de fondation. Au XXe siècle, l'église et le cloître sont démolis pour permettre le tracé d’une route. En 2015, une association loue les locaux de l'ancien palais abbatial et en a fait un centre d’expositions, de séminaires et autres activités culturelles.
- Abbaye Sainte-Godelieve de Bruges (Bruges, Flandre-Occidentale)
Cette abbaye, dévastée lors de la révolution française, a retrouvé ses moniales en 1808, mais a fermé ses portes en 2013, les quelques moniales très âgées s'étant retirées à Gistel. Une association, qui s'occupe du monastère, détient quelques œuvres d'art significatives : la châsse de sainte Godelieve (XVIe siècle), des tableaux anciens, du mobilier de diverses époques et une bibliothèque de livres anciens.

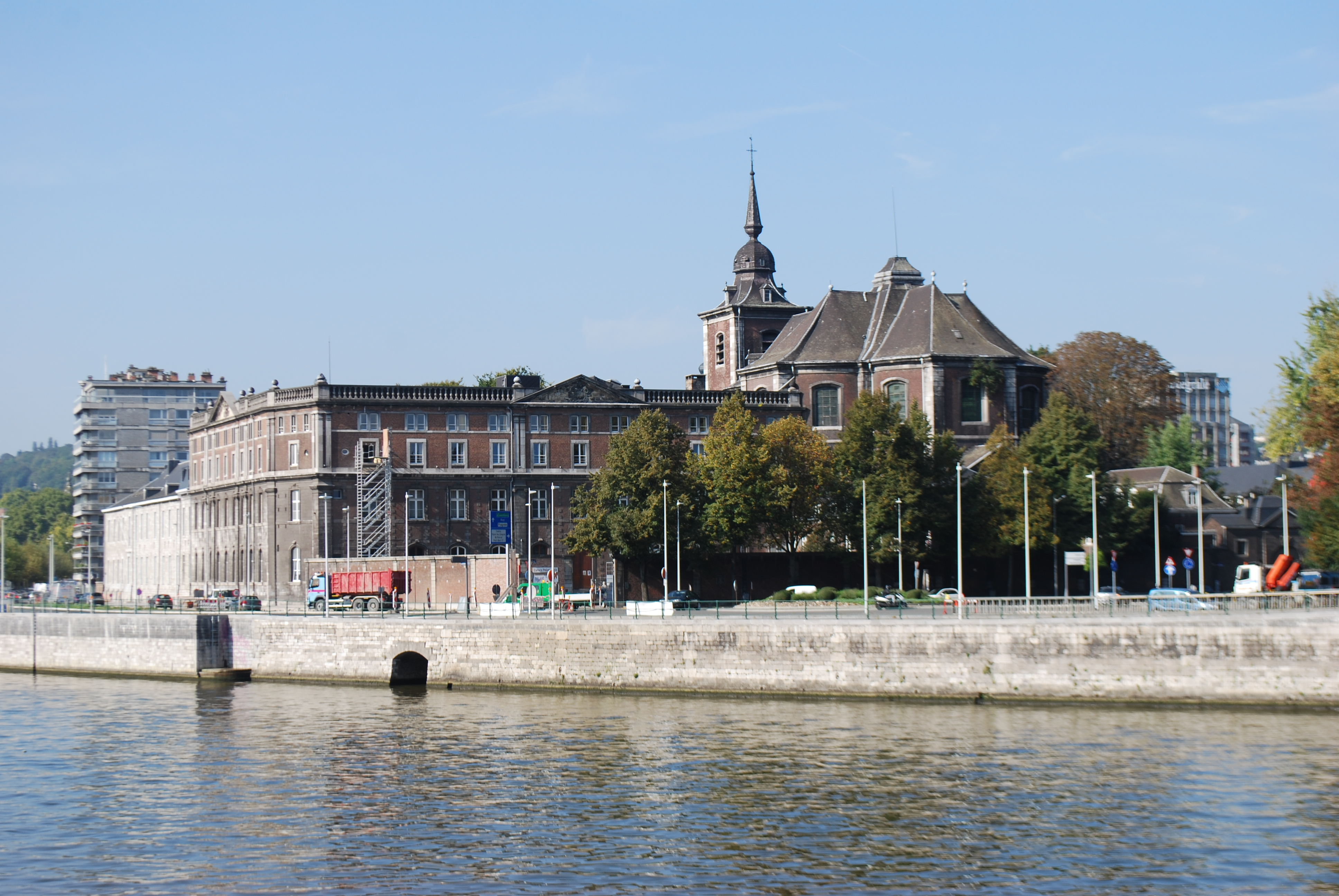
2007 : le palais épiscopal de Liège, autrefois abbaye de Beaurepart.
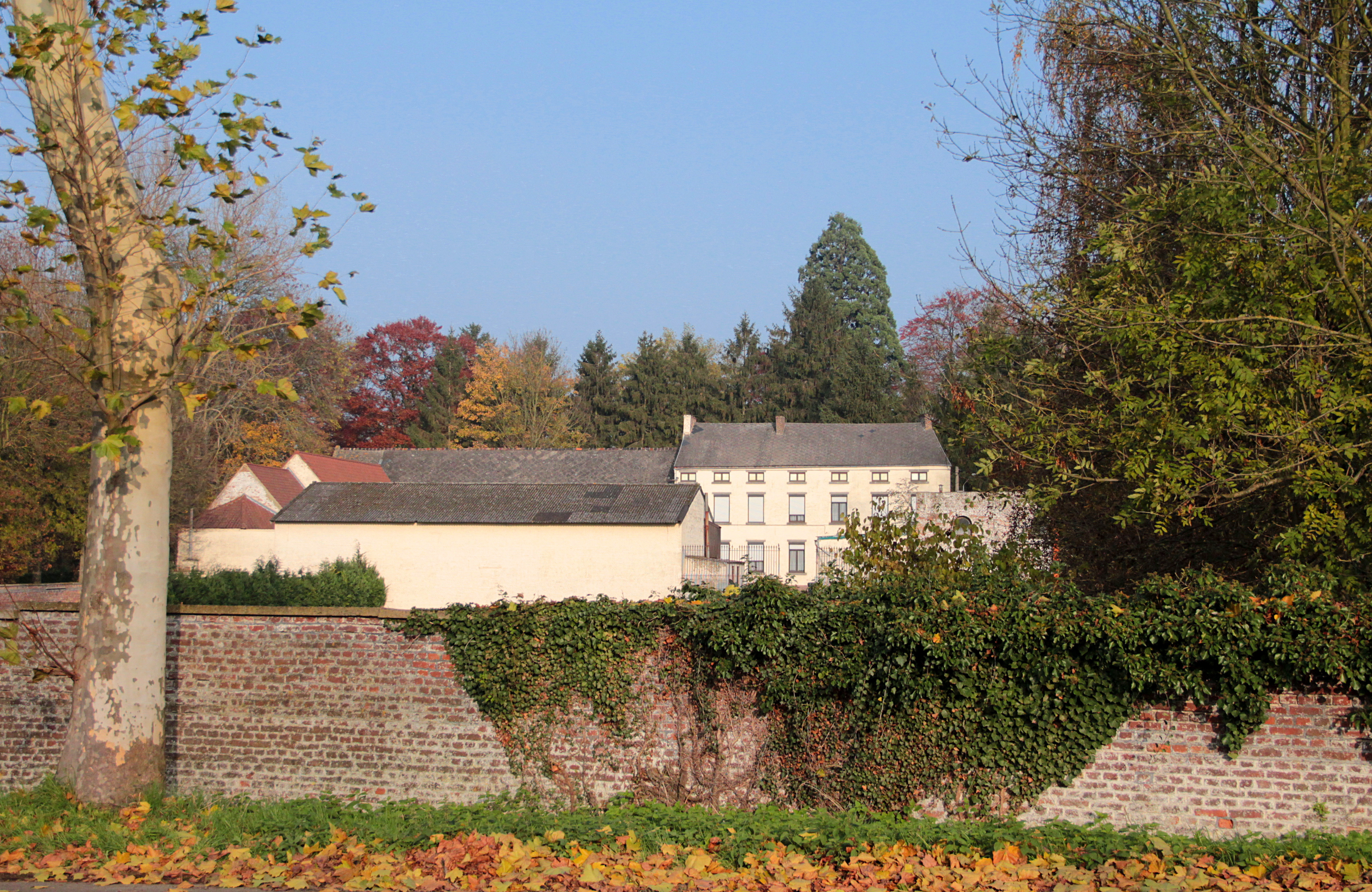
Ce qui reste, en 2012, de l'ancienne abbaye de Bélian.
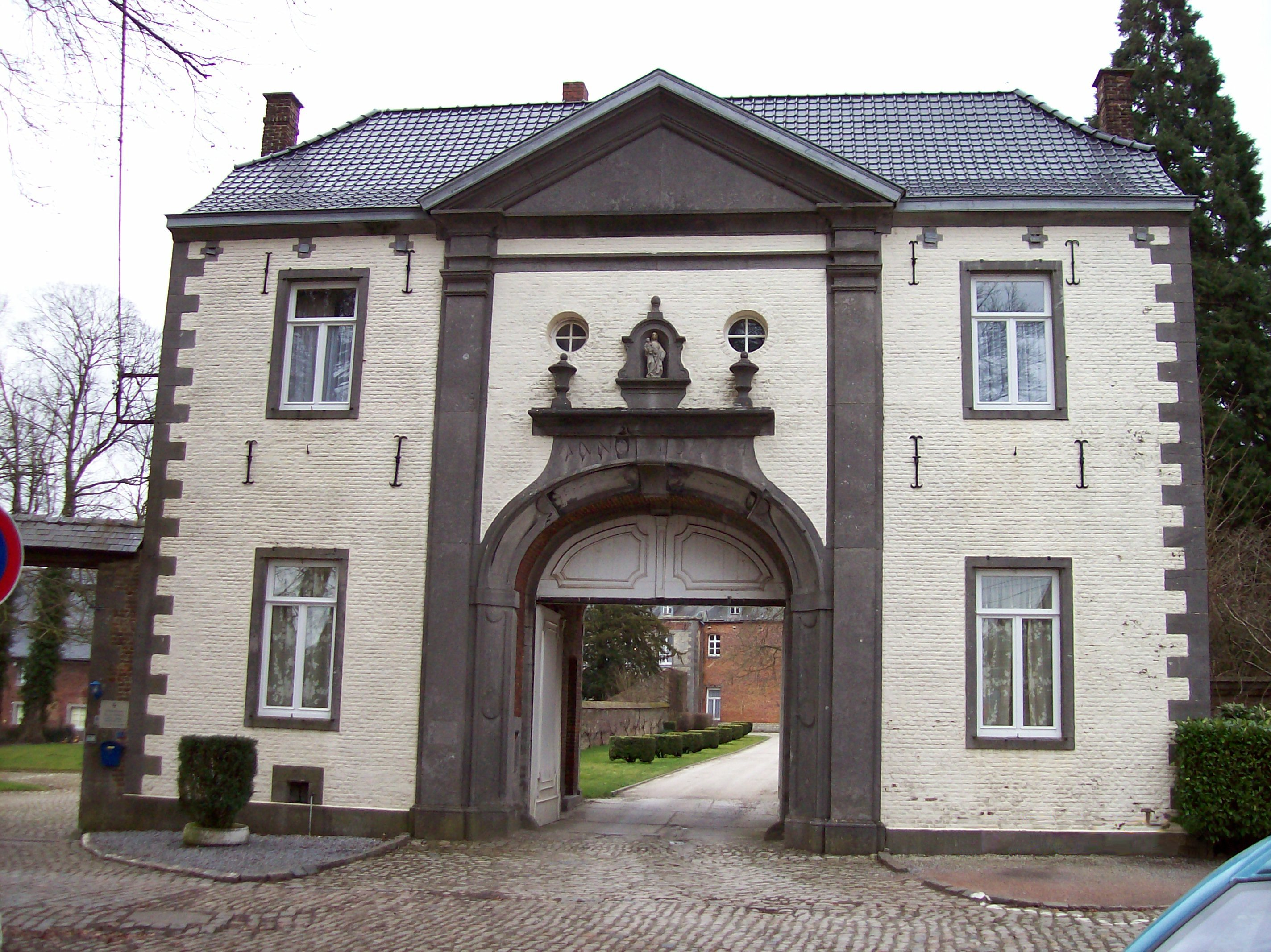
2008 : abbaye de Bois-Seigneur-Isaac, devenu monastère maronite en 2010.
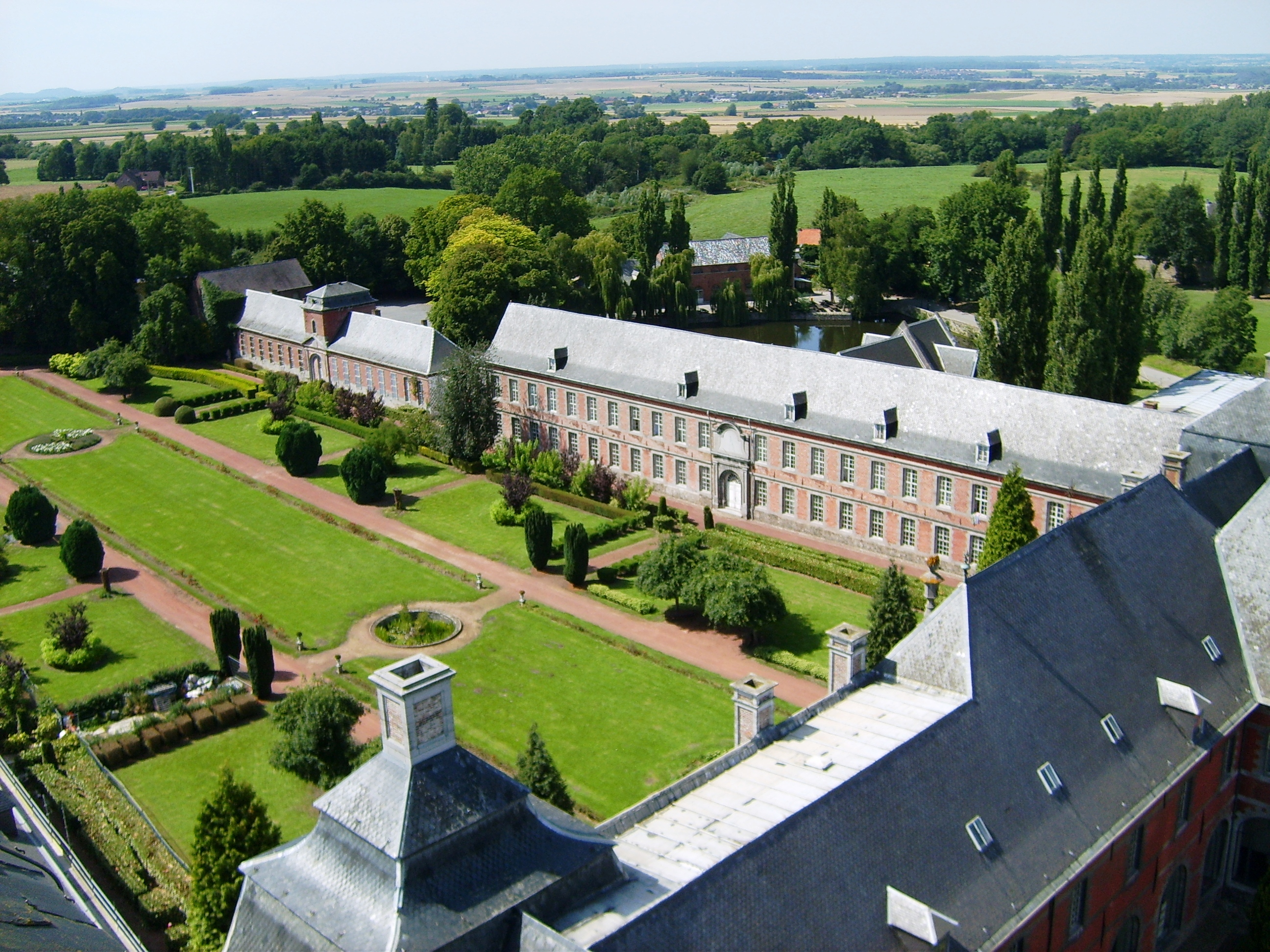
2004 : vue aérienne de l'ancienne abbaye de Bonne-Espérance.
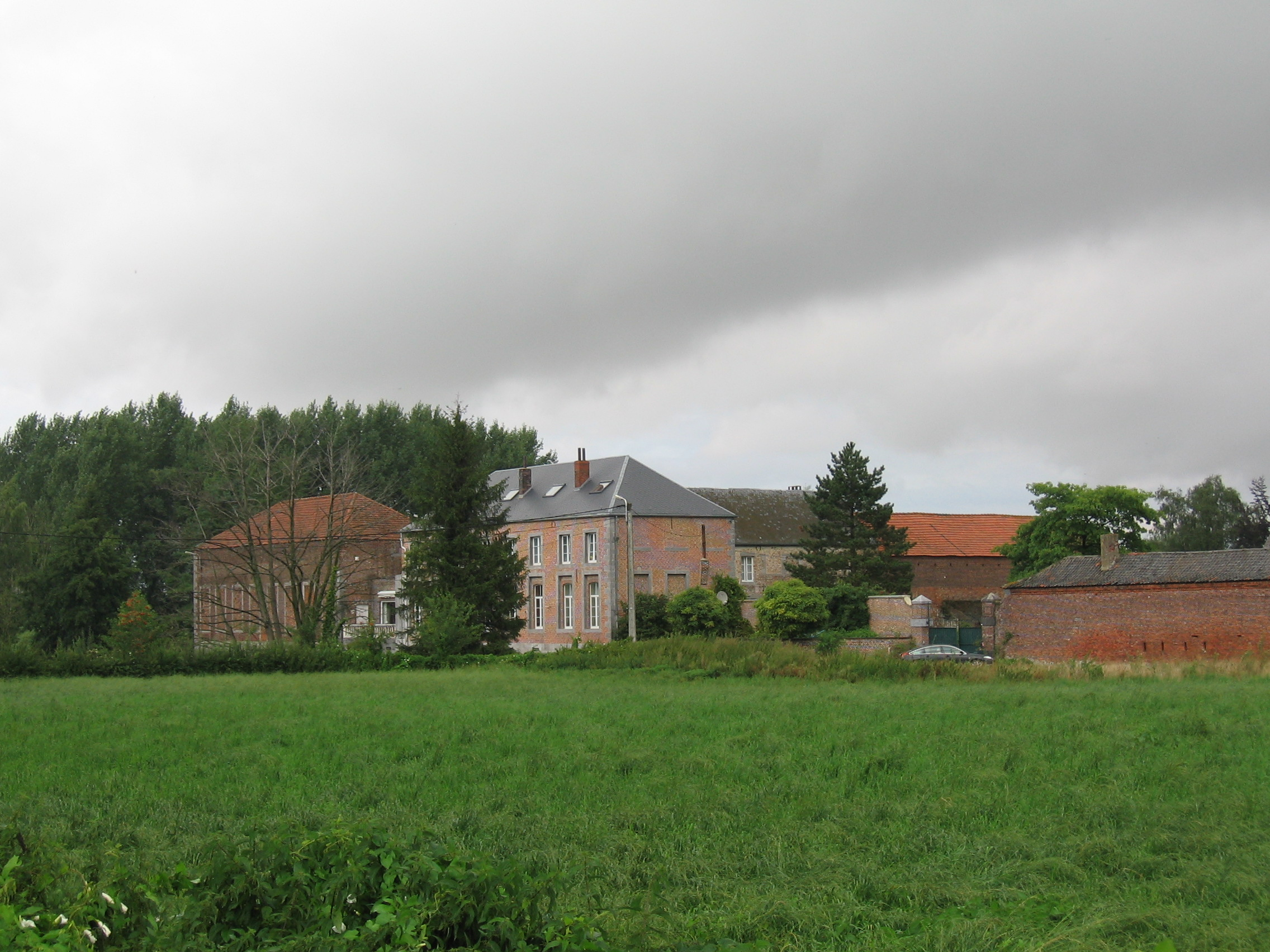
2009 : ancien palais de l'abbaye de Boneffe, aujourd'hui c'est une ferme.
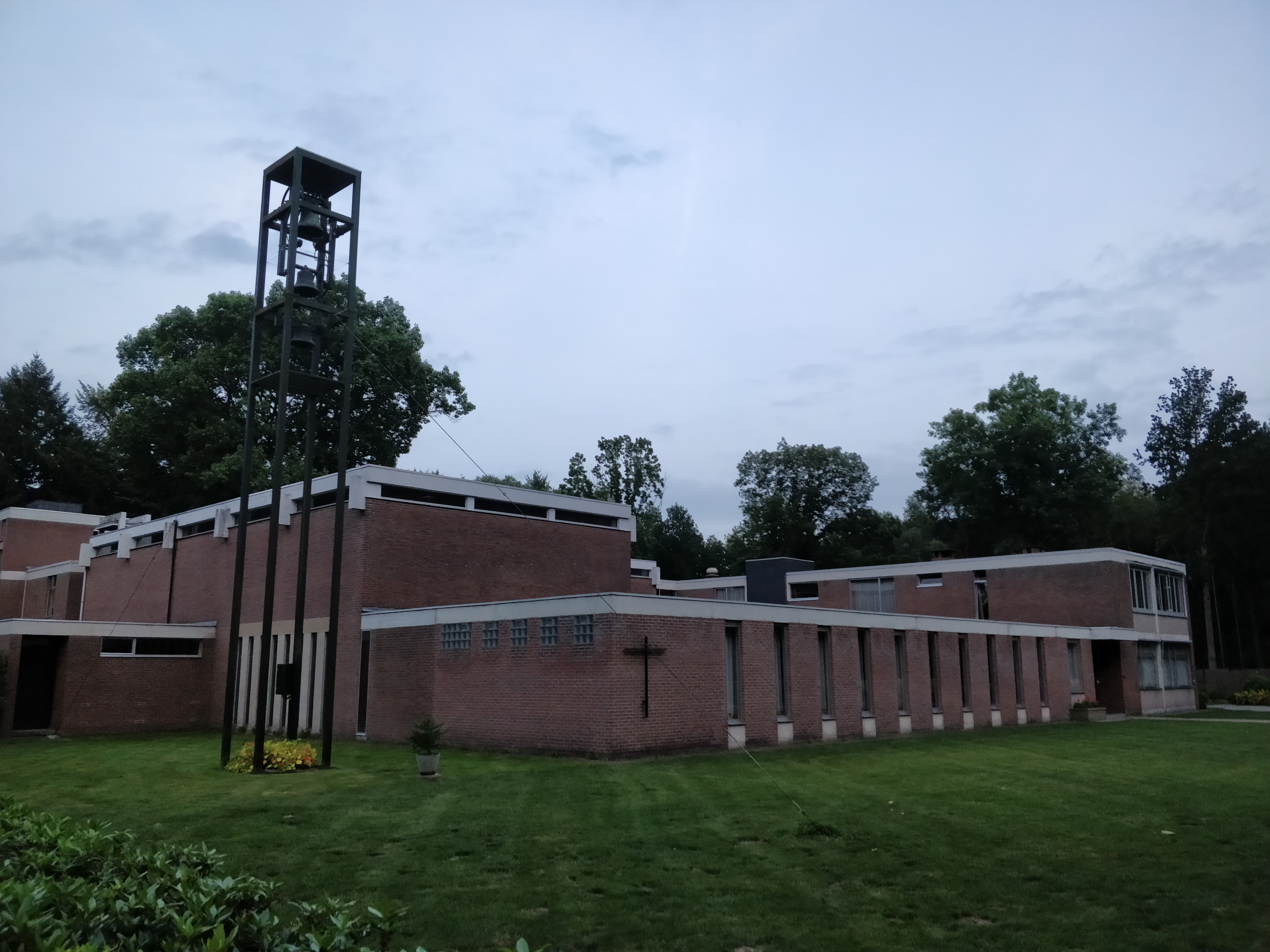
2013 : abbaye de Bonheiden, toujours en activité en 2015.
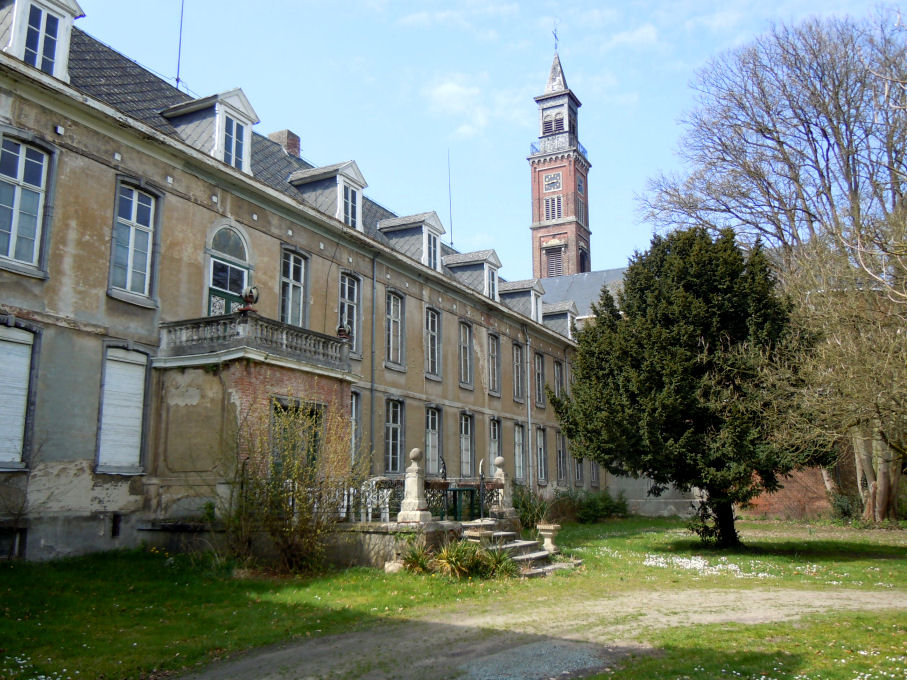
Abbaye Saint-Bernard de Bornem, encore en activité en 2013.
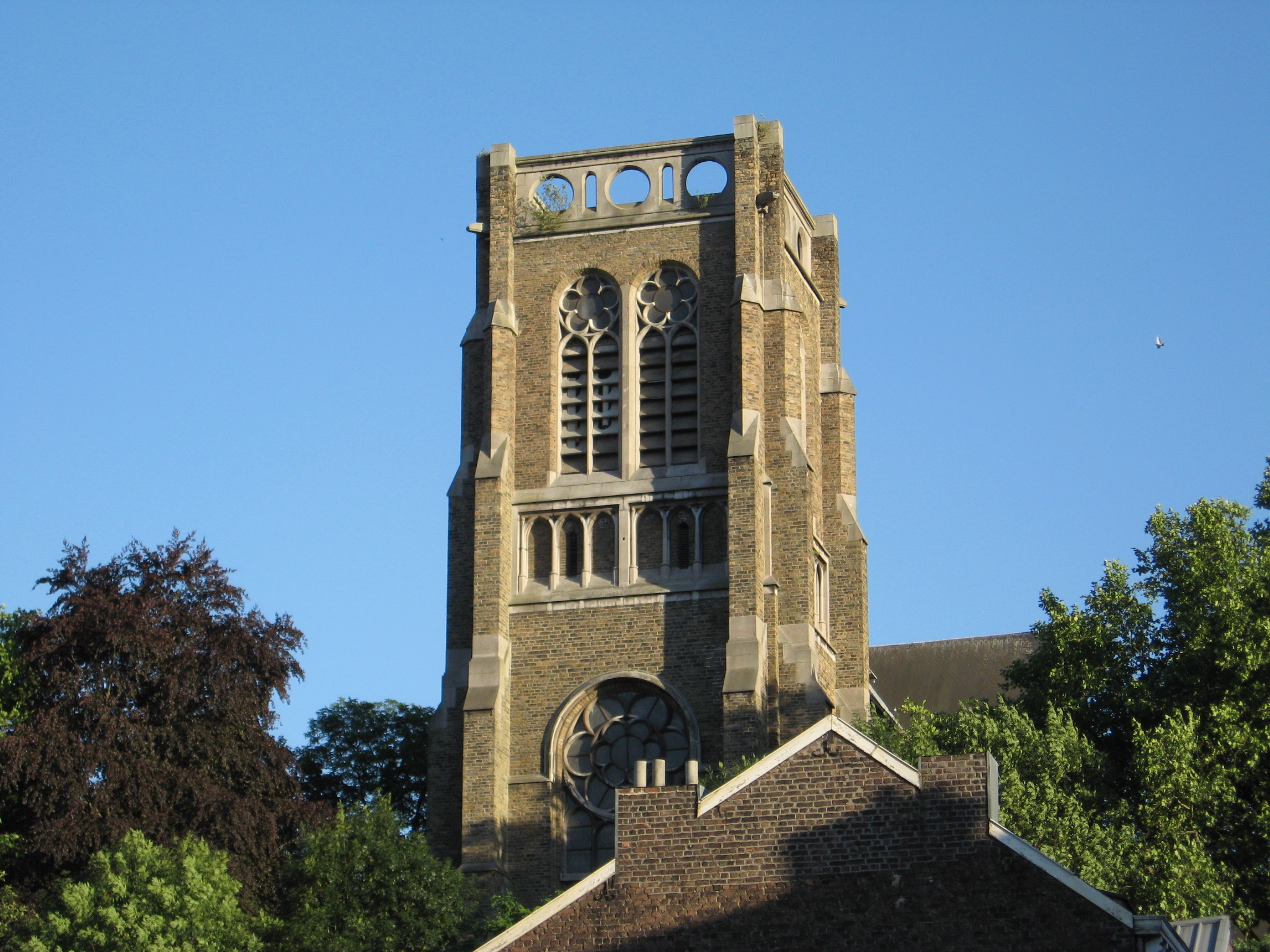
2010 : l'église Notre-Dame de Lourdes, abbatiale du Bouhay.
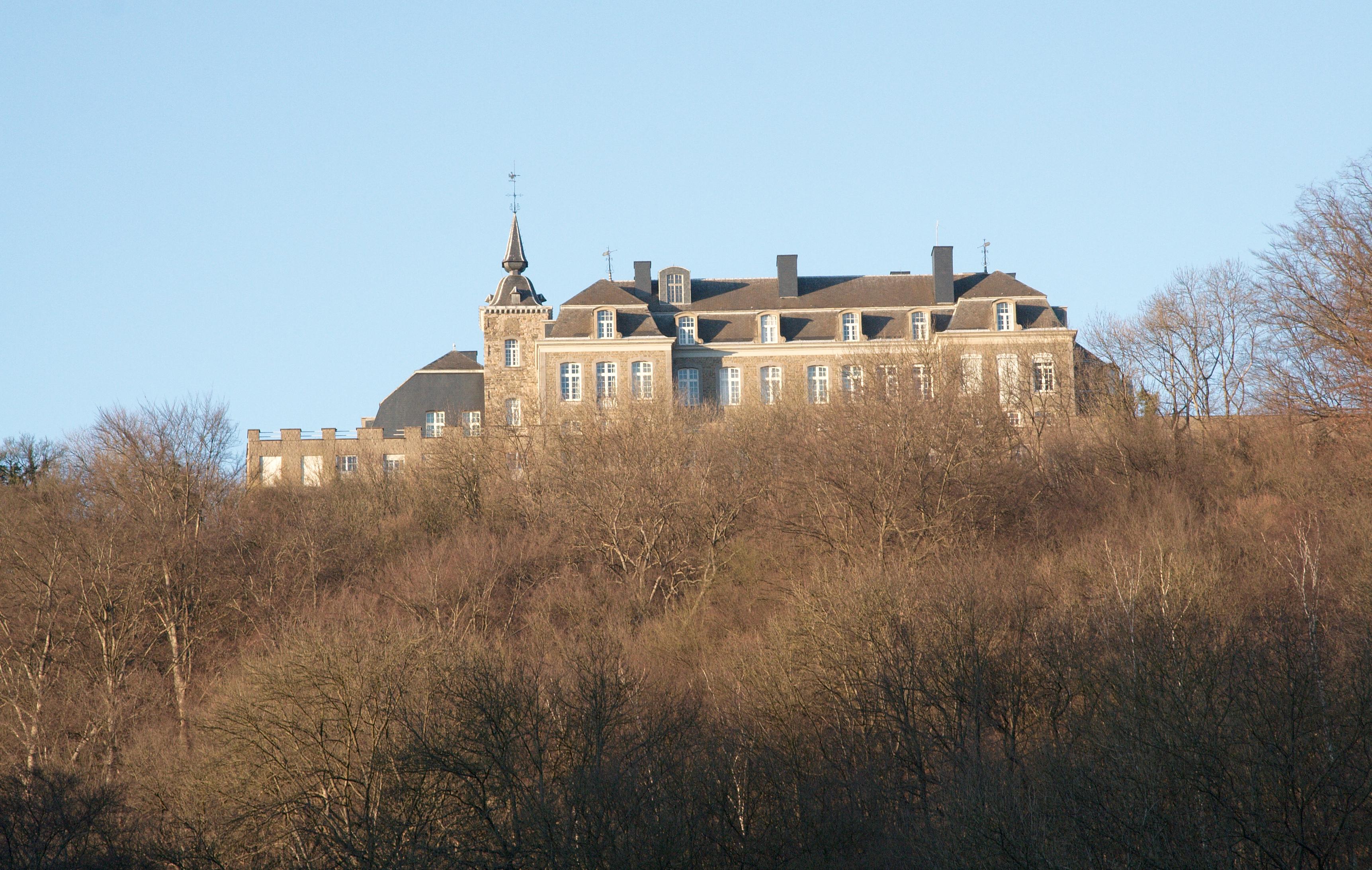
2008 : vue d'ensemble de l'abbaye Notre-Dame de Brialmont.
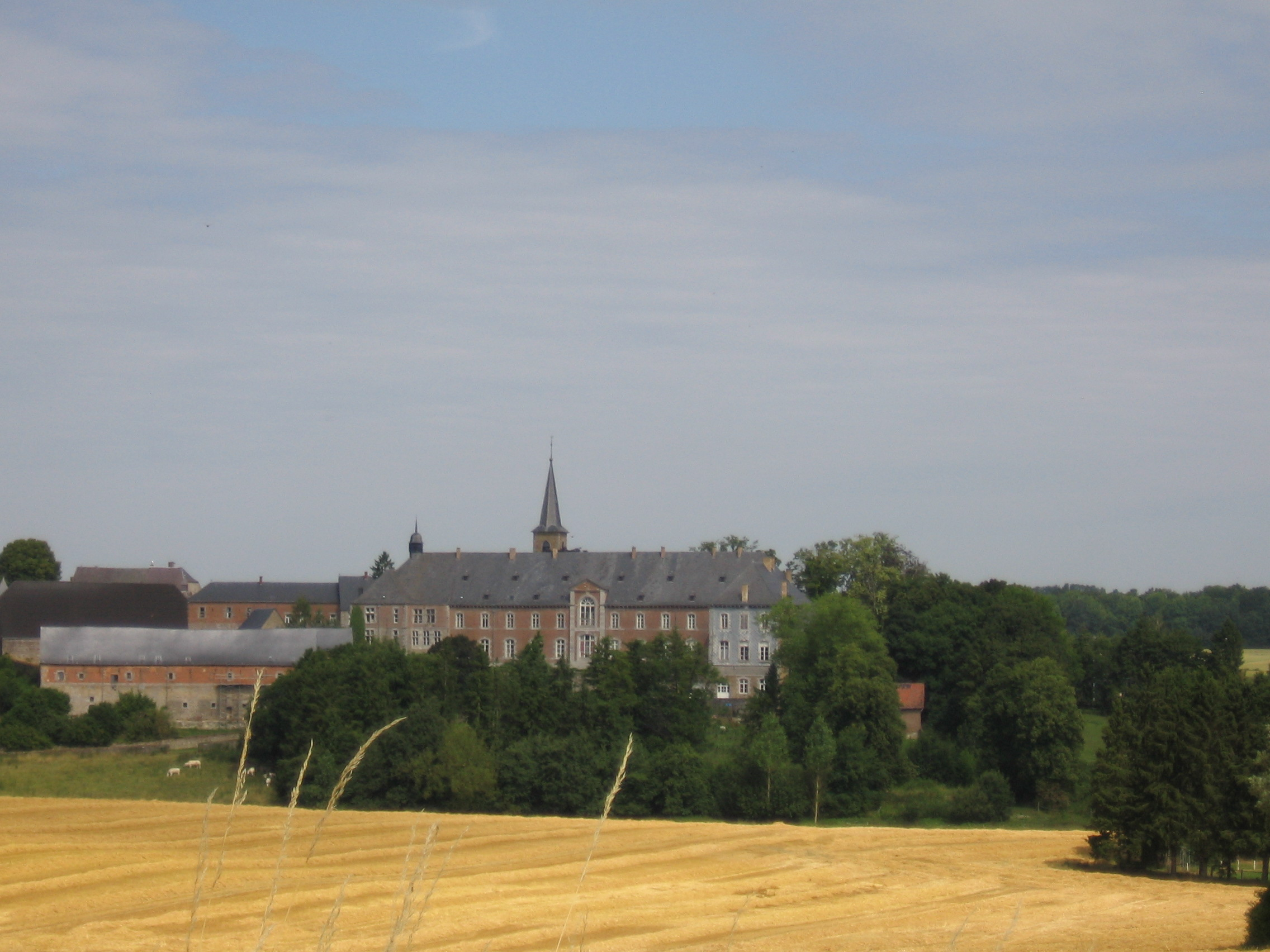
2009 : l'ancienne abbaye Saint-Gérard de Brogne et l'église paroissiale.

## C
- Abbaye de la Cambre (Ixelles, Bruxelles-Capitale)
Cette abbaye est fondée en 1201 pour des moniales cisterciennes nobles. En 2013, un prieuré de chanoines prémontrés s'est, en partie, installé sur le site, qui contient aussi, en 2015, l'École nationale supérieure des arts visuels et l'Institut géographique national. Les chanoines prémontrés quittent le prieuré en septembre 2020.
- Abbaye de Cambron (section Cambron-Casteau, Brugelette, Province de Hainaut)
Cette abbaye de moines cisterciens est fondée en 1148. Le site est aujourd'hui, en 2015, exploité en tant que parc animalier sous l'appellation Pairi Daiza.
- Abbaye de Chevetogne (village Chevetogne, Ciney, Province de Namur)
Ce prieuré bénédictin est fondé en 1939 puis est élevé au rang d'abbaye en 1990. Les offices liturgiques quotidiens sont célébrés simultanément en deux églises, la première de rite romain, dédiée au Saint Sauveur, et la seconde de rite byzantin, dédiée à l'Exaltation de la Sainte Croix. Ce monastère unique a été placé sous le signe de l'œcuménisme par son fondateur, Lambert Beauduin.
- Abbaye de Chèvremont (ou abbaye du Château-Neuf) (Chaudfontaine, Province de Liège)
À l'origine, le château de Chèvremont de l'époque franque occupe le site. L'abbaye de Chèvremont est fondée au VIIIe siècle. C'est un bien du chapitre Notre-Dame d'Aix-la-Chapelle, depuis le don d'Otton Ier du Saint-Empire en 972. Aujourd'hui, le château est en ruines, et le couvent des Pères Carmes a remplacé l'abbaye.
- Abbaye Notre-Dame-de-la-Paix de Chimay (Chimay, Province de Hainaut)
Cette abbaye de moniales trappistines est fondée en 1919, et, toujours vivante, elle comprend aujourd'hui une douzaine de religieuses.
- Abbaye de Clairefontaine (hameau Clairefontaine, Arlon, Province de Luxembourg)
Cette abbaye cistercienne de moniales nobles, fondée en 1247 par Ermesinde de Luxembourg, est détruite lors de la Révolution française en 1794. Aujourd'hui, une vingtaine de bénévoles veillent à l'entretien du site, assurant en outre des visites guidées.
- Abbaye Notre-Dame de Clairefontaine (lieu-dit de Cordemois, Bouillon, Province de Luxembourg)
Cette abbaye de moniales cisterciennes est située au bord de la Semois. Composée de bâtiments modernes, elle relève, depuis 1933, la tradition de vie monastique de l'abbaye de Clairefontaine, détruite par les troupes révolutionnaires françaises.
- Abbaye de Cortenbergh (Cortenbergh, Brabant flamand)
Cette abbaye de moniales bénédictines est fondée en 1090. Elle existe toujours, et on peut y voir aujourd'hui, en 2019, un corps de logis aux allures de château.
- Abbaye du Coudenberg (Bruxelles, Bruxelles-Capitale)
C'est d'abord une chapelle de l'Ordre du Temple, fondée en 1162, puis l'édifice est confié aux chanoines réguliers de saint Augustin à partir de 1313, qui en font de suite un prieuré puis une abbaye en 1731. Aujourd'hui, la construction regroupe une église paroissiale et une cathédrale, la Cour constitutionnelle et l'espace culturel ING.

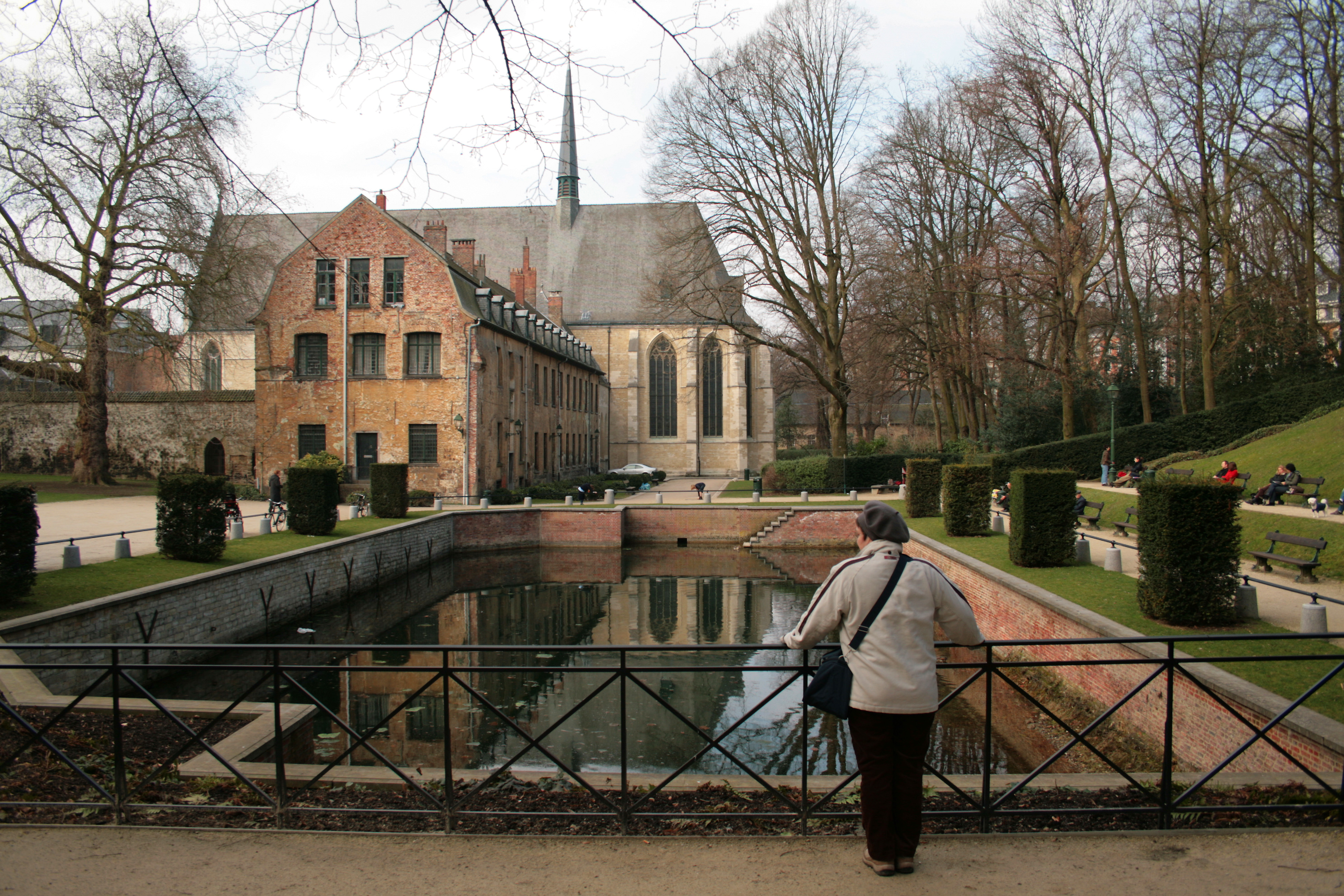
2009 : l'église de l'ancienne abbaye de la Cambre et ses jardins.
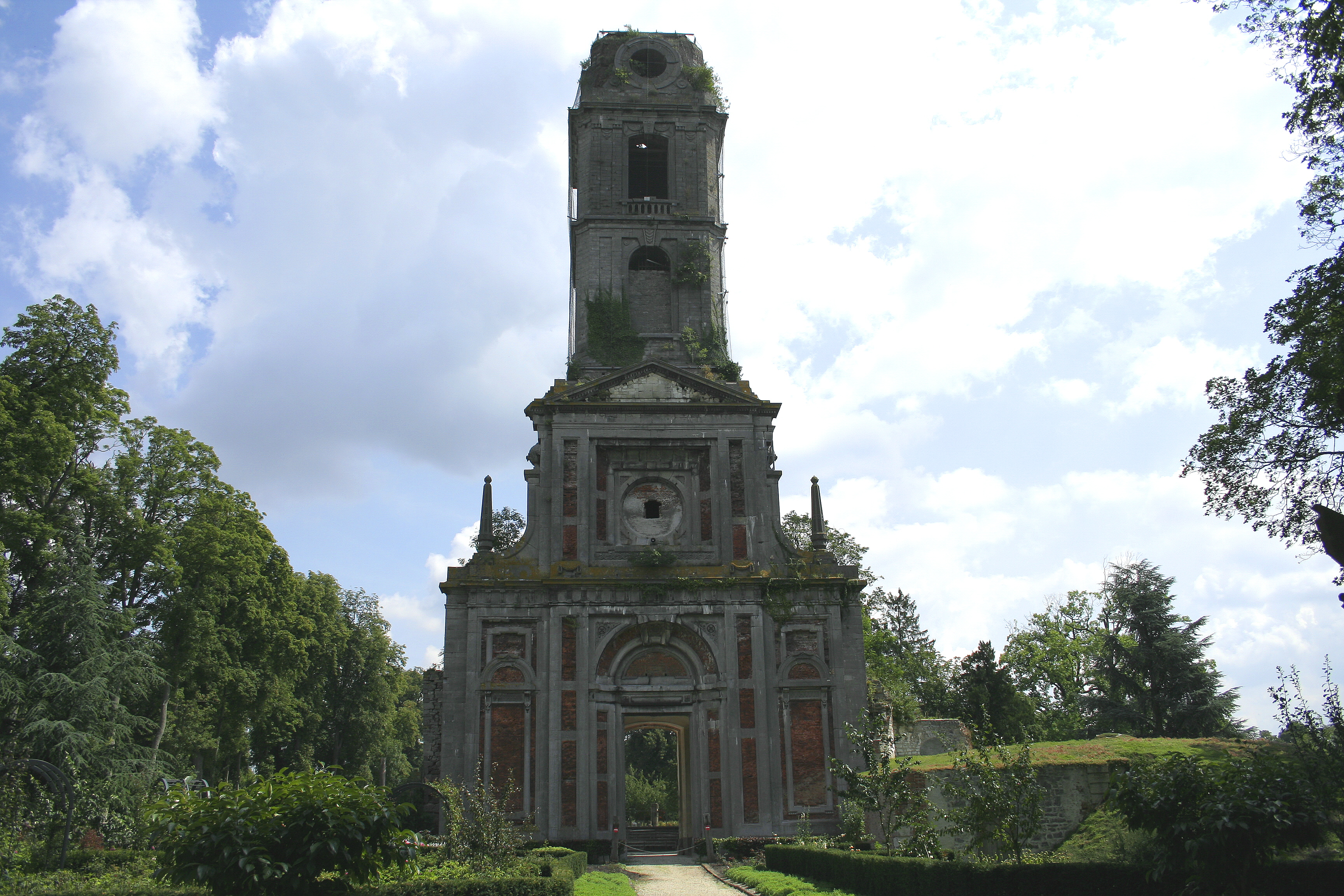
2007 : la tour de l'abbatiale de l'ancienne abbaye de Cambron.
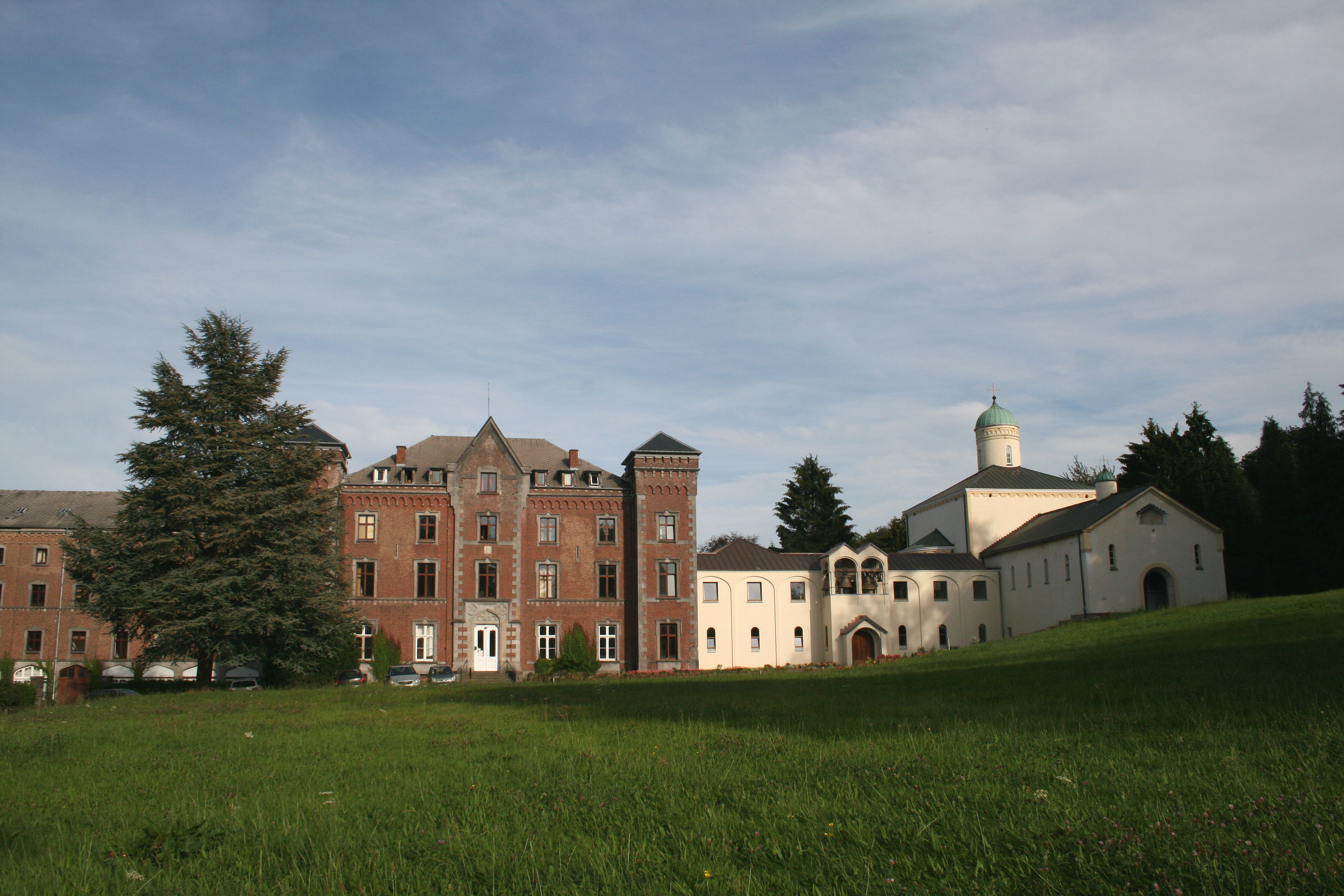
2011 : l'abbaye de Chevetogne et ses deux églises aux rites distincts.
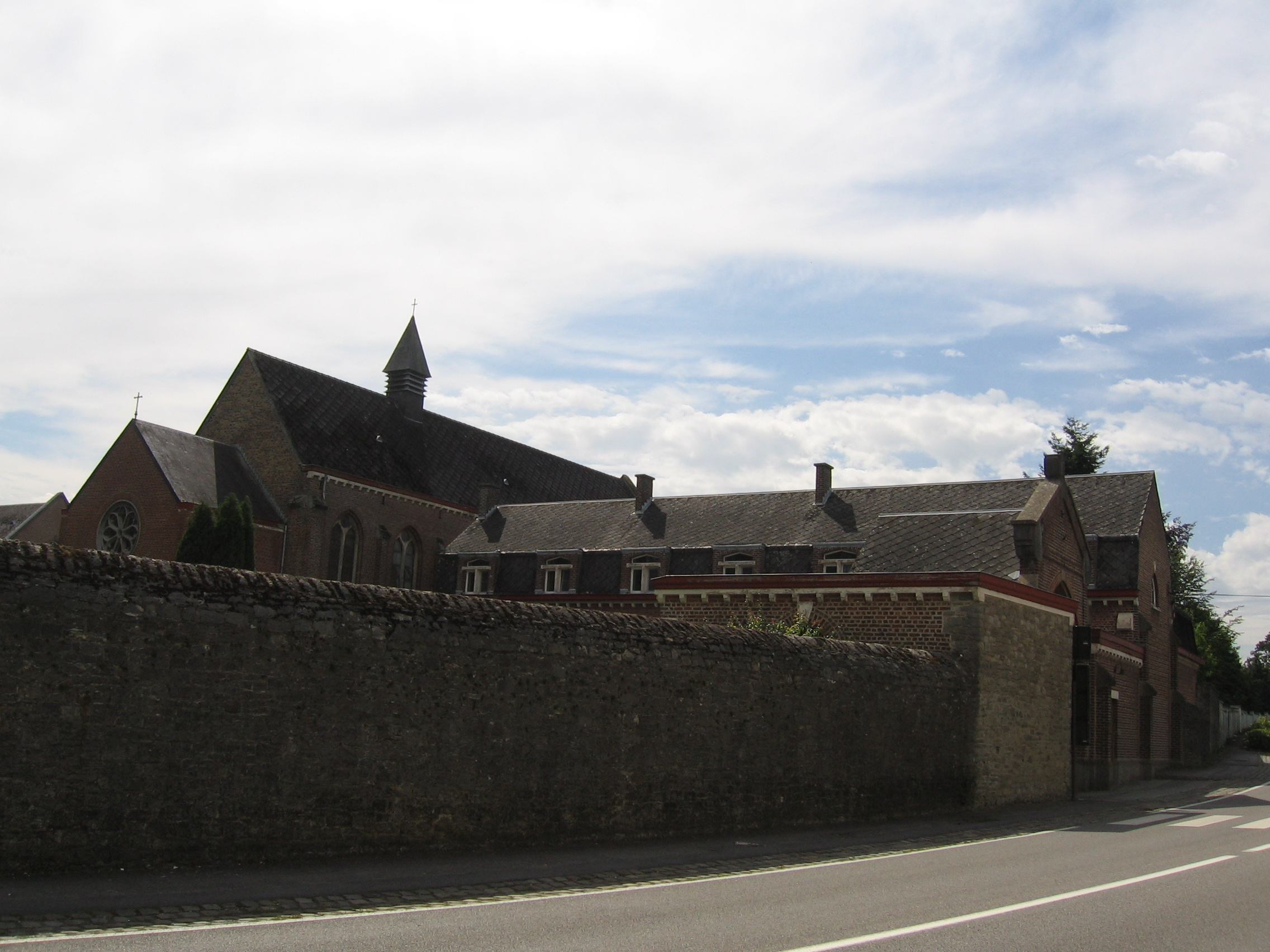
2011 : l'abbaye Notre-Dame-de-la-Paix de Chimay.
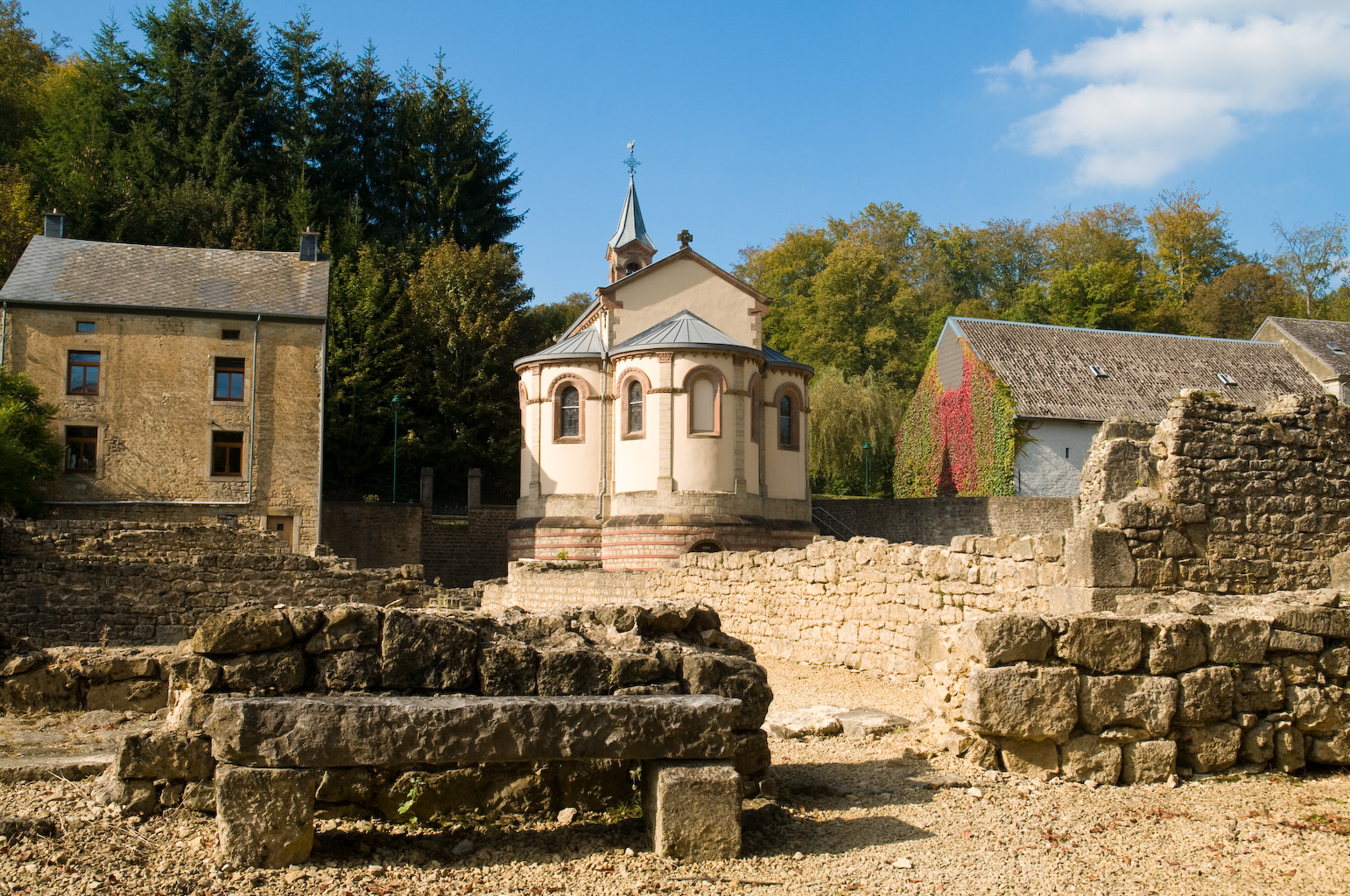
2011 : le site de l'abbaye de Clairefontaine en ruines et reconstruit partiellement.
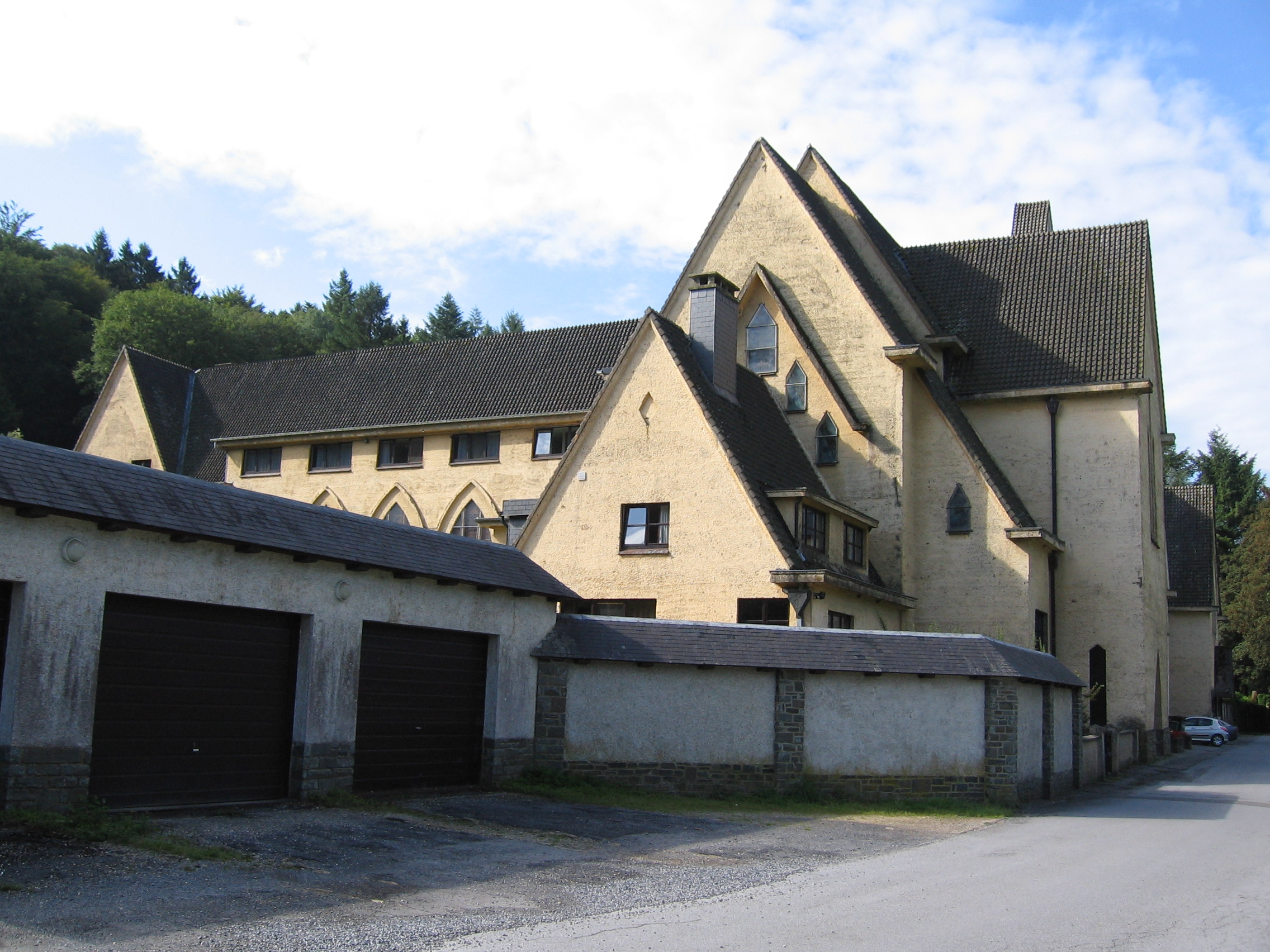
2010 : l'abbaye Notre-Dame de Clairefontaine en activité.
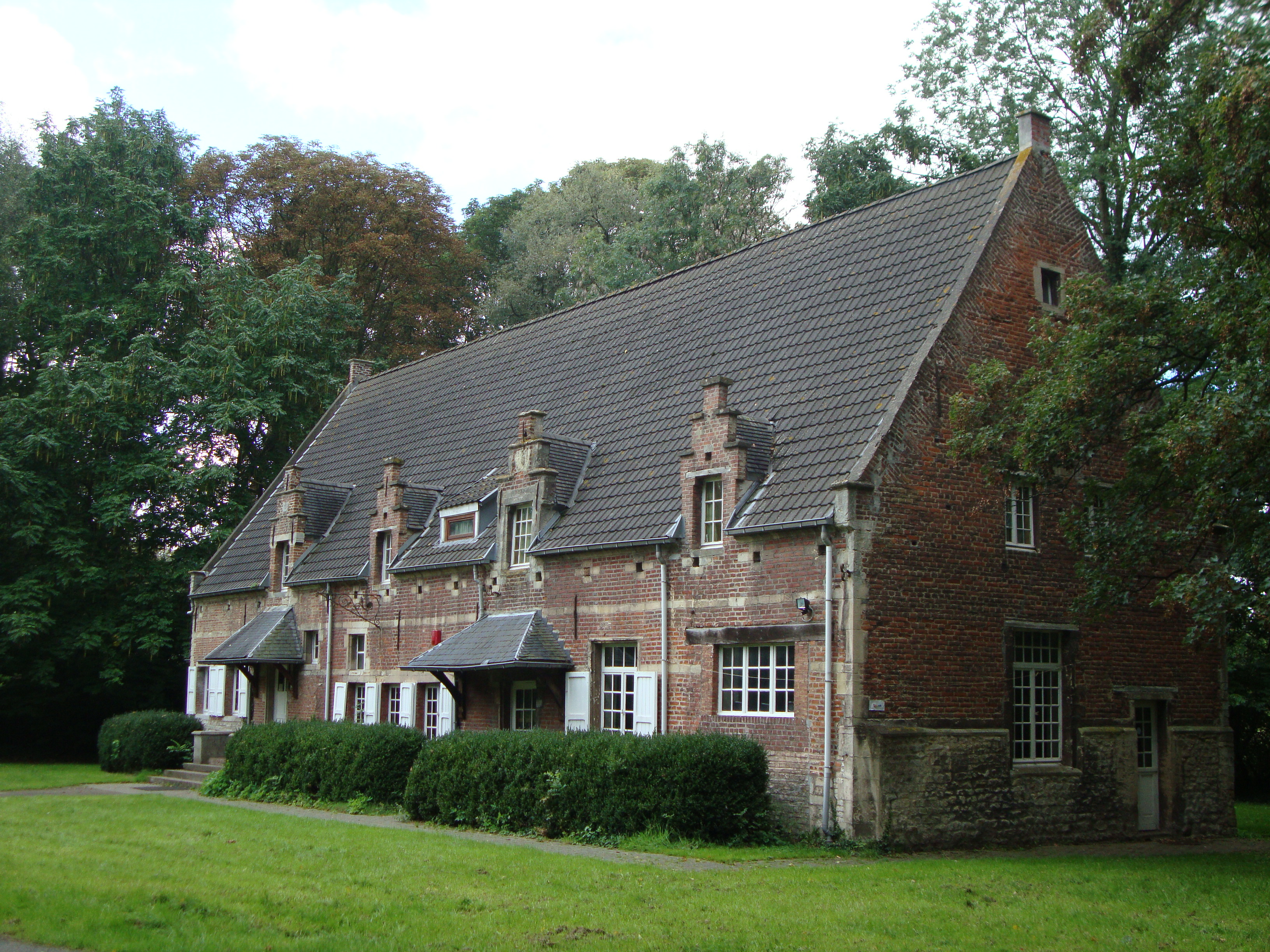
2011 : bâtiment appartenant à l'abbaye de Cortenbergh.
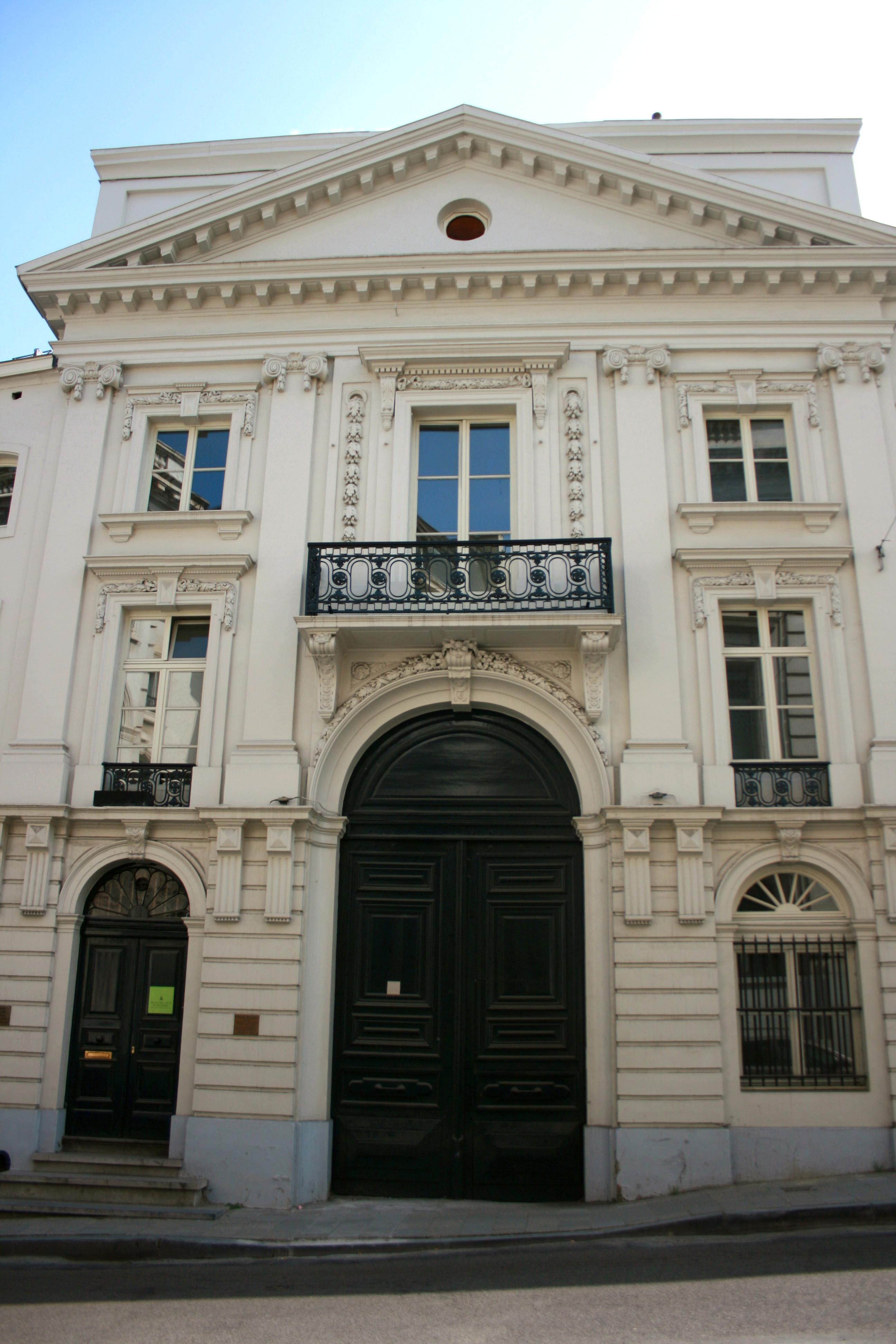
2010 : l'entrée de l'ancienne abbaye du Coudenberg à Bruxelles.

## D
- Abbaye de Dieleghem (d'abord section Wolvertem, Meise, puis Jette, Bruxelles-Capitale)
Cette abbaye est fondée en 1095 sur des terres situées en partie à Wolvertem. Elle est à l'origine augustinienne puis, en 1210, à la suite du déménagement à Jette, elle devient prémontrée. Aujourd'hui, elle est en grande partie détruite, seule la demeure abbatial subsiste, ainsi que le presbytère, restauré, qui abrite un musée communal.
- Abbaye Notre-Dame des Dunes (Coxyde puis Bruges, Flandre-Occidentale)
Un ermitage est d'abord fondé en 1107, puis une abbaye bénédictine voit le jour, en 1127. Cette abbaye se rattache à l'ordre cistercien à partir de 1138. Elle est transférée à Bruges en 1601, occupée depuis 1833 par le séminaire du diocèse de Bruges.

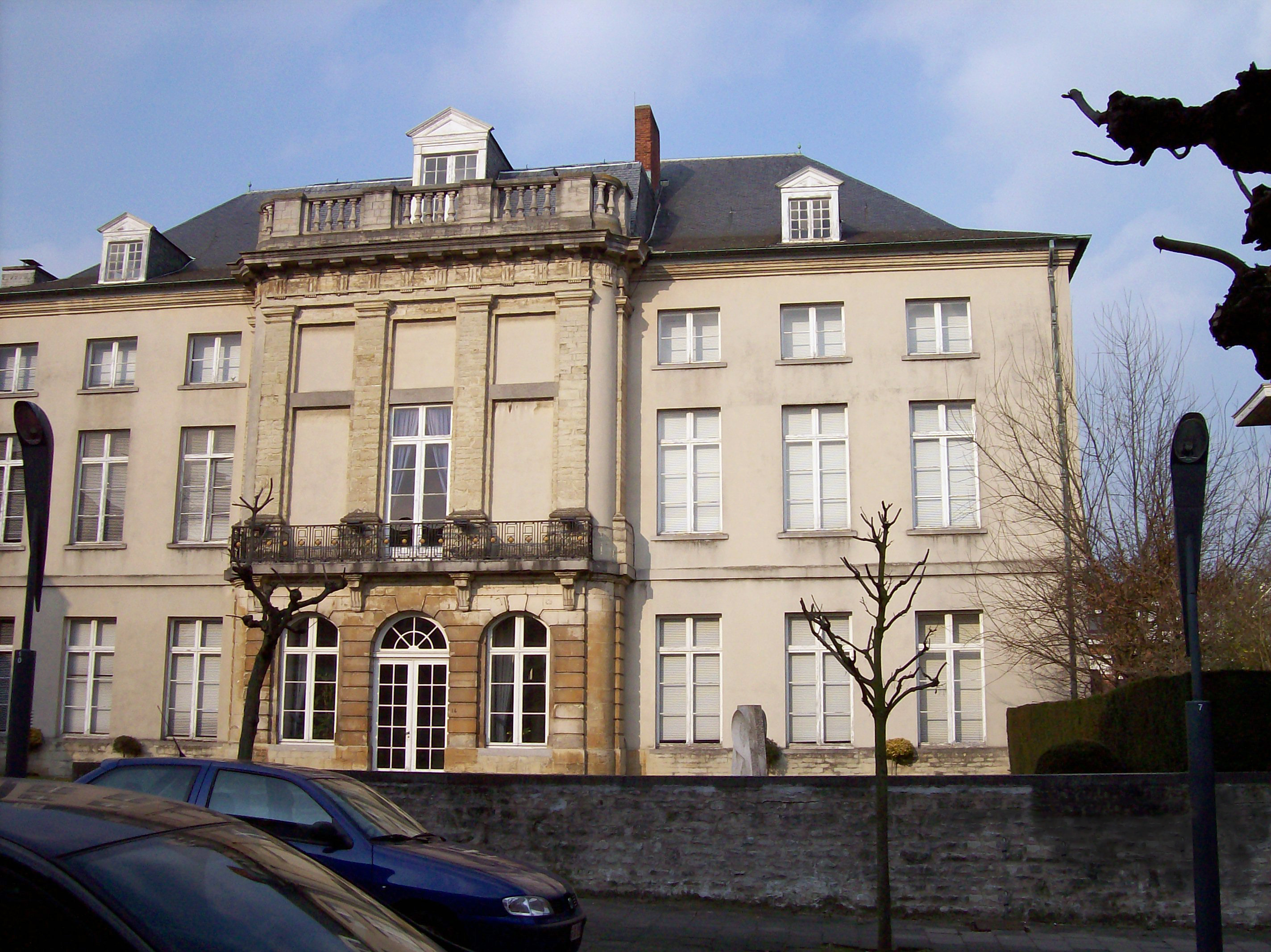
2008 : le palais abbatial de l'ancienne abbaye de Dieleghem.
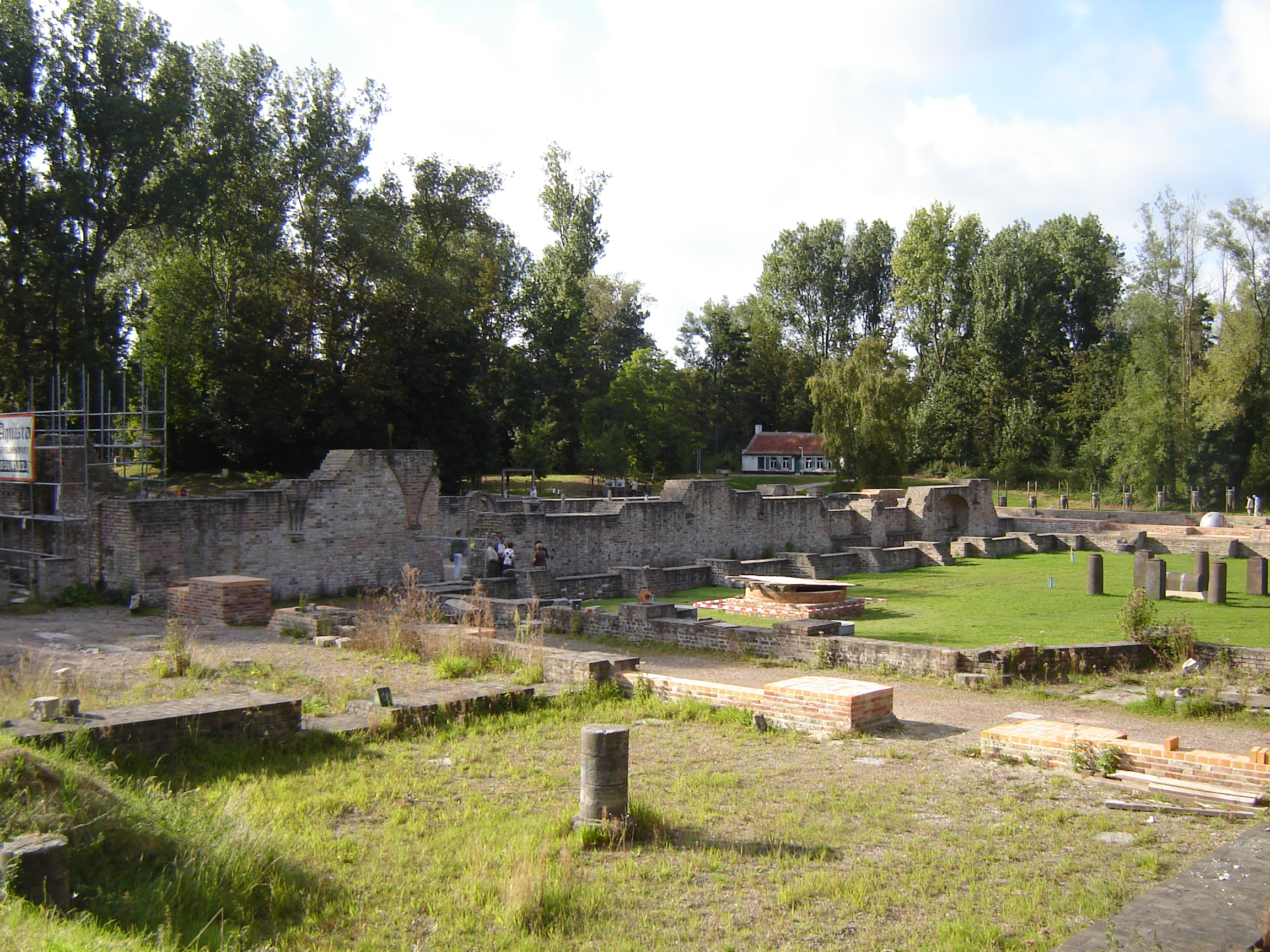
2007 : l'ancienne abbaye Notre-dame des Dunes en ruines, à Coxyde.

## E
- Abbaye Saint-Sauveur d'Eename (Audenarde, Flandre-Orientale)
En 1054, la localité d'Eename — aujourd'hui faubourg d'Audenarde —, constituée de fortifications érigées contre la France par l’empereur germanique Otton Ier, est rasée et annexée à la Flandre. À l’emplacement d’Eenaeme, afin de pacifier la région, du temps de Baudouin V, on érige un cloître jouxtant le portus d'Audenarde, qui devient une abbaye de moines bénédictins en 1063.
- Abbaye d'Épinlieu (près de Mons, Province de Hainaut)
Cette abbaye de moniales cisterciennes est fondée en 1216. L'ancien quartier abbatial, daté 1725, est aujourd'hui le siège de l'Académie des beaux-arts de Mons.
- Abbaye d'Eversham (section Oostvleteren, Vleteren, Flandre-Occidentale)
Cette abbaye n'existe plus aujourd'hui.

## F
- Abbaye de Flône (section Flône, Amay, Province de Liège)
C'est d'abord un couvent fondé en 1075 par trois frères laïcs désirant se retirer du monde. Il devient une abbaye de chanoines augustins en 1189. Aujourd'hui, le site comprend des écoles primaire et secondaire regroupant plus de 1 200 élèves.
- Abbaye de Floreffe (Floreffe, Province de Namur)
Fondée en 1121 par Norbert de Xanten, cette abbaye de chanoines se rattache à l'Ordre des Prémontrés. Le site abrite aujourd'hui un Petit séminaire. Les bâtiments historiques, qui sont classés et appartiennent au patrimoine majeur de Wallonie, sont utilisés pour de nombreuses activités culturelles et commerciales : des concerts dans l’église, des festivals, des expositions, des foires et des brocantes.
- Abbaye de Florennes (Florennes, Province de Namur)
Des religieux conduits par Gérard, chanoine à la cathédrale de Reims et fils du seigneur de Florennes, s’installent vers 1010 à Florennes. Vers 1025, le monastère présent est cédé aux bénédictins, l'année 1027 étant considérée comme l’année de fondation de la nouvelle abbaye. Il n'en reste aujourd'hui que quelques vestiges.
- Abbaye de Florival (Grez-Doiceau, Brabant wallon)
À la lisière des sections Bossut-Gottechain et Archennes s'élevait autrefois une abbaye de moniales bénédictines. On trouve aujourd'hui, à cet endroit, une fabrique d'accumulateurs.
- Abbaye de Forest (Forest, Bruxelles-Capitale)
À l'origine, il s'agit d'un prieuré de moniales nobles bénédictines, fondé en 1105, qui est élevé au rang d'abbaye en 1239. Aujourd'hui, le site abrite un centre culturel pour séminaires, banquets et expositions.
- Abbaye Saint-Nicolas de Furnes (Furnes, Flandre-Occidentale)
C'est une abbaye de chanoines augustins fondée en 1120 avec les agréments de Charles le Bon, comte de Flandre, et de l'évêque Jean Ier de Warneton. La communauté se rattache à l'ordre des Prémontrés en 1135. Les bâtiments du quartier des prélats existent toujours et sont en partie occupés par la Poste.

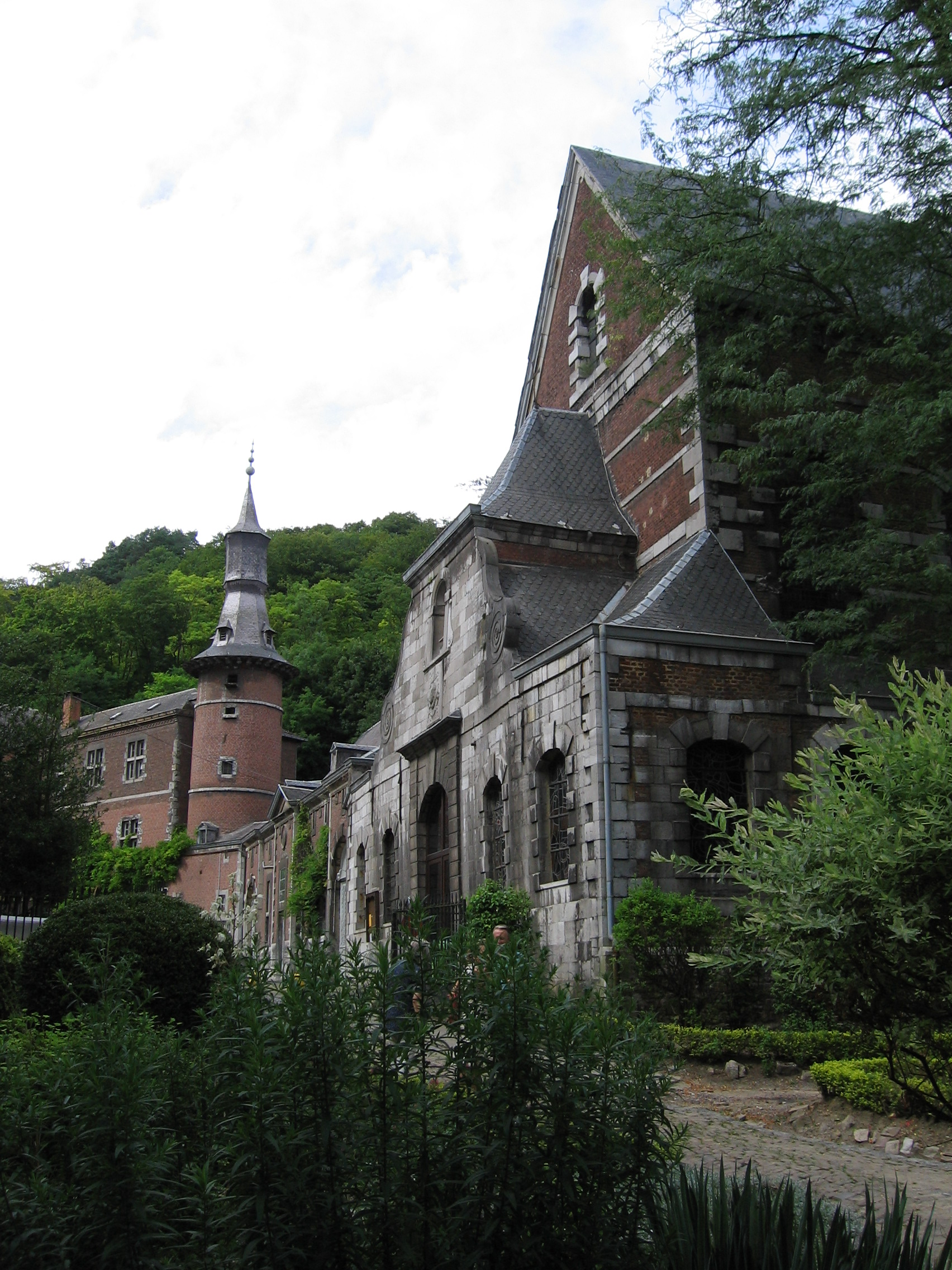
2008 : l'église et le colombier de l'ancienne abbaye de Flône.
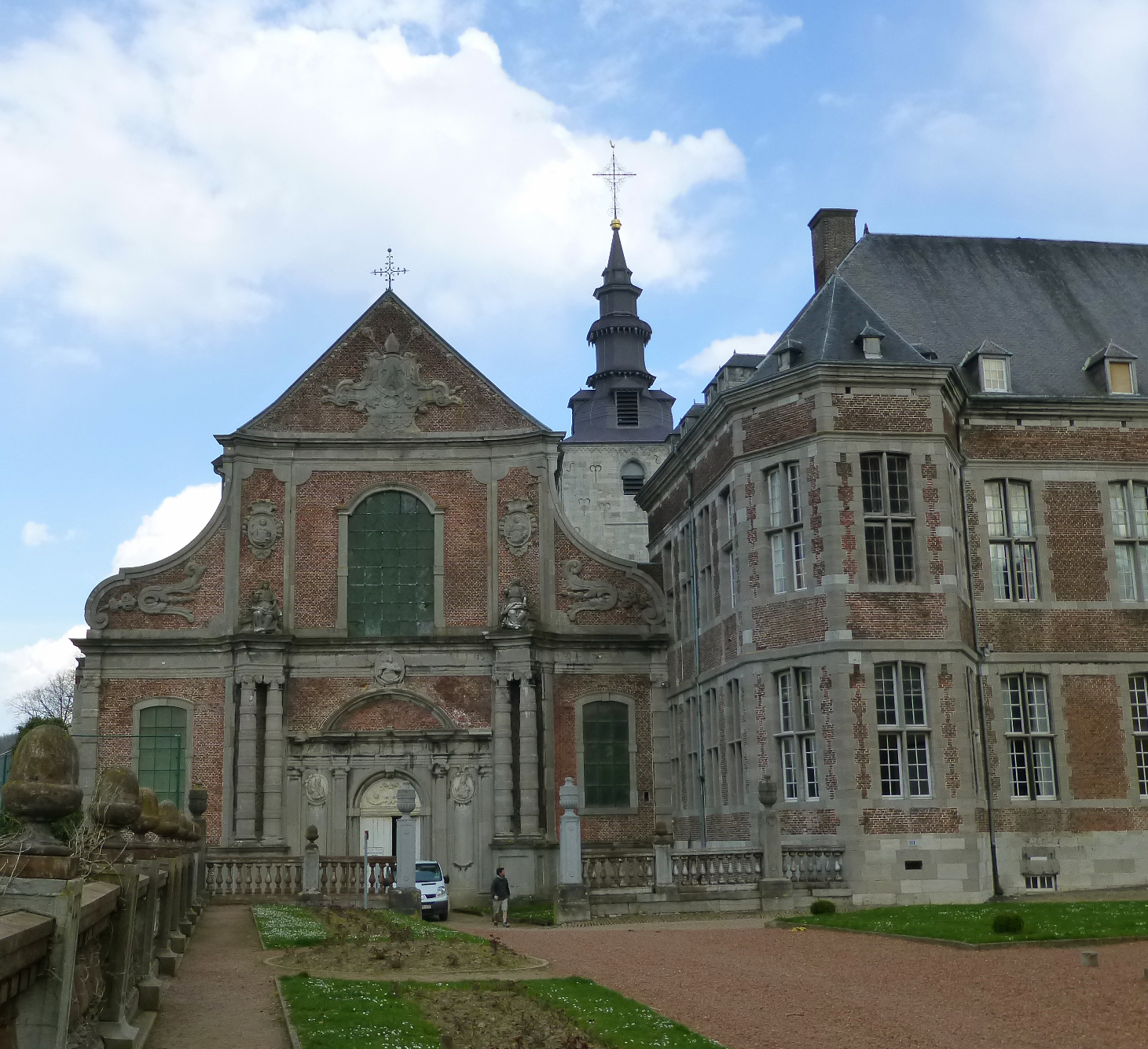
2005 : l'abbatiale de l'ancienne abbaye de Floreffe.
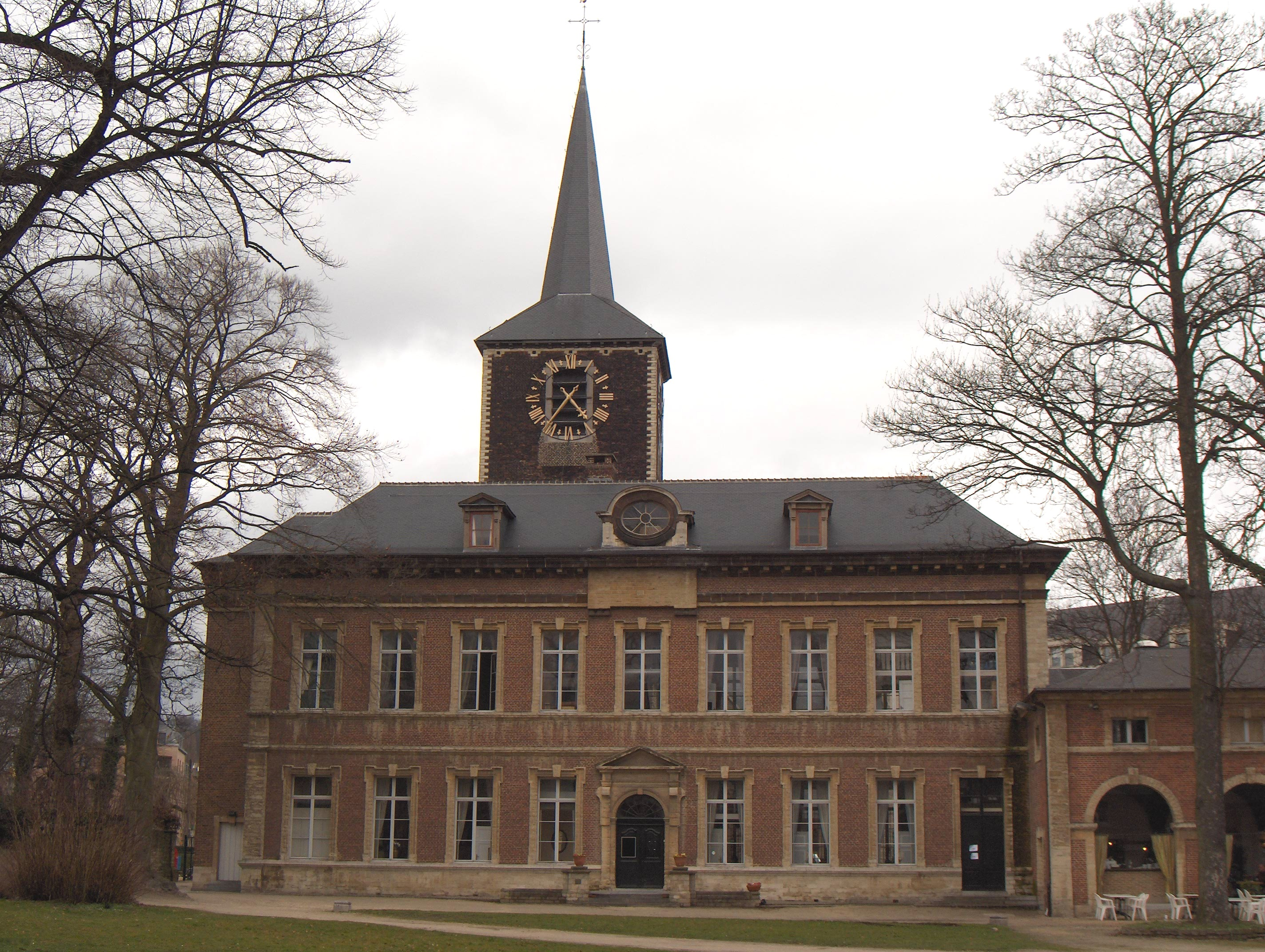
2006 : l'ancienne abbatiale de Forest, aujourd'hui église paroissiale Saint-Denis.

## G
- Abbaye Saint-Bavon de Gand (Gand, Flandre-Orientale)
C'est d'abord un monastère bénédictin fondé à l'époque mérovingienne, au milieu du VIIe siècle, par saint Amand. L'abbaye qui en est issue connaît une grande prospérité tout au long du Moyen Âge. Elle est aujourd'hui en ruines, ses vestiges ayant été découverts en 1830 au moment du démantèlement des bâtiments militaires qui figuraient en surface, citadelle édifiée par Charles Quint en 1536.
- Abbaye Saint-Pierre de Gand (Gand, Flandre-Orientale)
Le monastère bénédictin d'origine, fondé dans la seconde moitié du VIIe siècle, a donné naissance à une abbaye, aujourd'hui partiellement détruite. Son église est devenue paroissiale et ce qui reste de l'abbaye abrite un Centre d’art et de Culture et le Musée didactique Michel Thiery.
- Abbaye de Gembloux (Gembloux, Province de Namur)
L'abbaye bénédictine, fondée en 936 par saint Guibert de Gembloux, traverse les vicissitudes des âges et des révolutions. Elle est plusieurs fois reconstruite. La communauté monastique est emportée dans la tourmente de la Révolution française. Le site est occupé aujourd'hui par la Faculté universitaire des sciences agronomiques de Gembloux.
- Abbaye de Géronsart (section Jambes, Namur, Province de Namur)
Le prieuré de chanoines réguliers de saint Augustin, fondé en 1128, est devenue abbaye en 1617, laquelle subie la réforme génovéfaine à partir de 1646. La Révolution française atteint la région de Meuse. L'abbaye est alors supprimée. De nombreux propriétaires se succèdent aux XIXe et XXe siècles, l'abbaye devenant une filature après démolition du cloître et d'une partie de l'église. Aujourd'hui le palais abbatial est le château de Géronsart, et la ferme est réaménagée en appartements.
- Abbaye de Ghislenghien (section Ghislenghien, Ath, Province de Hainaut)
Le monastère de moniales bénédictines est fondé par Ide de Chièvres vers 1126. Il est élevé au rang d'abbaye en 1132. Cette abbaye se rattache à l'Ordre cistercien en 1481. Il ne reste principalement aujourd'hui qu'un pavillon de la haute-cour, deux longs corps parallèles de la basse-cour et des tronçons du mur d'enclos.
- Abbaye Sainte-Godelieve de Gistel (Gistel, Flandre-Occidentale)
Un monastère bénédictin est fondé au XIe siècle par la fille de Godelieve. Du monastère d'origine est né un prieuré en 1891, élevé au rang d'abbaye en 1934 ayant abrité neuf moniales jusqu'en 2007. Depuis cette date, l'abbaye est occupée par des religieux (hommes et femmes) de la nouvelle congrégation de droit diocésain Mère de la Paix.
- Abbaye Sainte-Wivine de Grand-Bigard (section Grand-Bigard, Dilbeek, Brabant flamand)
C'est à l'origine, en 1133, un prieuré de moniales bénédictines situé à Grand-Bigard, qui devient une abbaye en 1548. L'ordre est dissout par l'autorité française en 1796. L'abbatiale est alors détruite et le reste des bâtiments vendus. Les vestiges de l'abbaye — tels l'actuelle chapelle Wivine — et le mur d'enceinte sont classés depuis 1996. Ils sont actuellement partiellement occupés par une agence de publicité.
- Abbaye de Grandpré (section Faulx-les-Tombes, Gesves, Province de Namur)
Une simple ferme existe au XIIe siècle à l'endroit où sera édifié, en 1231, un prieuré cistercien. L'abbaye, qui est issue de ce prieuré, voit le jour à une date inconnue. Aujourd'hui, l'abbaye est passée dans le domaine privé et ne se visite pas. Les bâtiments sont restaurés et bien entretenus.
- Abbaye de Grimbergen (Grimbergen, Brabant flamand)
C'est une abbaye de chanoines prémontrés fondée en 1128. Comme pour les autres abbayes de la région, l’administration révolutionnaire française dans les Pays-Bas méridionaux sonne le glas de Grimbergen en 1796, mais refondée en 1835, elle est toujours habitée, en 2015, par une communauté de chanoines.
- Abbaye de Groeninge (Courtrai, Flandre-Occidentale)
Cette abbaye de moniales cisterciennes est fondée en 1237 à Marke, puis transférée successivement à Groeninghe en 1265, puis à Courtrai en 1583. Elle abrite de nos jours deux musées, l'un, Courtrai 1302, concernant la Bataille des Eperons d'or et l'autre, concernant l'histoire de la ville de Courtrai.

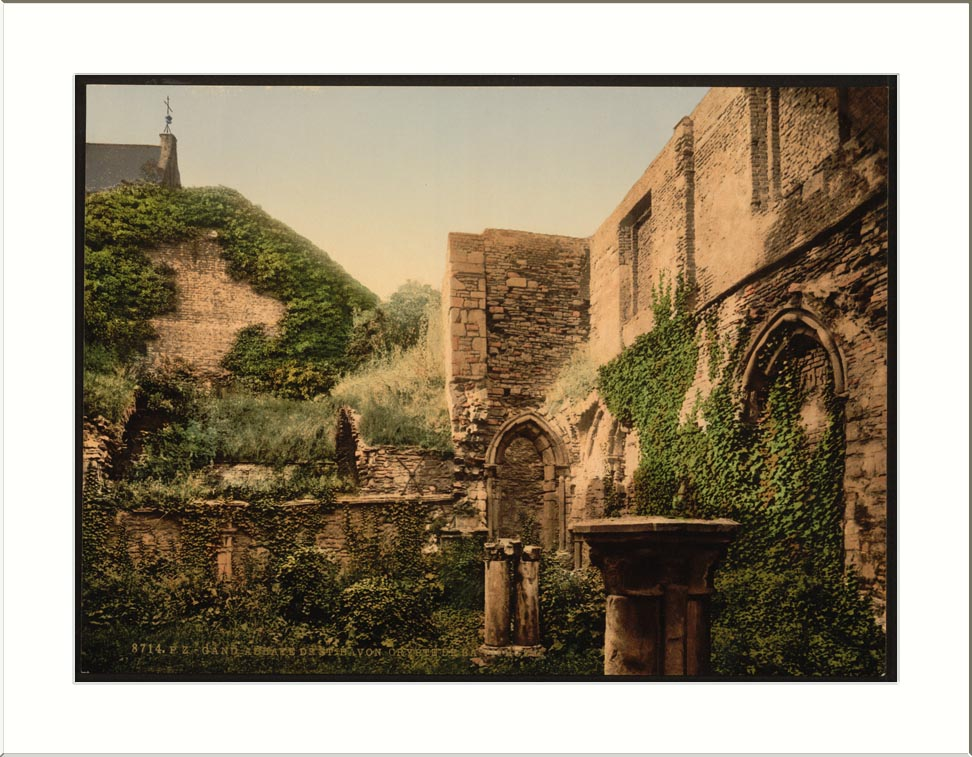
2007 : la crypte en ruines de l'ancienne abbaye Saint-Bavon de Gand.
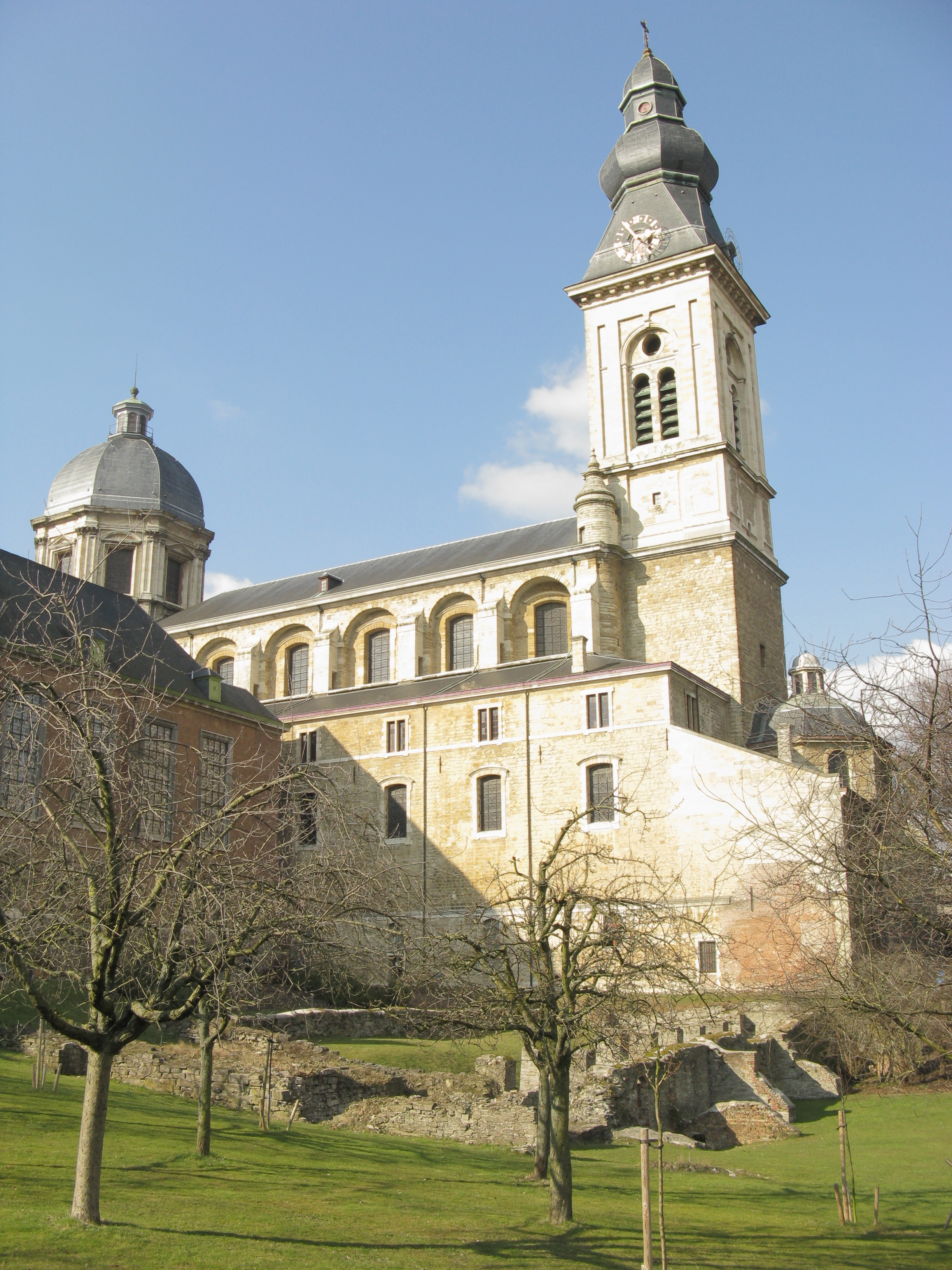
2010 : l'église paroissiale ayant survécu à l'abbaye Saint-Pierre de Gand.
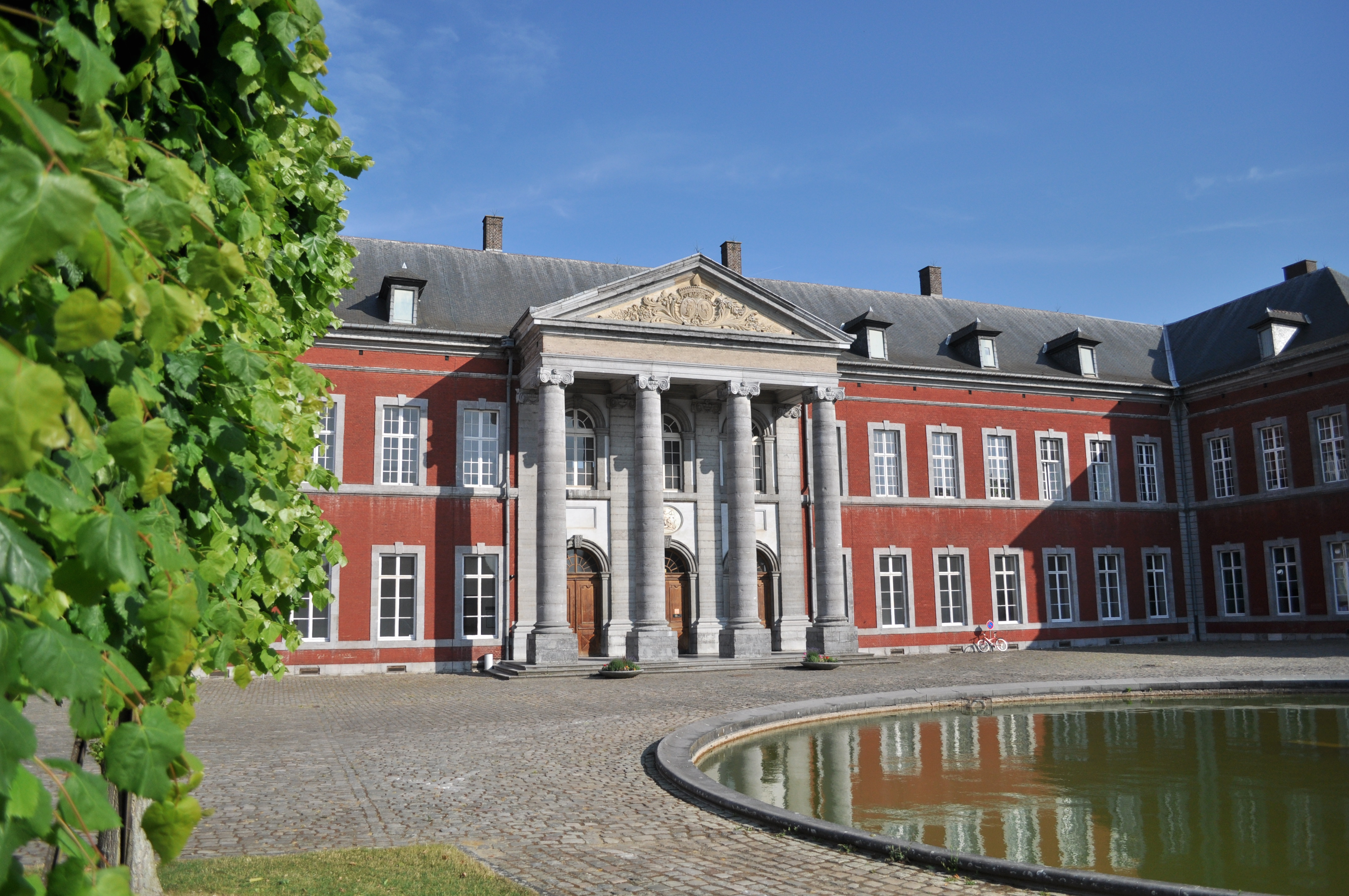
2005 : le palais abbatial et la cour d'honneur de l'ancienne abbaye de Gembloux.
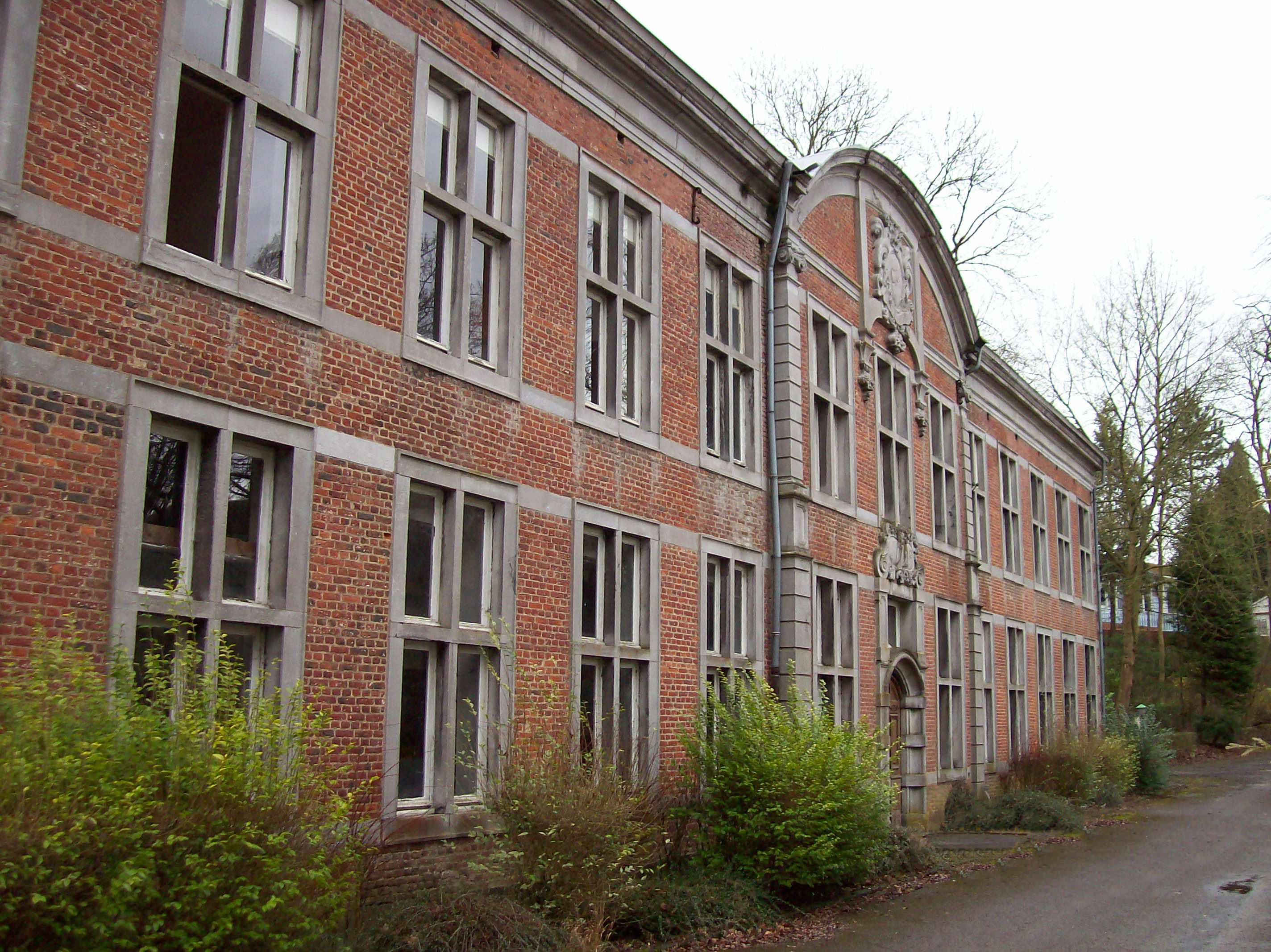
2008 : le palais abbatial de l'ancienne abbaye de Géronsart.
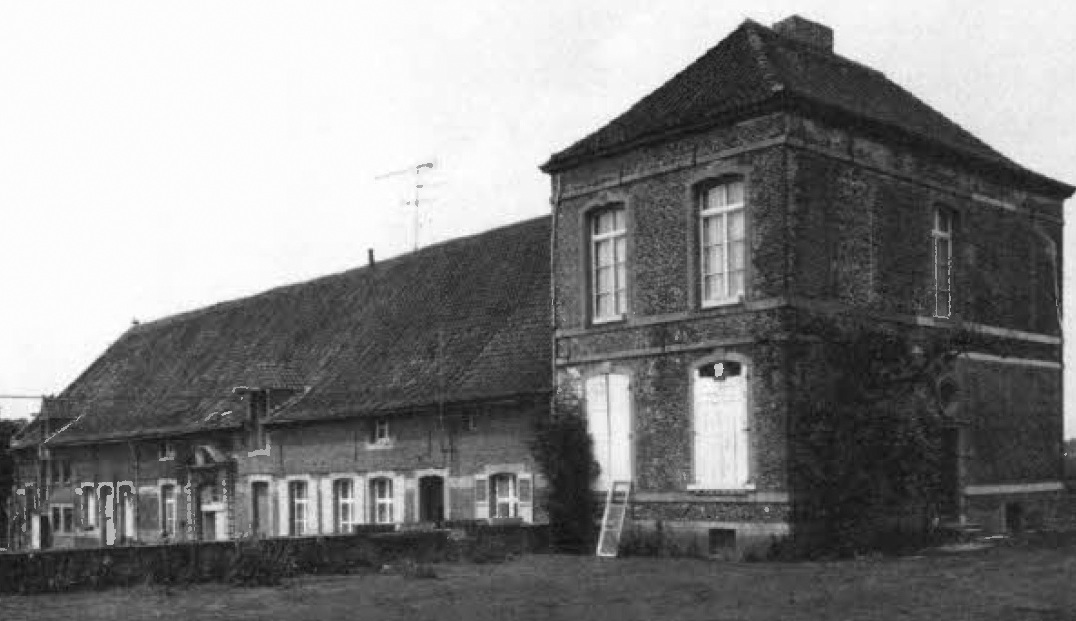
L'ancienne abbaye de Ghislenghien en 1917.
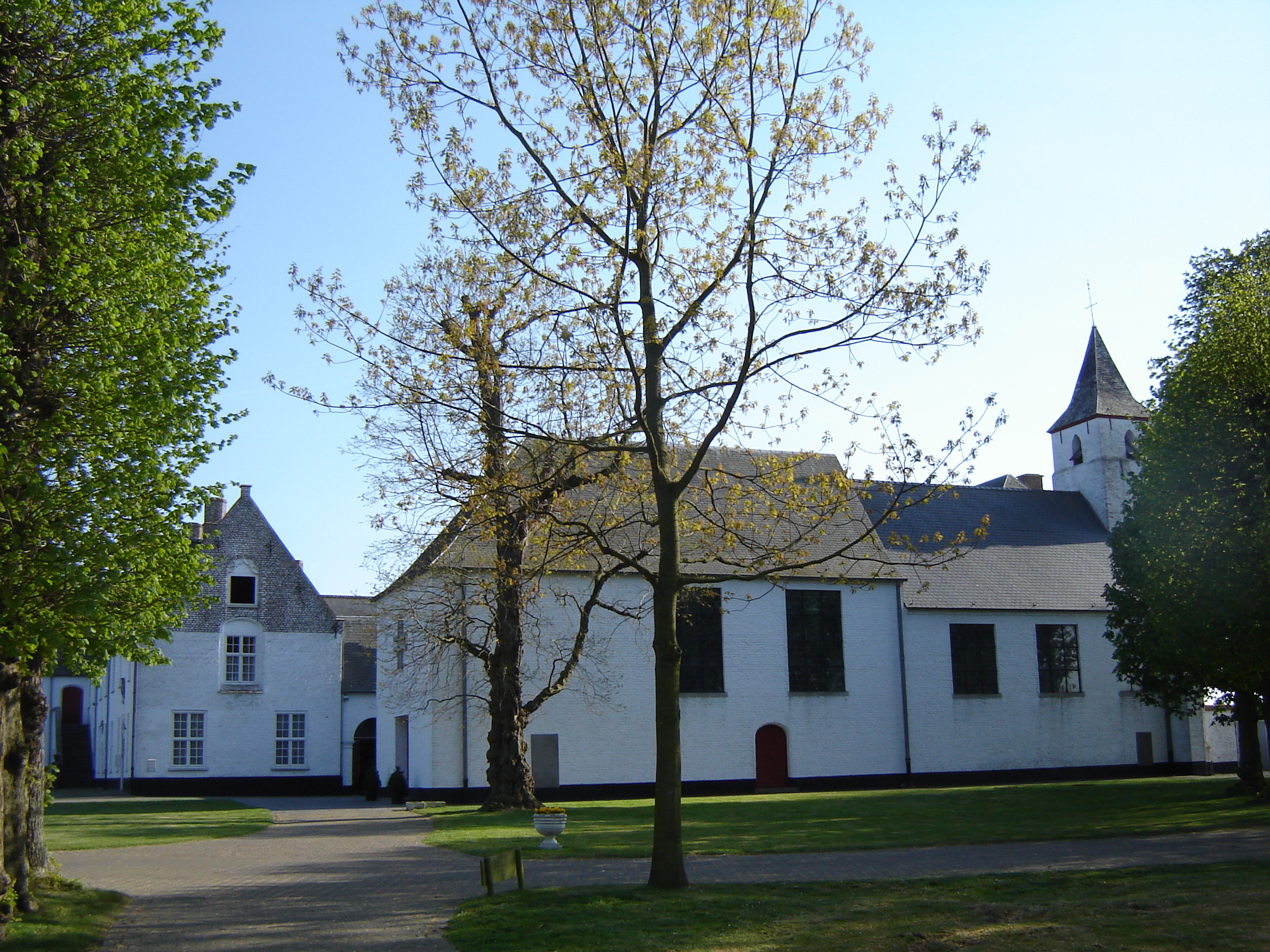
2007 : l'abbaye Sainte-Godelieve de Gistel en activité.
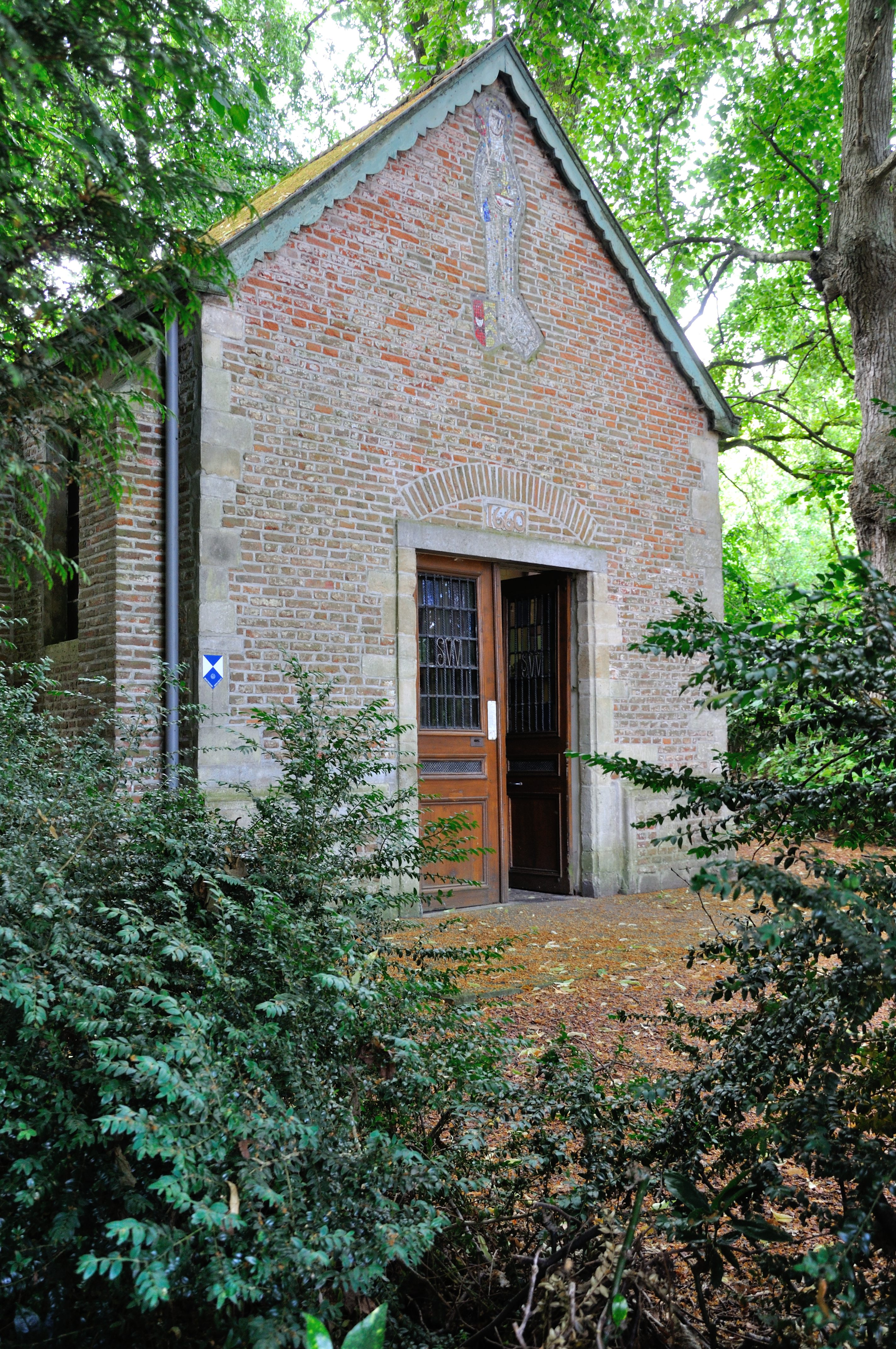
2009 : la chapelle Wivine, vestige de l'ancienne abbaye Sainte-Wivine.
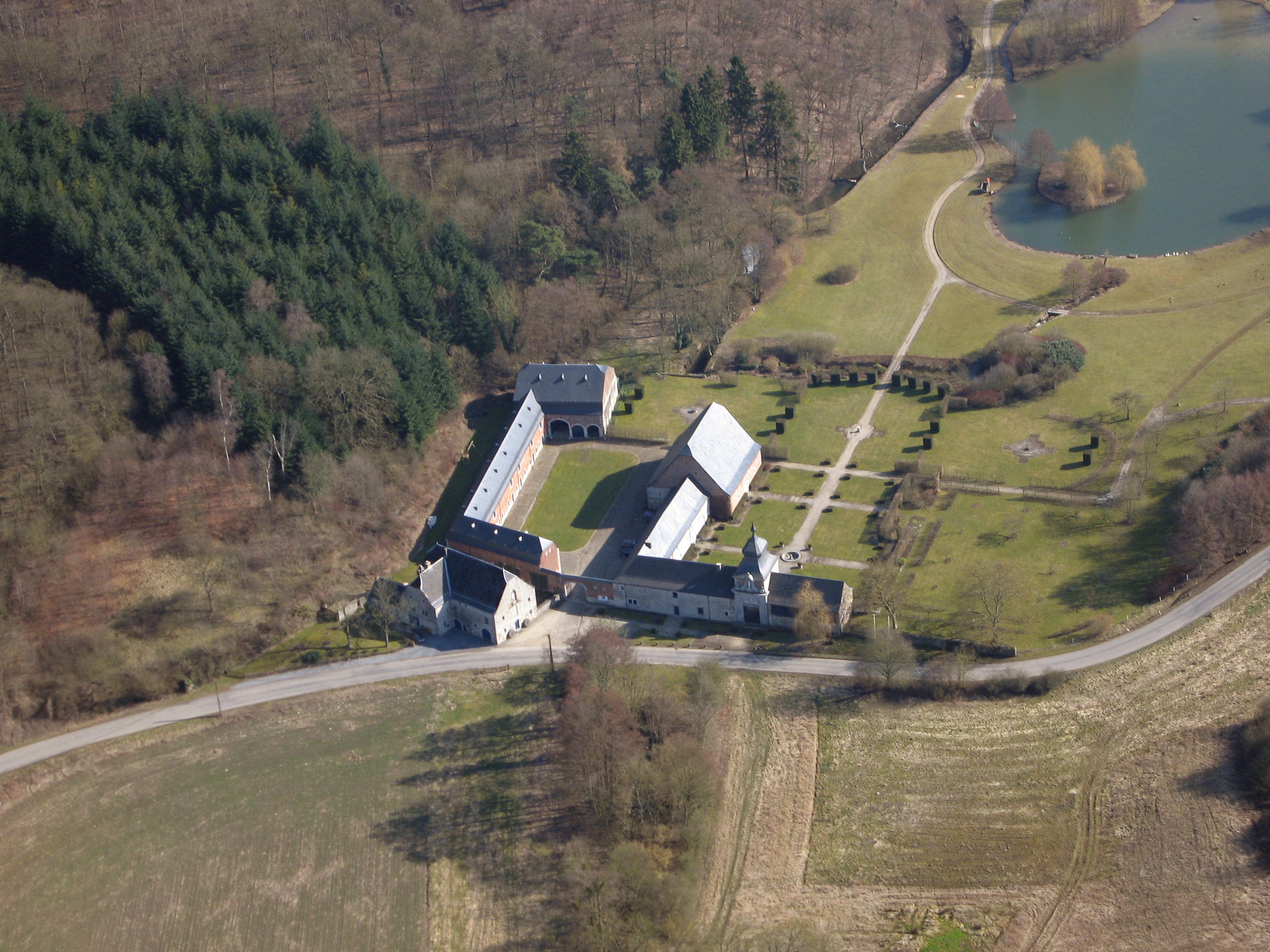
2006 : une vue aérienne de l'ancienne abbaye de Granpré.
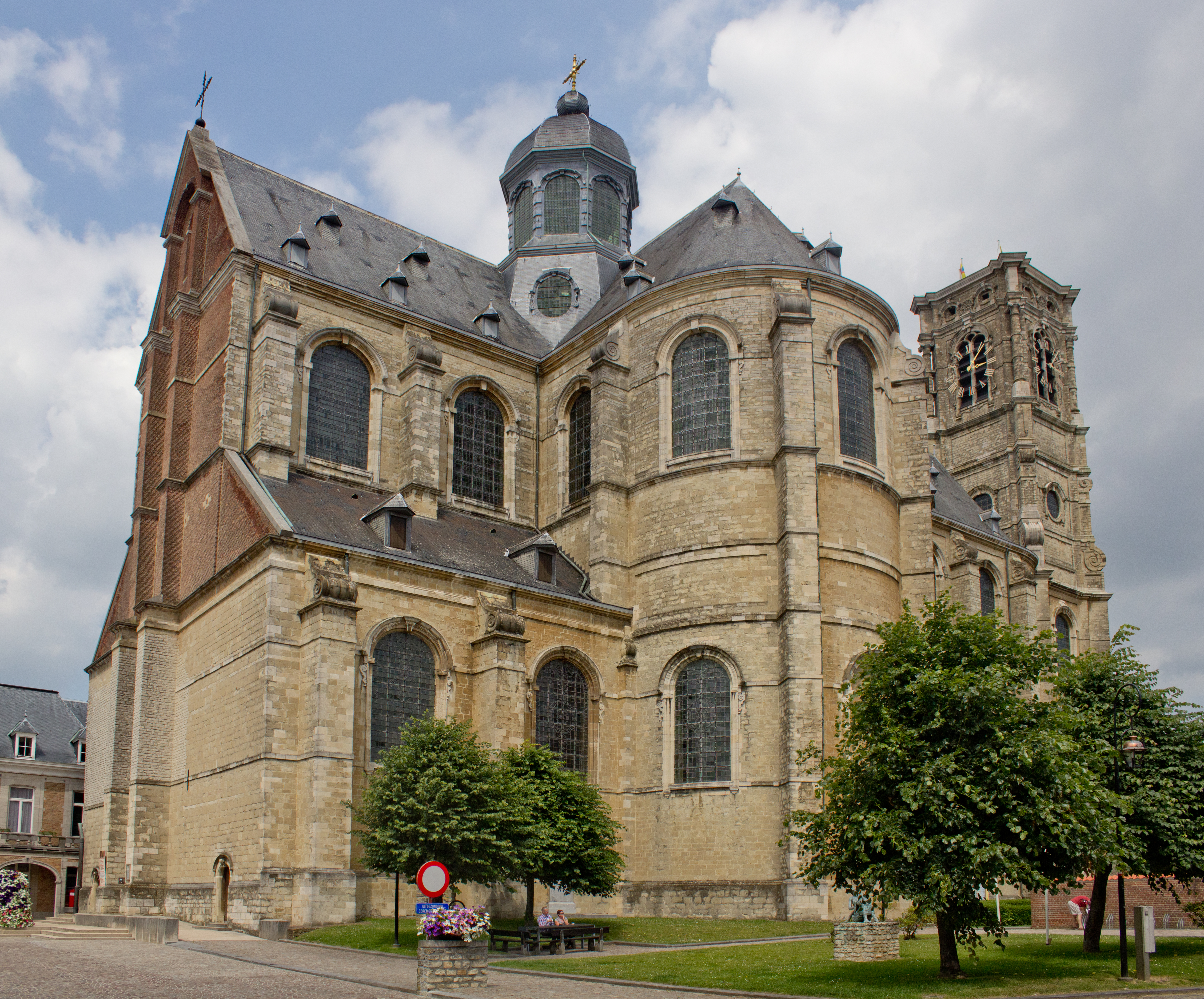
2014 : l'abbatiale de l'abbaye de Grimbergen, toujours active.
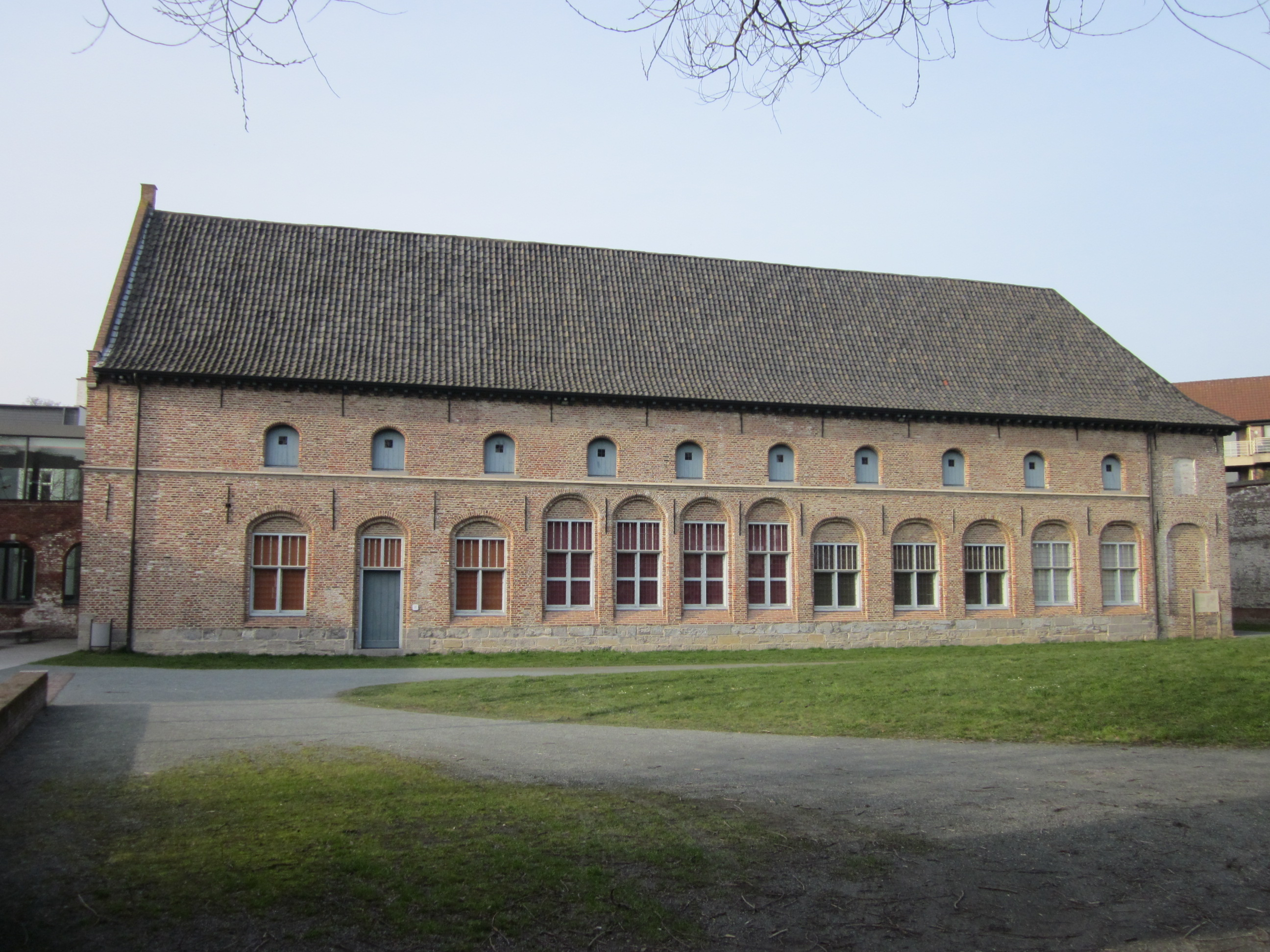
2013 : le dortoir, devenu musée, de l'ancienne abbaye de Groeninge.

## H
- Abbaye d'Hastière (section Hastière-par-delà, Hastière, Province de Namur)
Cette abbaye, fondée par le comte Wigéric de Namur, est citée dans une charte de 911. Il en subsiste aujourd'hui l'église de style roman, de la typique architecture mosane post-carolingienne, construite en 1033. Son chœur (1264) est, par contre, de style gothique.
- Abbaye de Herkenrode (section Kuringen, Hasselt, Province de Limbourg)
Fondée en 1182, l'abbaye est rattachée à l'Ordre cistercien en 1217. Fermée en janvier 1797, les moniales sont dispersées et les bâtiments sont vendus. Cela étant, à partir de 1972, des bâtiments de l'abbaye servent de logement provisoire à une communauté de chanoinesses du Saint-Sépulcre, lesquelles ont érigé notamment une église et un autre couvent. Depuis 1974, les bâtiments et les terrains environnants sont protégés au titre des monuments historiques et du paysage.
- Abbaye d'Heylissem (Hélécine, Brabant wallon)
Cette abbaye de chanoines prémontrés est fondée vers 1130 et supprimée en 1797. Transformé en château au XVIIIe siècle, le palais abbatial est, depuis 1962, la propriété de la province de Brabant wallon, qui en a fait le Domaine provincial d’Hélécine.
- Abbaye Sainte-Agathe de Hocht (lieu-dit de Hocht, Lanaken, Province de Limbourg)
L'abbaye de moines cisterciens est fondé en 1182, puis est devenue une abbaye de moniales cisterciennes en 1217. Elle se sécularise au fil des siècles pour devenir simple couvent de dames nobles. L'abbaye est supprimée à la Révolution française. Son palais abbatial, un bâtiment du XVIIIe siècle, est connu aujourd’hui comme le château de Hocht.
- Abbaye d'Houtem (section Houtem, Furnes, Flandre-Occidentale)
Cette abbaye possédait un presbytère prémontré datant de 1686, mais elle a aujourd'hui complètement disparu.
- Abbaye Saint-Victor de Huy (Huy, Province de Liège)
Cette abbaye de moniales clunisiennes est fondé au XIIe siècle, sous la forme d'un prieuré, par Ermesinde de Luxembourg, veuve d'Albert II de Dabo-Moha. Le titre abbatial est établi en 1636. C'est un monastère clunisien de femmes. Il est vendu comme bien national en 1798. Le site abrite aujourd'hui un institut technique relevant de la Communauté française.

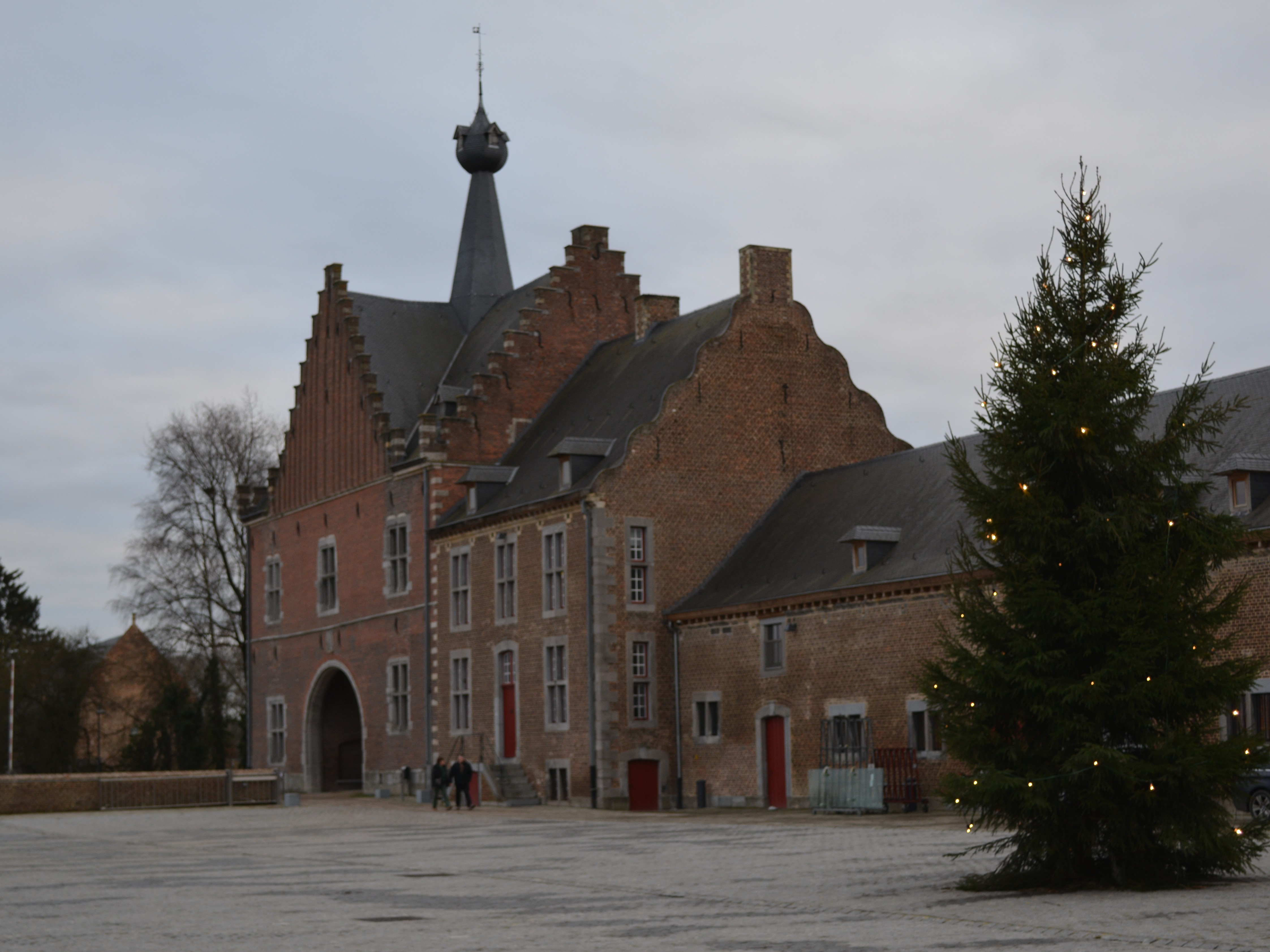
2013 : l'entrée principale de l'ancienne abbaye d'Herkenrode.
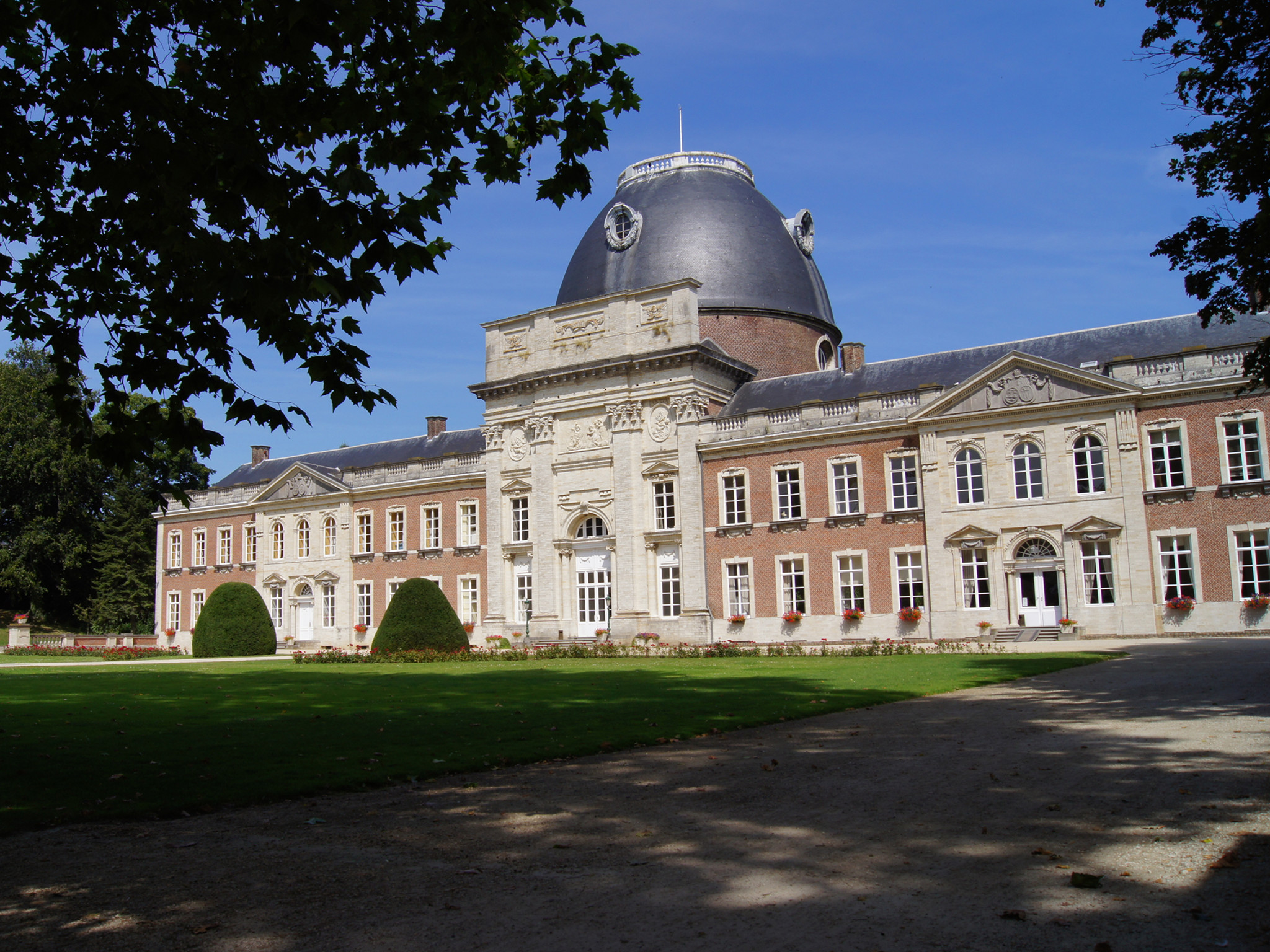
2013 : le palais abbatial de l'ancienne abbaye d'Heylissem.
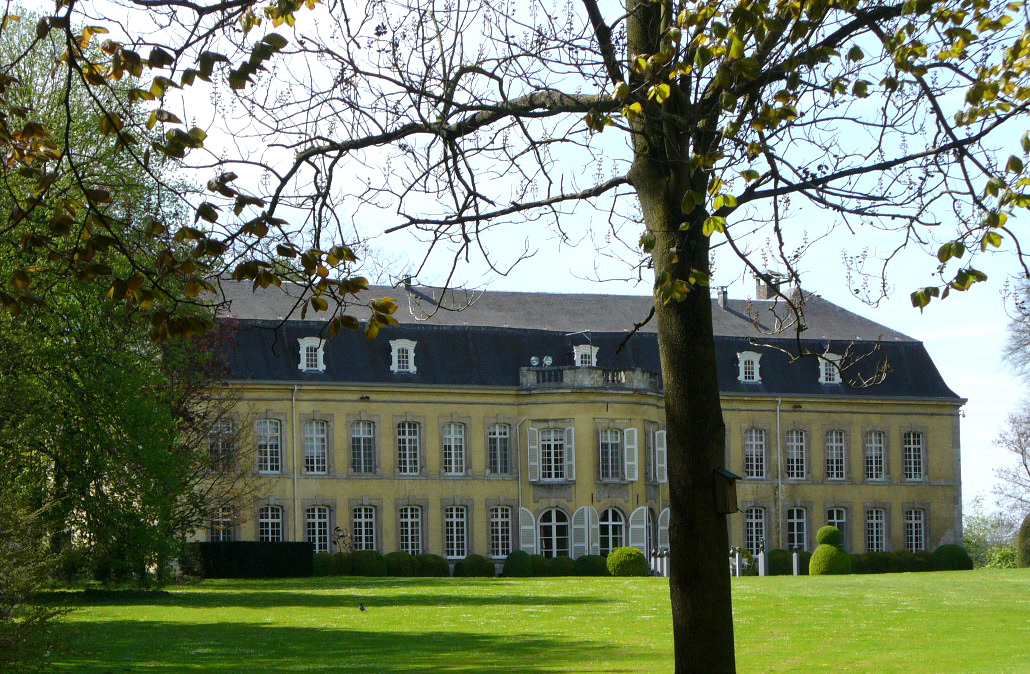
2008 : le palais abbatial de l'ancienne abbaye de Hocht.

## J
- Abbaye du Jardinet (Walcourt, Province de Namur)
Cette abbaye de moniales cisterciennes est fondée en 1232, puis devient une abbaye de moines cisterciens en 1441. Elle est incendiée par les révolutionnaires français en 1793. Il n'en reste plus aujourd'hui que le portail d'entrée construit en 1713.

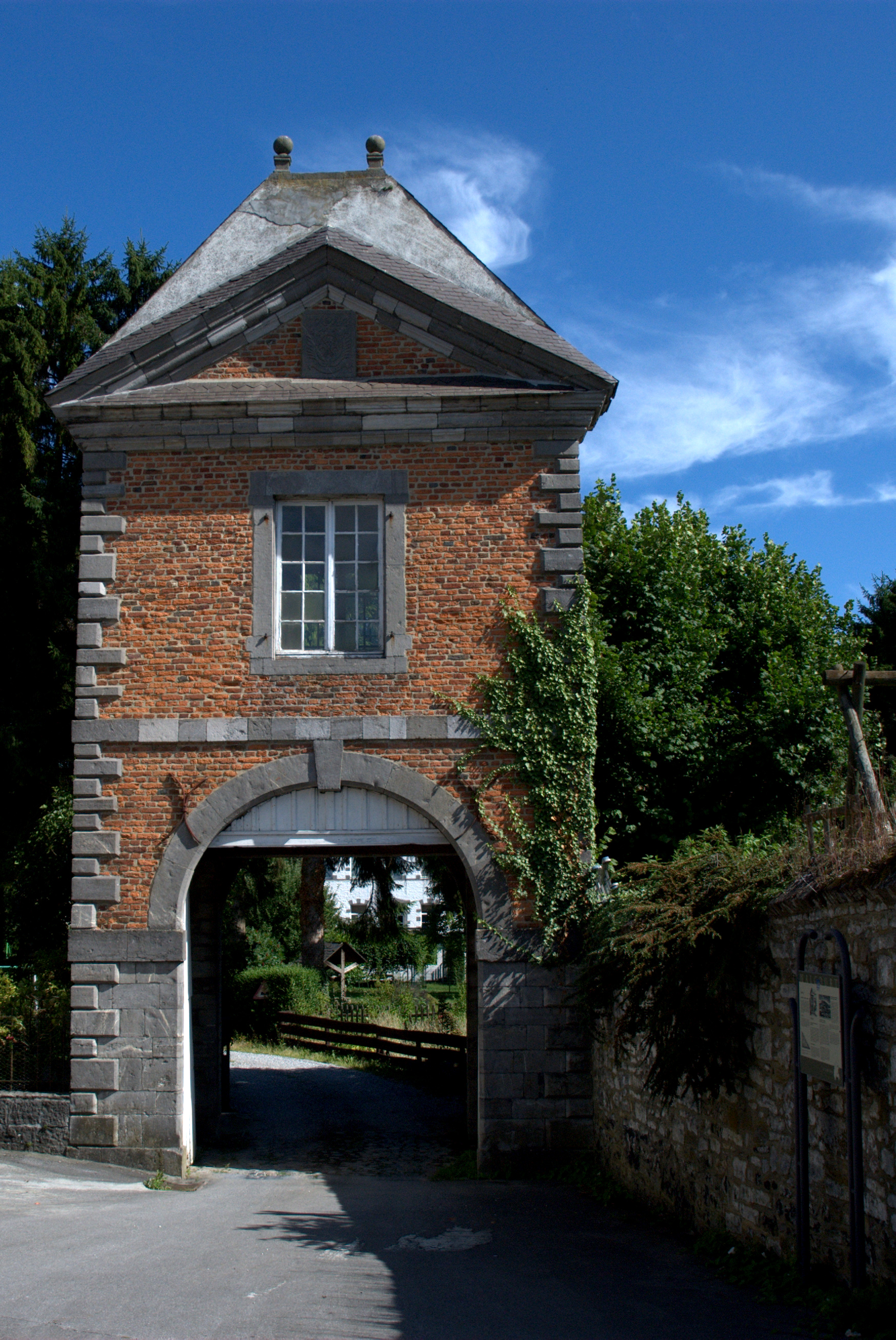
2009 : portail d'entrée de l'ancienne abbaye du Jardinet.

## L
- Abbaye de La Byloke (Gand, Flandre-Orientale)
Cette abbaye de moniales cisterciennes est fondée en 1215. Dès son origine, l'abbaye est également responsable d’un hôpital. Lorsque les moniales doivent quitter leur abbaye en 1797, les bâtiments continuent à être utilisés comme hôpital et hospice, de 1805 à 1911. Les bâtiments de l'ancienne abbaye abritent aujourd'hui le musée de la Bijloke et un centre de musique. L’ensemble est classé au patrimoine immobilier de Belgique.
- Abbaye de La Nouvelle-Plante (Ypres, mais établie à l'origine à Roesbrugge, Flandre-Occidentale)
Cette abbaye établie à l'origine à Roesbrugge et transférée ensuite à Ypres, en 1558, existe sous le patronage de Notre-Dame. Elle est vendue comme bien national en 1798, rebâtie au milieu du XIXe siècle, détruite au cours de la Première Guerre mondiale, et réédifiée de 1921 à 1928, selon les plans de l'architecte bruxellois Camille Damman. Elle est toujours en activité en 2015.
- Abbaye de La Paix de Jésus (Blandain, Province de Hainaut)
Il s'agit d'abord d'un prieuré bénédictin fondé en 1904, devenu une abbaye moderne en 1912, et toujours en activité.
- Abbaye de Lavacherie-sur-Ourthe (section Lavacherie, Sainte-Ode, Province de Luxembourg)
Le souvenir de cette abbaye, qui passe pour avoir été fondée par sainte Ode, est assuré par la présence d'une chapelle accrochée à flanc de coteau, élevée en l'honneur de la « Bonne-Dame », c'est-à-dire sainte Ode.
- Abbaye Notre-Dame de Leffe (quartier Leffe, Dinant, Province de Namur)
Cette abbaye de l’ordre des Prémontrés, située sur la rive droite de la Meuse, est fondée en 1152. Elle est toujours habitée, en 2015, par une communauté de chanoines prémontrés, qui font vivre encore aujourd'hui sa tradition brassicole.
- Abbaye de la Paix Notre-Dame de Liège (Liège, Province de Liège)
Cette abbaye bénédictine toujours en activité est fondée en 1627. La construction de l'abbatiale débute en 1677 et s'achève en 1690 d'après les plans de la moniale Aldegonde Desmoulins. La façade mélange des colonnes ioniques et corinthiennes. Le buffet et l'orgue sont classés au patrimoine exceptionnel de la Région wallonne depuis 1983.
- Abbaye Saint-Jacques de Liège (Liège, Province de Liège)
Cette abbaye de moines bénédictins, fondée au XIe siècle, était située dans la principauté de Liège. Elle est aujourd'hui disparue. Seule reste son église, devenue collégiale, en 1801, en remplacement de la collégiale Saint-Pierre de Liège, démolie.
- Abbaye Saint-Laurent de Liège (Liège, Province de Liège)
Cette abbaye de moines bénédictins est fondée en 1026 dans un quartier qui s'appellera par la suite, le 'quartier Saint-Laurent'. Pendant huit siècles, l'abbaye occupe une place importante dans la vie et l'histoire politico-religieuse de la principauté de Liège, jusqu'à sa fermeture par le pouvoir révolutionnaire français, en juillet 1794. Les moines sont alors dispersés et les bâtiments sont transformés en hôpital militaire.
- Abbaye du Val des Écoliers de Liège (quartier Outremeuse, Liège, Province de Liège)
C'est, à l'origine, un prieuré fondé au XIIIe siècle par les Écoliers du Christ, devenu abbaye au XVIe siècle. L'abbaye devient une caserne, à la Révolution, et au XXIe siècle, une école supérieure d'art et d'architecture. Le bâtiment conventuel, la salle capitulaire et le manège sont classés comme patrimoine immobilier de la Région wallonne en 1997.
- Abbaye Saint-Pierre de Lo (Lo, Flandre-Occidentale)
Fondée vers 1200, cette abbaye eut une vie spirituelle et intellectuelle intense. Les abbés, de l'ordre des chanoines réguliers de saint Augustin, portèrent le titre de comte. Dévastée tour à tour par les Gantois, les Anglais, les Gueux, puis les Espagnols, elle ne survit pas à la révolution française. Il en reste aujourd'hui une abbatiale type halle-kerk et un colombier imposant.
- Abbaye Saint-Pierre de Lobbes (Lobbes, Province de Hainaut)
C'est une antique et prestigieuse abbaye de moines bénédictins, située près de Thuin. Fondée sur la Sambre vers 654 par saint Landelin, elle joua un rôle de première importance dans la vie religieuse, politique et intellectuelle de la principauté de Liège, surtout au début du second millénaire. Elle fut incendiée, endommagée et pillée par les révolutionnaires français en 1794. Au milieu de quelques vestiges subsiste aujourd'hui l'abbatiale, devenue collégiale Saint-Ursmer.
- Abbaye Sainte-Gertrude de Louvain (Louvain, Brabant flamand)
Cette abbaye bénédictine est fondée en 1202 par le duc Henri II de Brabant. Elle possède un beau cloître. Son église est aujourd'hui devenue paroissiale.

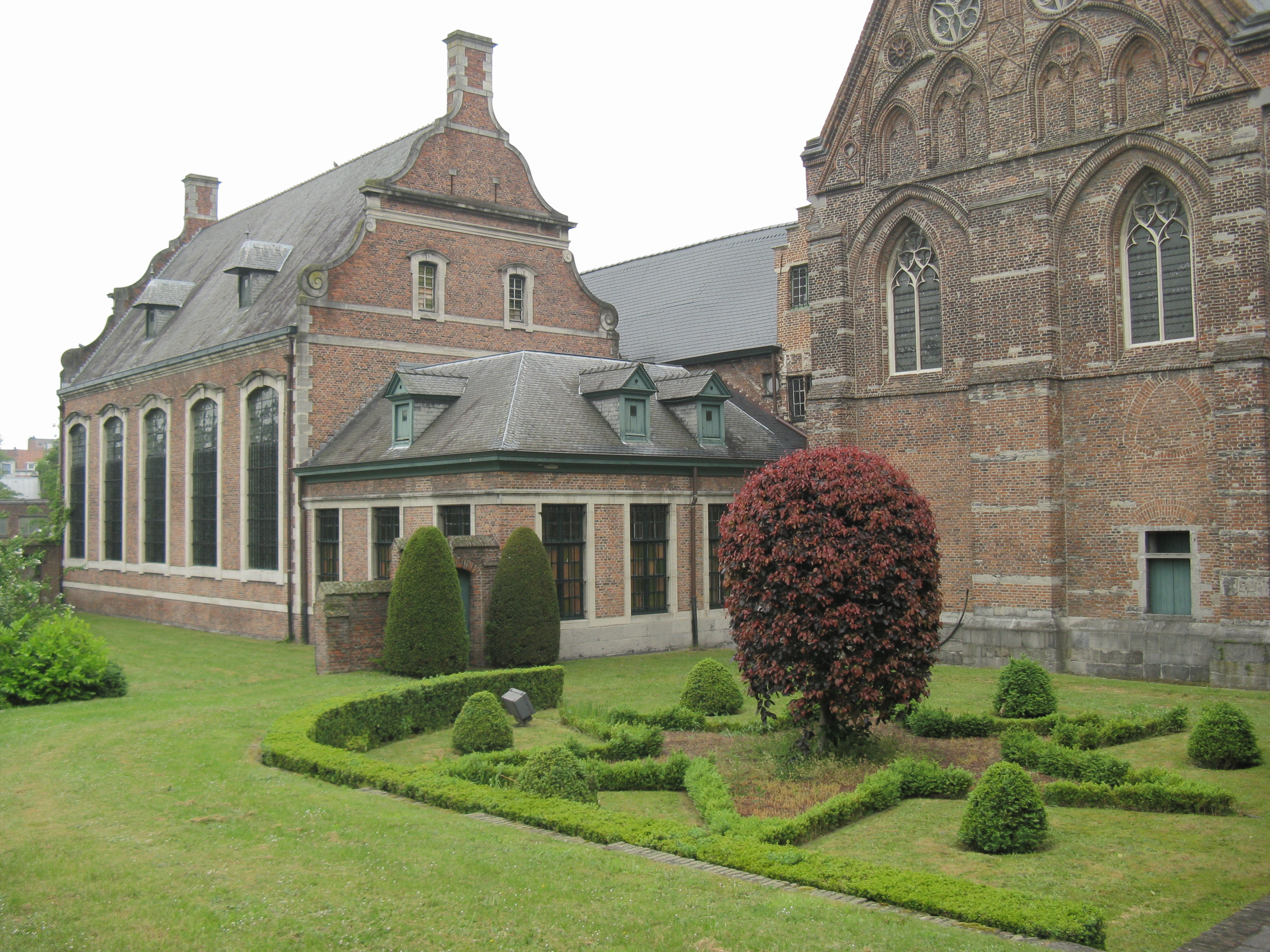
2012 : l'ancienne abbaye de La Byloke.
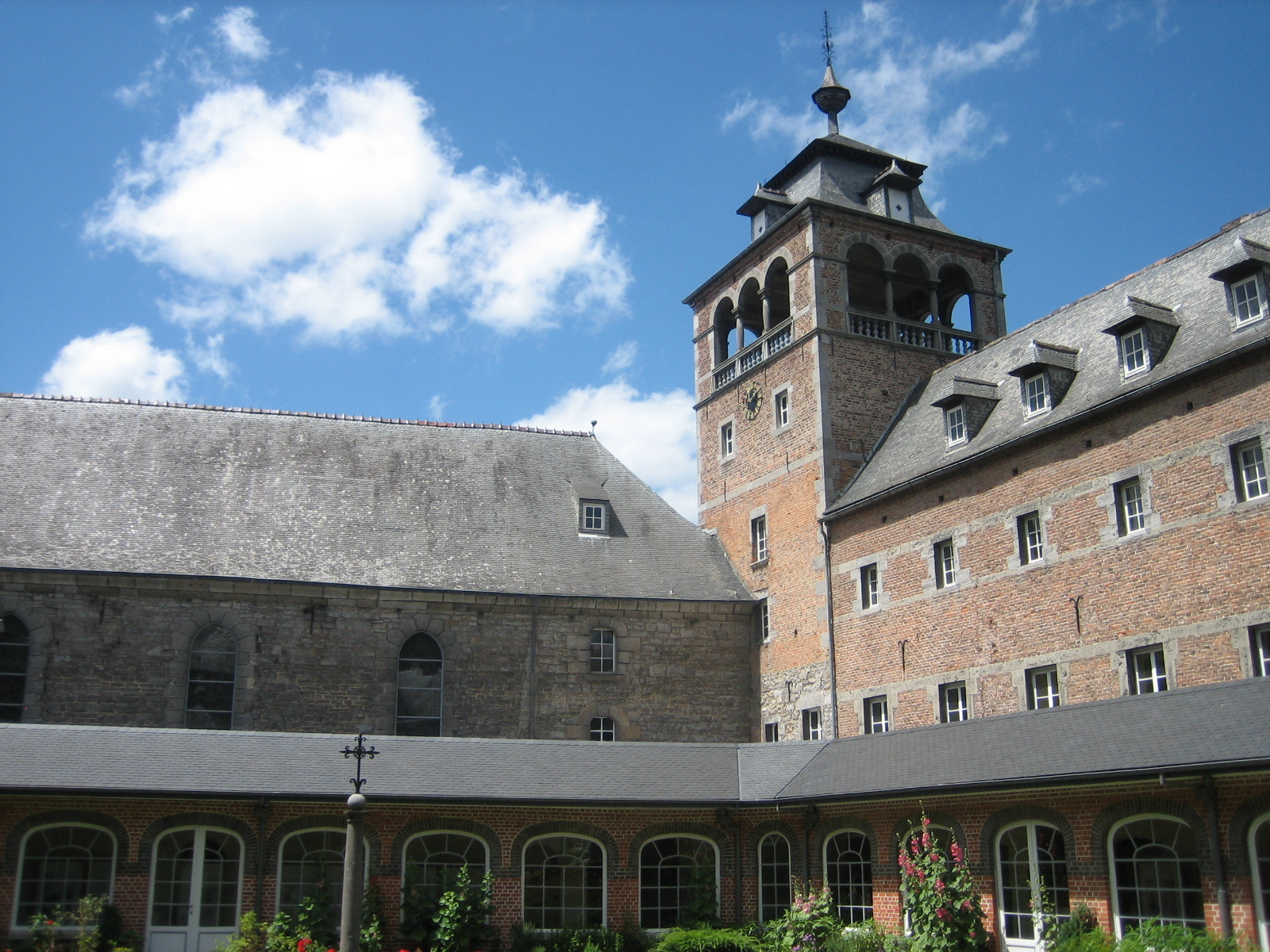
2007 : l'abbaye Notre-Dame de Leffe.
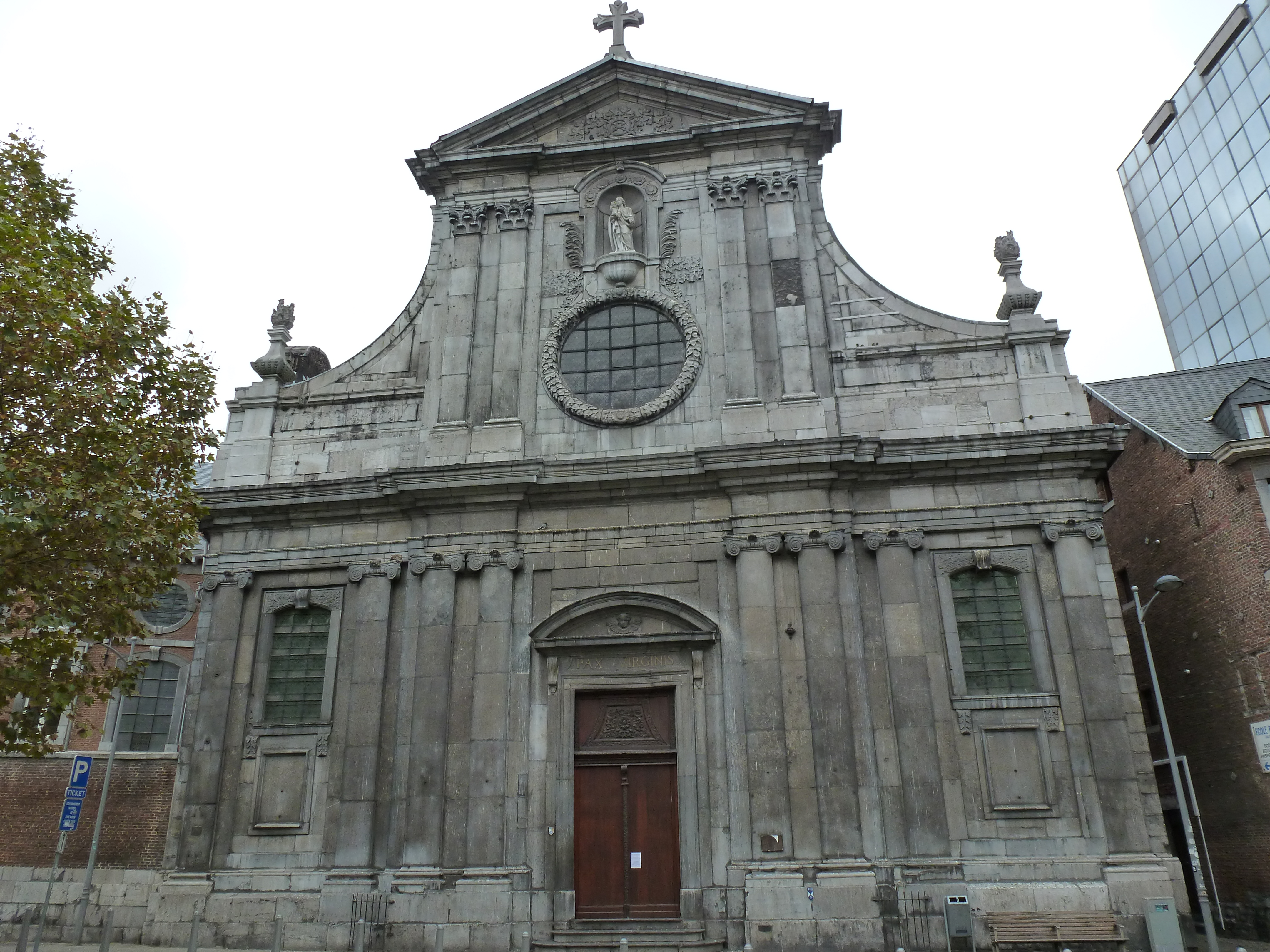
2012 : la façade de l'abbatiale de l'abbaye de la Paix Notre-Dame à Liège.
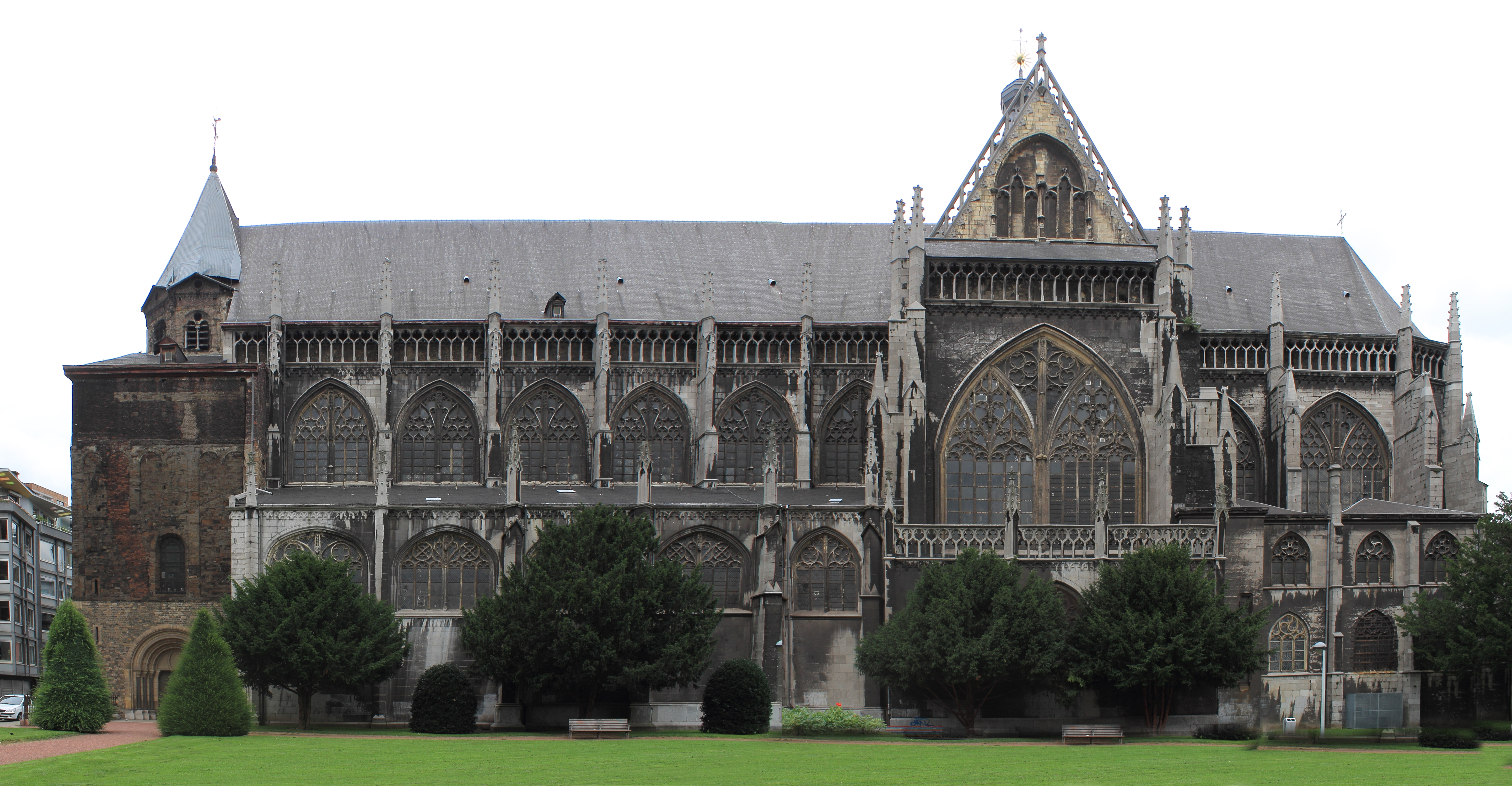
2012 : un vestige de l'ancienne abbaye Saint-Jacques de Liège, son église.
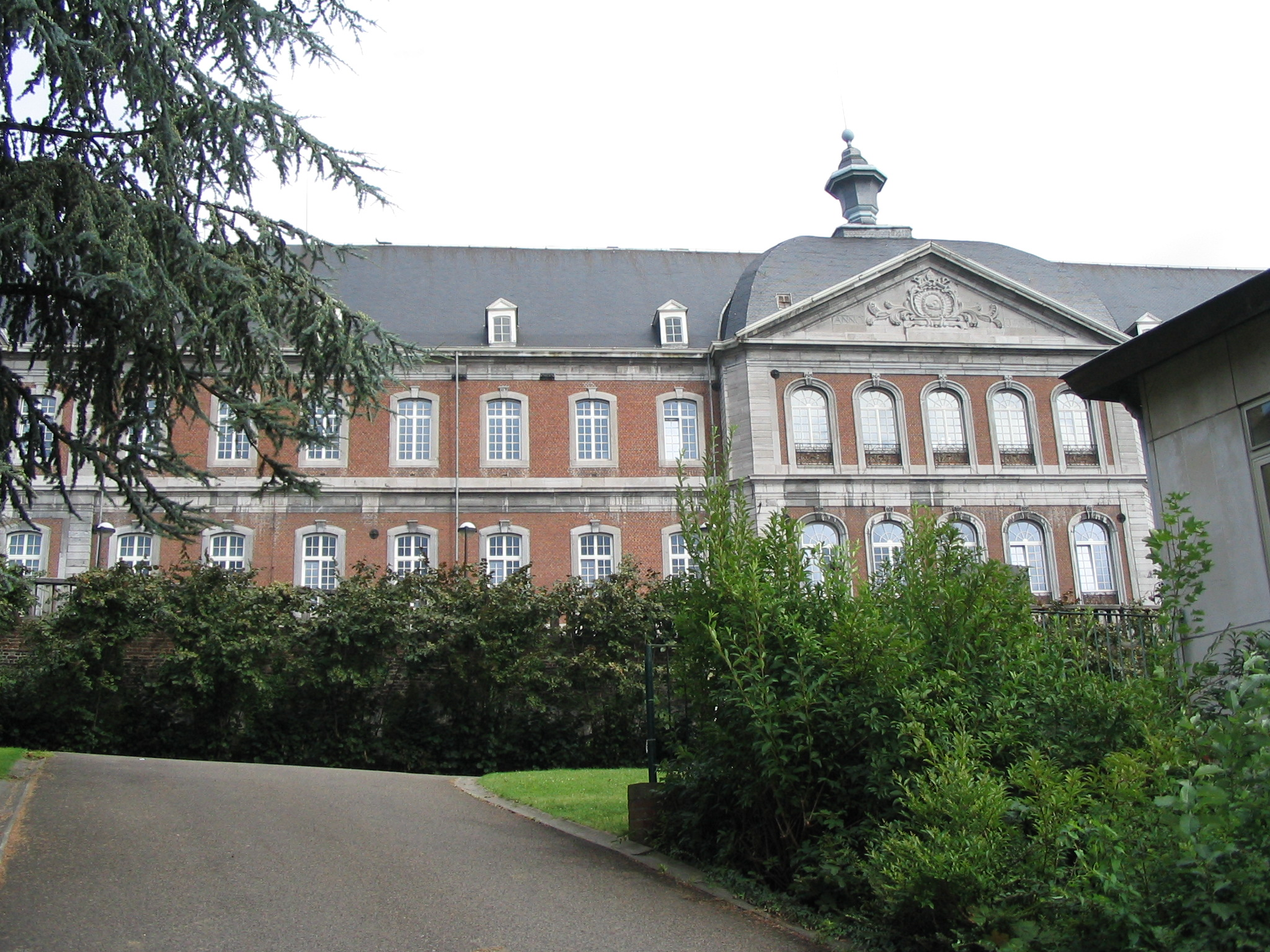
2009 : une vue arrière de l'ancienne abbaye Saint-Laurent de Liège.
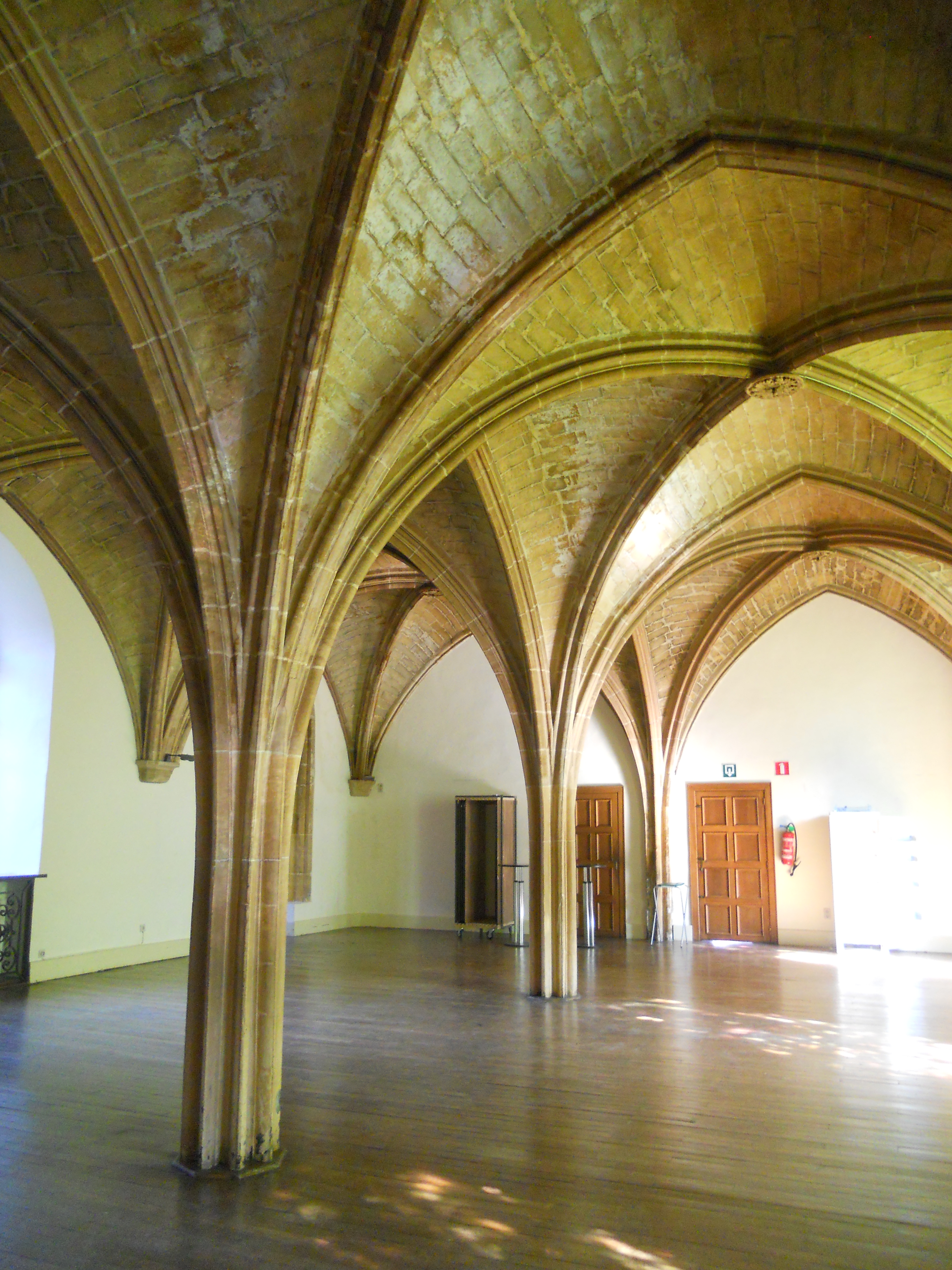
2014 : la salle capitulaire de l'ancienne abbaye du Val des Écoliers de Liège.
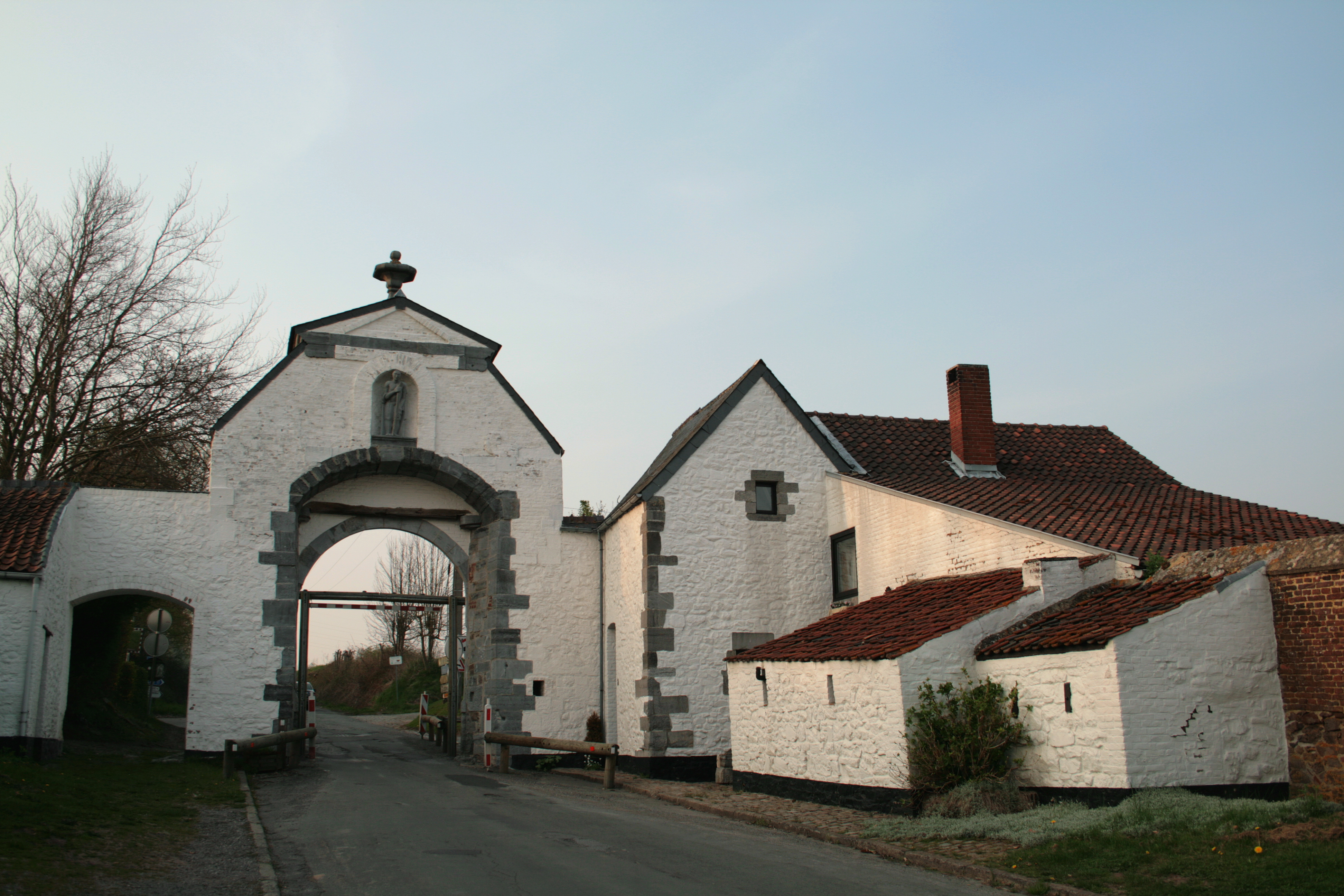
2009 : le portail d'enceinte de l'ancienne abbaye Saint-Pierre de Lobbes.

## M
- Abbaye de Maagdendale (Audenarde, Flandre-Orientale)
Cette abbaye de moniales cisterciennes est fondée au XIIIe siècle, sur les bords de l'Escaut. Elle est supprimée en 1796, lors de la Révolution française. Le site accueille aujourd'hui l'Académie royale pour les arts visuels et les archives de la ville.
- Abbaye de Malmedy (Malmedy, Province de Liège)
Il s'agit d'abord d'un monastère fondé par Saint Remacle au VIIe siècle, les moines qui y vivent s'inspirant des coutumes de saint Colomban. Ce monastère est à l’origine de la ville de Malmedy, constituant, avec l’abbaye de Stavelot, le noyau de la principauté de Stavelot-Malmedy. Il devient une abbaye de moines bénédictins au Xe siècle, supprimée en 1796. Son église, pour un temps cathédrale est aujourd'hui l'église principale de la ville de Malmedy.
- Abbaye Saint-Berthuin de Malonne (section Malonne, Namur, Province de Namur)
De cette ancienne abbaye, il reste l'abbatiale devenue l'église paroissiale Saint-Berthuin, classée en 1962. Construite aux XVIIe et XVIIIe siècles, elle est d'inspiration baroque. Il subsiste aussi la cour d'honneur de l'abbaye, toute proche de l'église paroissiale, délimitée par d'harmonieux bâtiments classiques érigés au XVIIe siècle et dont les deux ailes principales sont connues sous les noms de quartiers de l'abbé Farsy et de l'abbé Bonvoisin.
- Abbaye de Marche-les-Dames (section Marche-les-Dames, Namur, Province de Namur)
Cette abbaye se situe sur un ruisseau qui se jette directement dans la Meuse, sur sa rive gauche. Fondée en 1103, la communauté de moniales se rattache à l’ordre cistercien un siècle plus tard. L’abbaye est officiellement supprimée en 1796. Ses bâtiments sont ensuite utilisés par différentes œuvres ou associations de l’Église. Depuis septembre 2014, l'ancienne abbaye regroupe des prêtres de la Fraternité des Saints Apôtres et de futurs prêtres en formation.
- Abbaye de Maredret (village Maredret, Anhée, Province de Namur)
Cette abbaye est située à l'écart du village de Maredret, dans l'Entre-Sambre-et-Meuse. Fondée en 1893 par sept moniales, elle est affiliée à la congrégation de l'Annonciation au sein de la confédération bénédictine. Les moniales y sont expertes aujourd'hui dans l'art de l'enluminure.
- Abbaye de Maredsous (section Denée, Anhée, Province de Namur)
C'est, à l'origine, un prieuré fondé en 1872, devenant une abbaye en 1878. L'abbaye est affiliée à la congrégation de l'Annonciation au sein de la confédération bénédictine. Si le fromage de Maredsous est bien produit dans la fromagerie du monastère même, la bière dénommée bière de Maredsous n'est pas brassée au monastère.
- Abbaye des carmes du Saint Désert de la Marlagne (section Wépion, Namur, Province de Namur)
C'est une ancienne abbaye dont il reste une chapelle, un porche monumental (XVIIe siècle), un corps de logis Renaissance, une ferme et une grange. Des Bénédictines s'installèrent à l'abbaye en 1919 avant de se fixer définitivement à Ermeton-sur-Biert.
- Abbaye de Messines (Messines, Flandre-Occidentale)
Sous l'église de Messines reconstruite après la Première Guerre mondiale, on découvre la crypte romane de cette ancienne abbaye bénédictine. La crypte date de 1065. D'autres bâtiments restaurés, modifiés et aménagés, abritent aujourd'hui un pensionnat.
- Abbaye de Milen (Saint-Trond, Province de Limbourg)
- Abbaye de Mirwart (section Mirwart, Saint-Hubert, Province de Luxembourg)
Il existait jadis une abbaye, à présent effacée du paysage.
- Abbaye du Val des Écoliers de Mons (Mons, Province de Hainaut)
Cette abbaye est fondée par les Écoliers du Christ. La tour de l'ancienne abbaye, élevée de 1739 à 1743 par Nicolas de Brissy, est remarquable.
- Abbaye du Mont César (Louvain, Brabant flamand)
C'est une abbaye bénédictine fondée en 1899 au nord de la ville de Louvain par neuf moines venus de l'abbaye de Maredsous. Elle est affiliée à la congrégation de Subiaco et abrite une communauté de cinq moines en 2009.
- Abbaye du Mont Cornillon (quartier Amercœur, Liège, Province de Liège)
- Abbaye de Moulins-Warnant (Anhée, Province de Namur)
Il s'agit d'une abbaye cistercienne située au bord de la Molignée et près de son embouchure dans la Meuse. D'abord fondée en 1233 comme abbaye de moniales, elle est ensuite confiée à des moines, en 1414. Elle est supprimée en 1785 car qualifiée d'inutile par les lois anti-religieuses de Joseph II. Le site est devenu aujourd'hui à la fois une demeure privée, un lieu de séminaires et de banquets, et un gite.
- Abbaye de Munsterbilzen (section Munsterbilzen, Bilzen, Province de Limbourg)
C'est, à l'origine, un monastère de moniales bénédictines datant de l’époque mérovingienne, fondée en 670 par sainte Landrade. L'abbaye se sécularise au cours des siècles. La tour de l'abbatiale est aujourd'hui le clocher de l'église paroissiale de Munsterbilzen. La résidence de l’abbesse et l’ancienne école abbatiale ont aujourd'hui d’autres destination. D'autres bâtiments de l'ancienne abbaye ont été aménagés en institut. Un modeste musée réunit divers souvenirs.

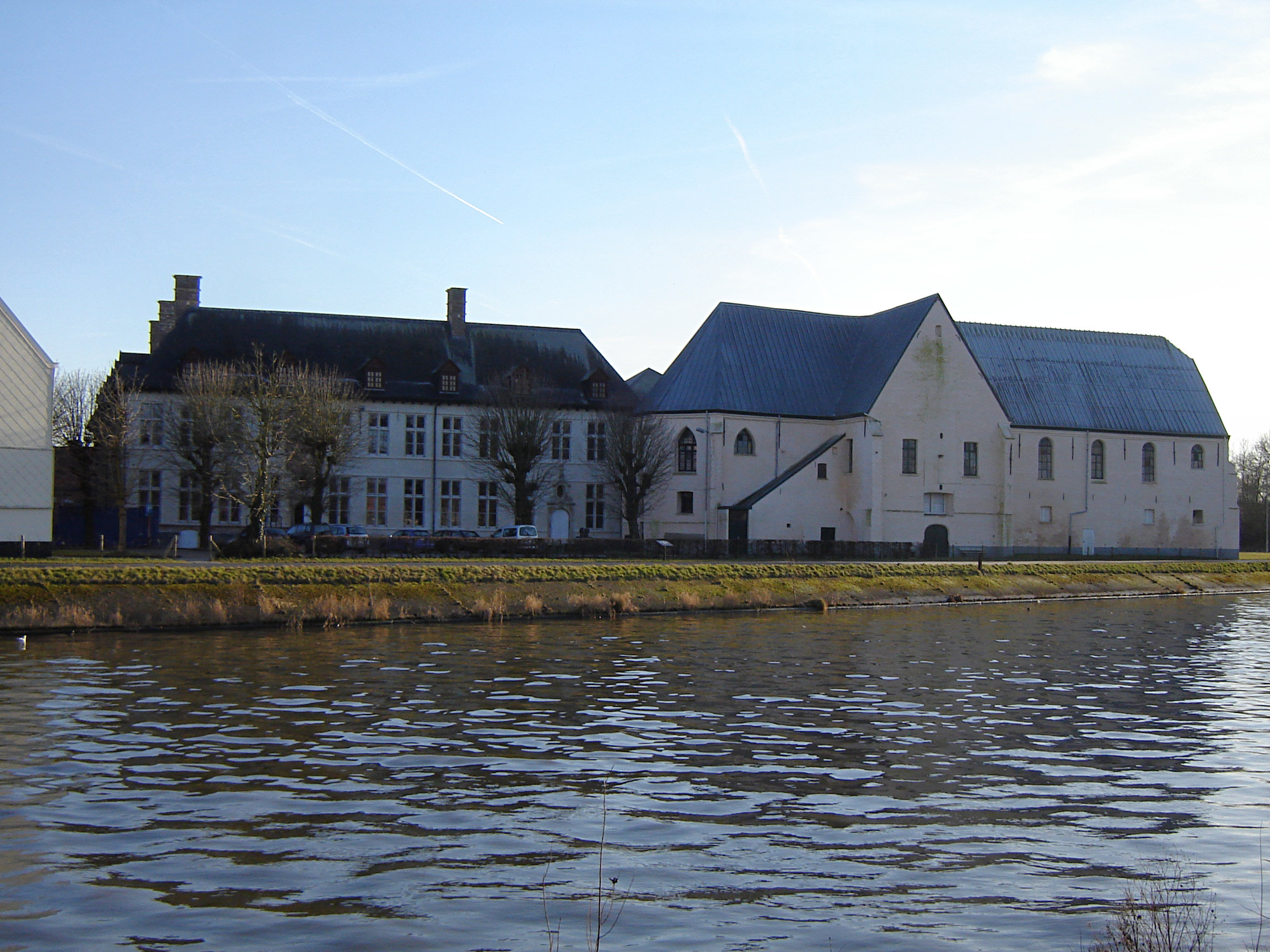
2009 : l'ancienne abbaye de Maagdendale sur les bords de l'Escaut.
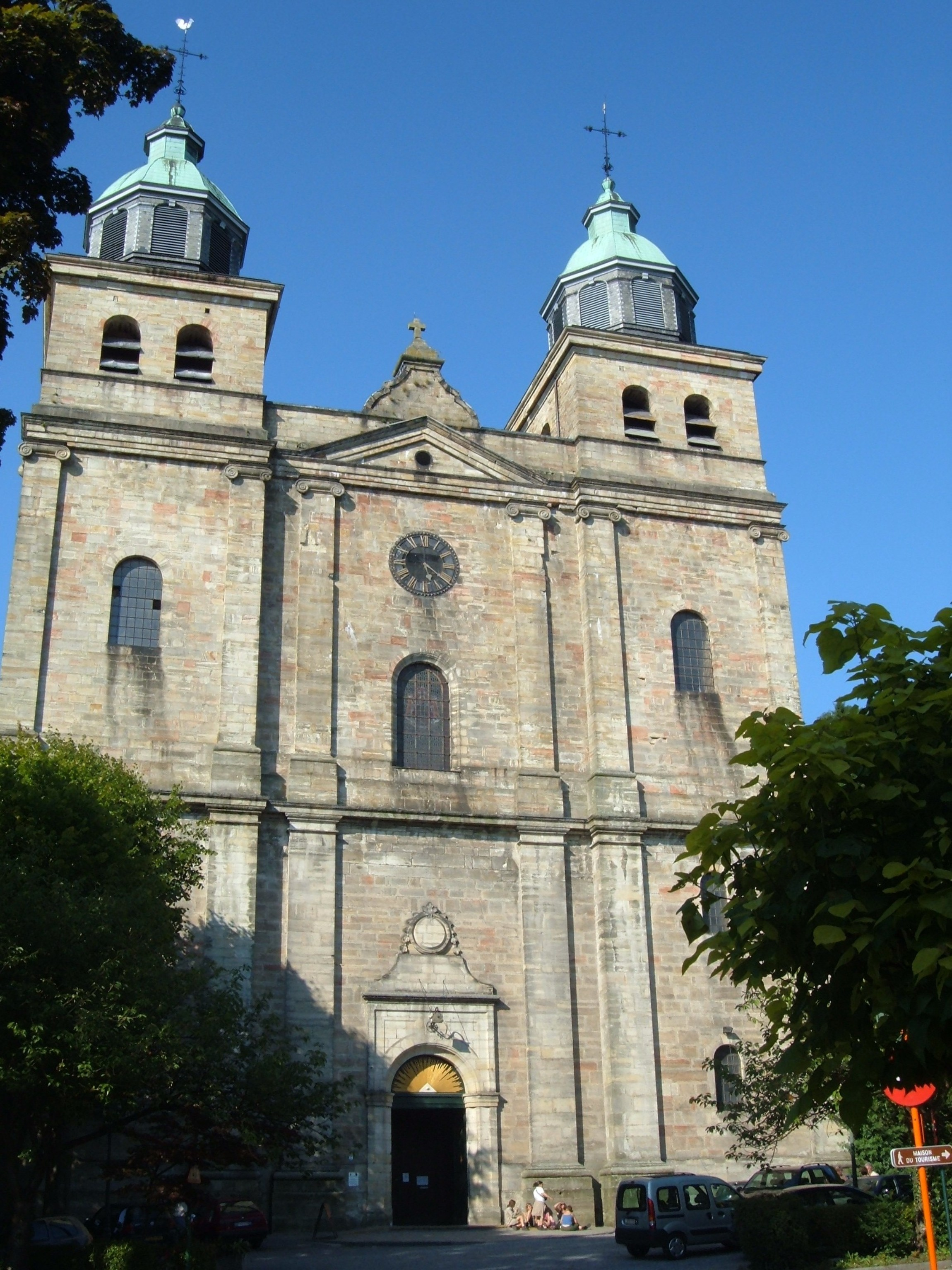
2005 : l'ancienne abbatiale de Malmedy, devenue l'église principale de la ville.
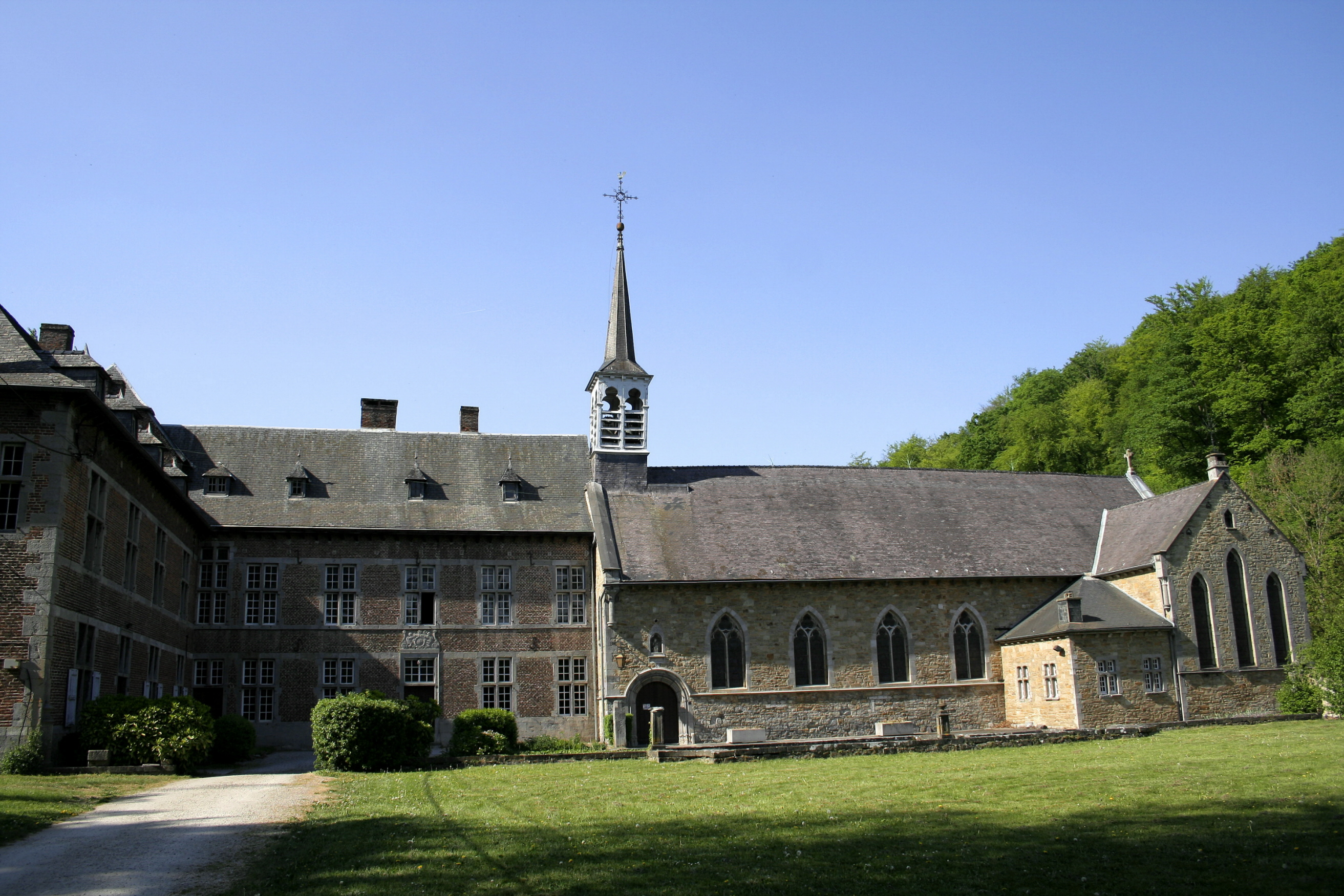
2007 : l'ancienne abbaye de Marche-les-Dames.
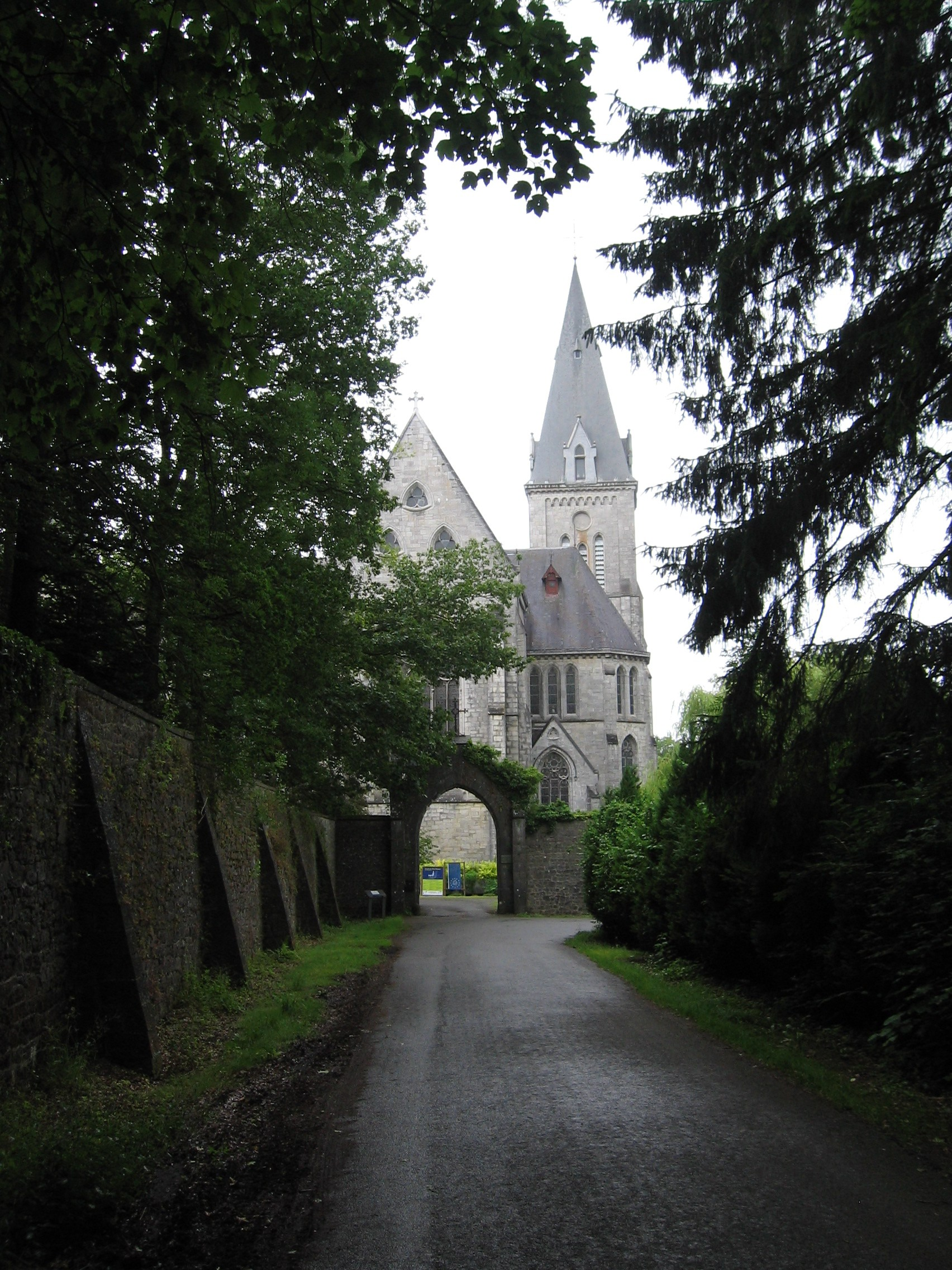
2012 : le portail de l'abbaye de Maredret en activité.
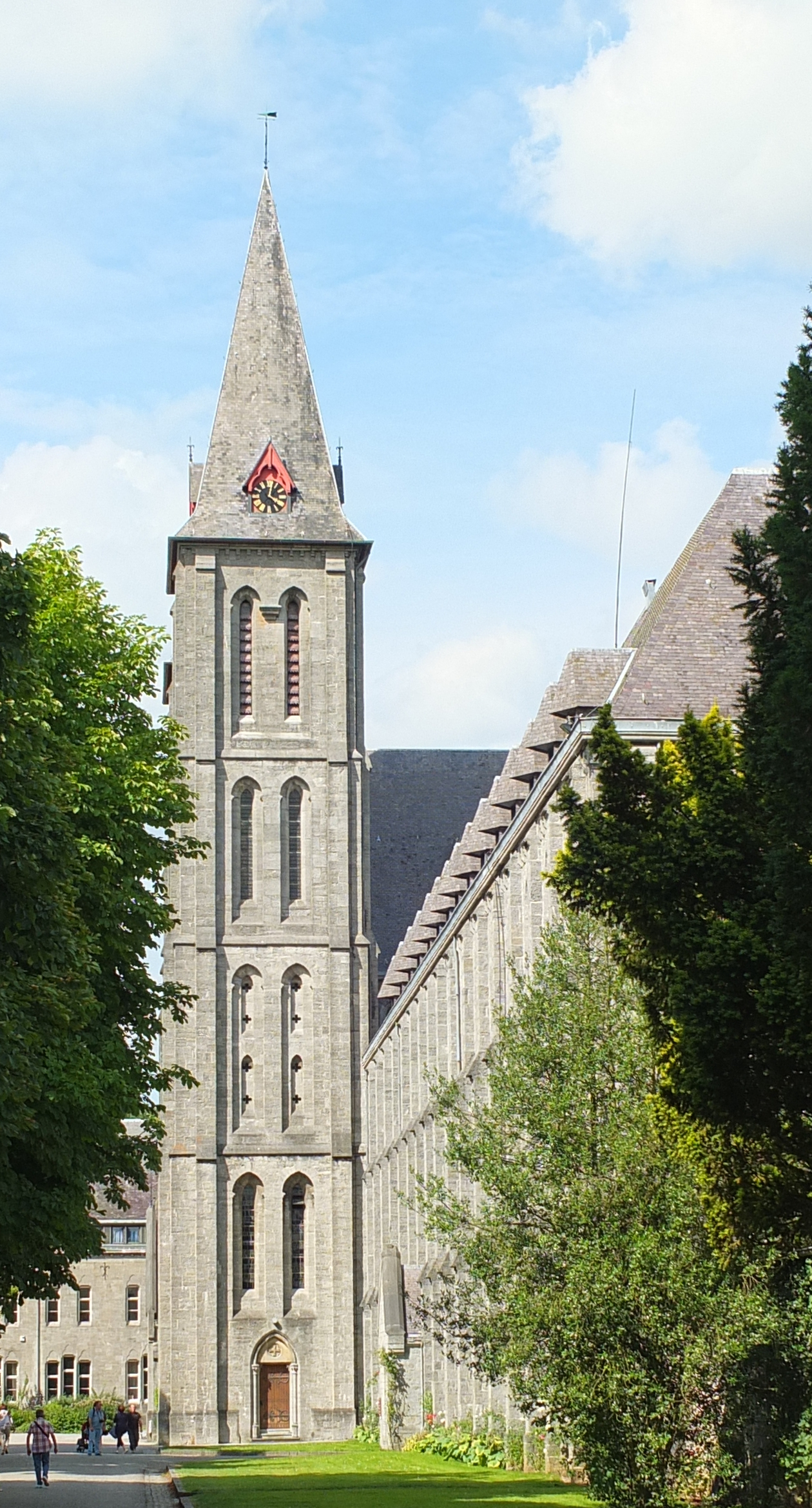
2013 : l'abbatiale vue de côté de l'abbaye de Maredsous, toujours active.
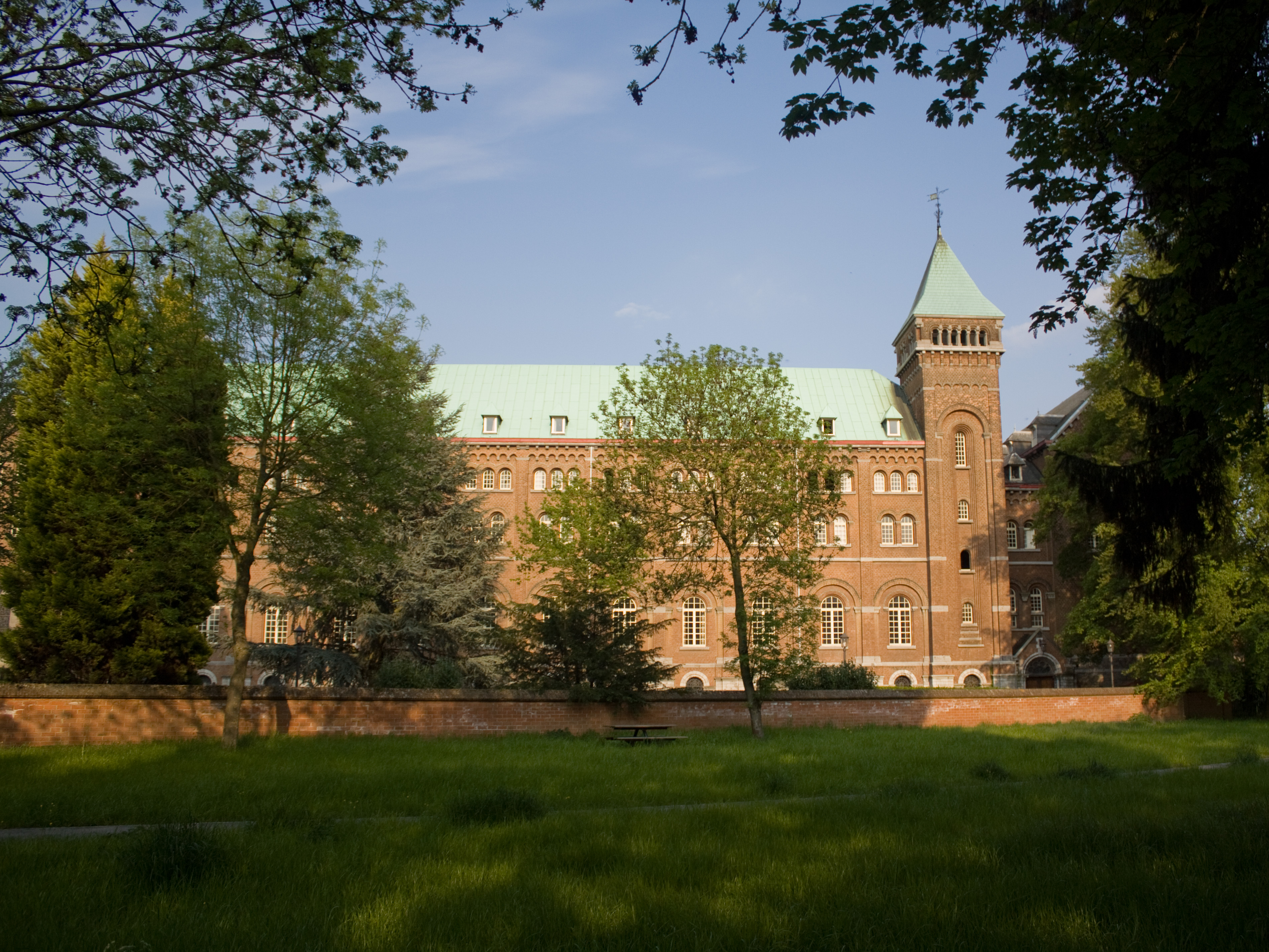
2014 : l'abbaye du Mont-César en activité.
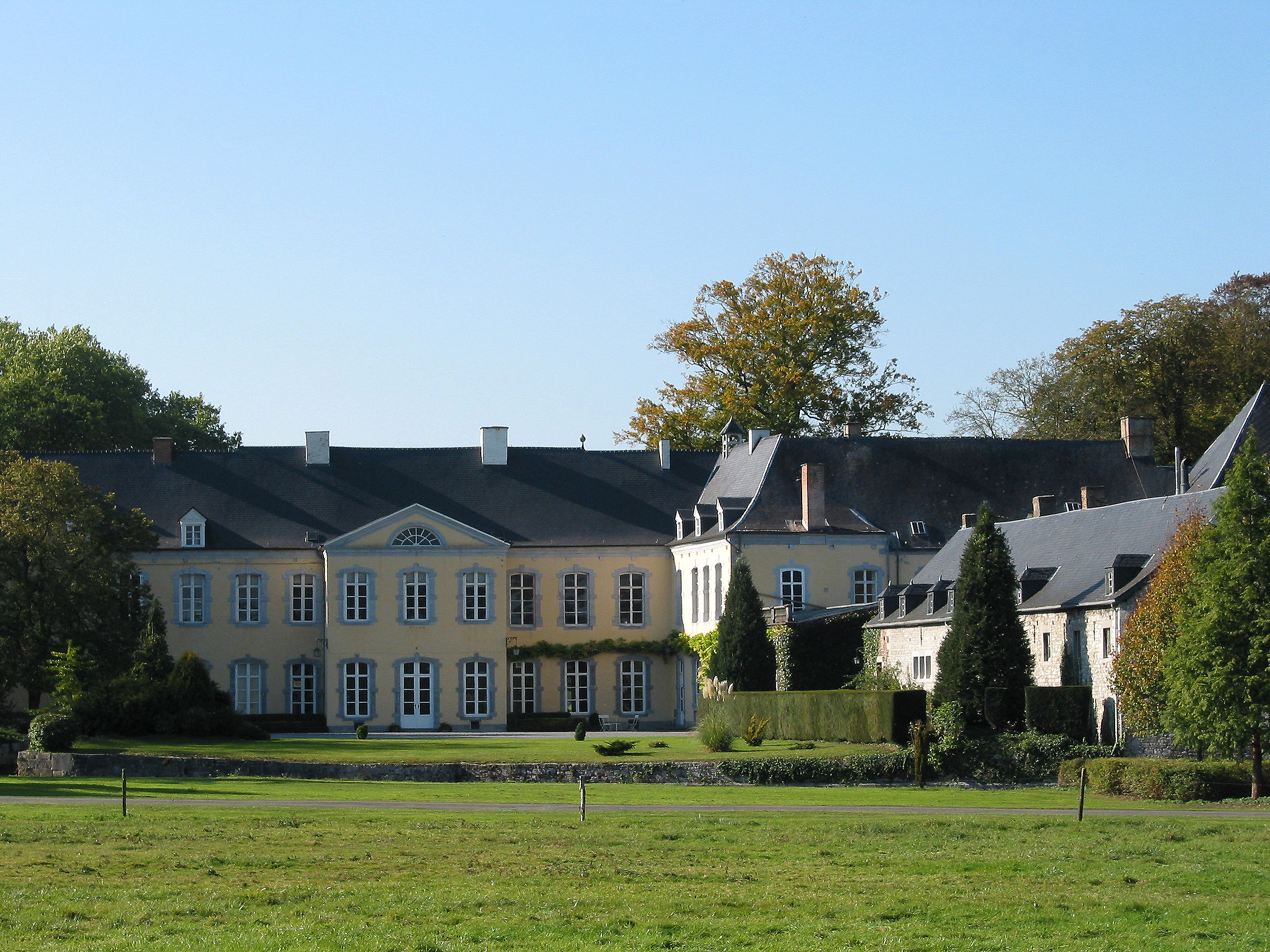
2006 : le palais abbatial de l'ancienne abbaye de Moulins-Warnant.
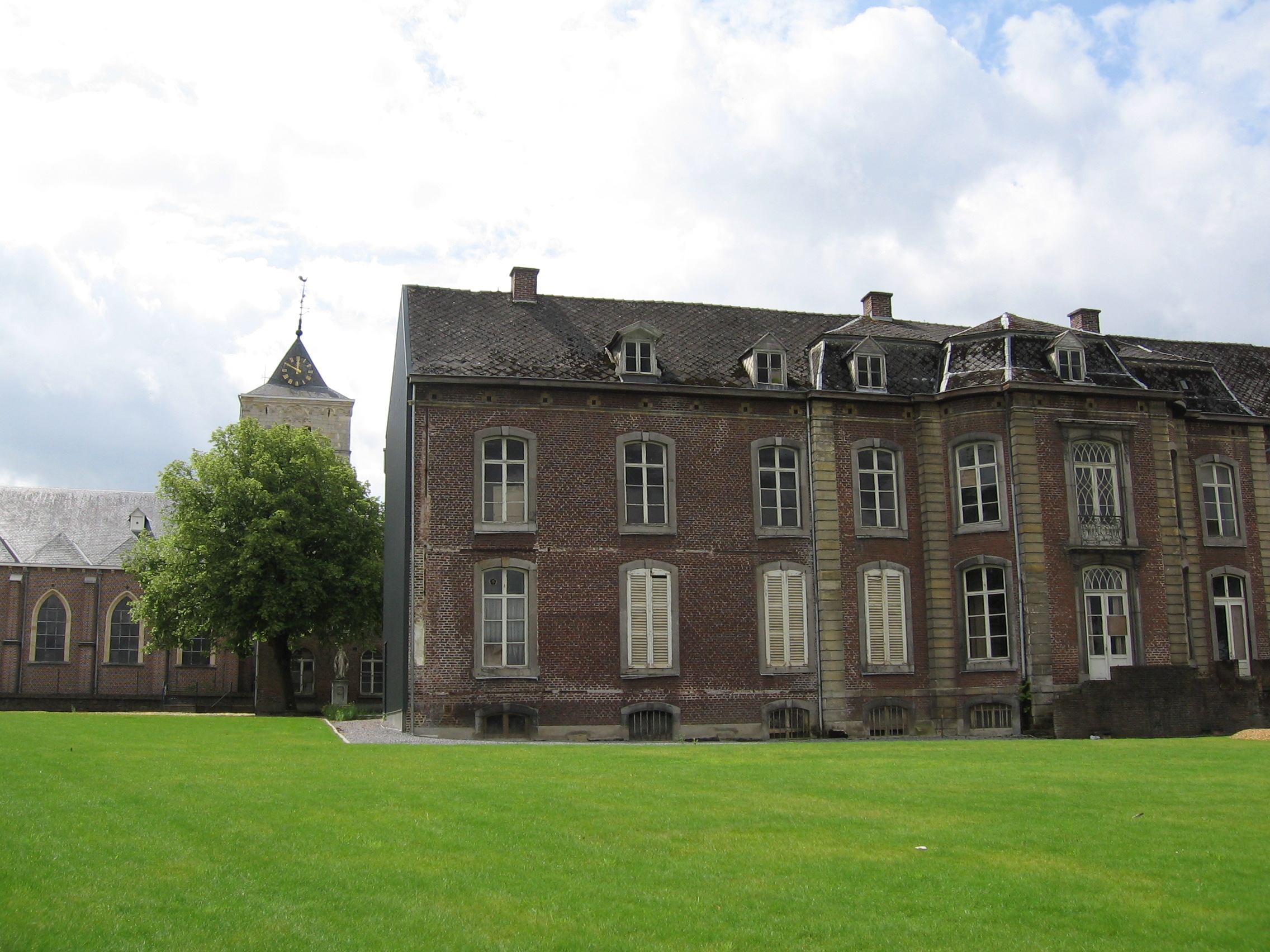
2012 : l'église et le palais abbatial de l'ancienne abbaye de Munsterbilzen.

## N
- Abbaye de la Paix Notre-Dame de Namur (Namur, Province de Namur)
- Abbaye Notre-Dame de Nazareth (Brecht, Province d'Anvers)
Un monastère est d'abord fondé à Lierre, en bordure de Nèthe, en 1230. Il devient abbaye de moniales cisterciennes en 1236, avec Béatrice de Nazareth comme première prieure. L'abbaye est supprimée par le pouvoir révolutionnaire français en 1797. En 1950, une nouvelle communauté cistercienne s’établit à Brecht, en Campine, reprend le nom et relève la tradition monastique de l'ancienne abbaye, devenant autonome en 1951. La communauté compte aujourd'hui une petite trentaine de moniales.
- Abbaye du Neufmoustier (quartier Neufmoustier, Huy, Province de Liège)
Un prieuré est fondé par Pierre l'Ermite pour une communauté religieuse qui s'est établie, vers 1100, au Neufmoustier, un quartier alors marécageux. La communauté a adopté la règle de saint Augustin en 1133, puis les chanoines augustins ont pu élever le prieuré en abbaye en 1208. L'abbaye ferme ses portes en 1797.
- Abbaye du Nouveau-Bois (Lokeren puis section Gentbrugge, Gand, Flandre-Orientale)
Cette abbaye est fondée en 1215 par une communauté de femmes pieuses ayant choisi la vie cistercienne. Du fait de l'insalubrité de l'établissement à Lokeren, elle déménagèrent à Gentbrugge. L'abbaye fut reconstruite plusieurs fois, d'abord en 1474, puis en 1578 du fait de sa destruction par les Calvinistes. Supprimée définitivement en 1809, le site a conservé son église ainsi que ses bâtiments claustraux.
- Abbaye de la Nouvelle-Plante (Roesbrugge puis Ypres, Flandre-Occidentale)
Cette abbaye existe sous le patronage de Notre-Dame. Établie à l'origine à Roesbrugge, elle est transférée à Ypres en 1588. Vendue comme bien national en 1798, rebâtie au milieu du XIXe siècle, détruite au cours de la Première Guerre mondiale, elle a été réédifiée de 1921 à 1928 selon les plans de l'architecte bruxellois Camille Damman.
- Abbaye de Nieuwenbos (Gand, Flandre-Orientale)
Cette abbaye s'implante à Lokeren en 1215 et devient cistercienne. Détruite par les gueux en 1578, les moniales se dispersent et se regroupent à Gand. Elles reconstruisent l'abbaye dans l'enceinte de la ville à partir de 1584. L'abbaye est supprimée par la Révolution en 1796.
- Abbaye de Ninove (Ninove, Flandre-Orientale)
Cette abbaye prémontrée est fondée en 1137. Elle est supprimée par l’occupant révolutionnaire français en 1796. Quelques vestiges subsistent, dont son abbatiale, devenue l’église paroissiale de Notre-Dame de l’Assomption, située au centre de la ville de Ninove.
- Abbaye de Nivelles (Nivelles, Brabant wallon)
C'est, à l'origine, une abbaye de moniales fondée vers 648 par la veuve de Pépin de Landen, Itte Idoberge avec le concours de l'évêque Saint Amand. L'abbaye abrite, un temps, une communauté double dirigée par un abbé et une abbesse. Au IXe siècle, commence un processus de sécularisation, et au XIIe siècle, toutes les chanoinesses sont nobles. On peut visiter le sous-sol archéologique de l'ancienne abbatiale, devenue collégiale. Le cloître attenant, de style romano-gothique est du XIIIe siècle.
- Abbaye de Nizelles (section Ophain-Bois-Seigneur-Isaac, Braine-l'Alleud, Brabant wallon)
Cette abbaye de moines cisterciens est d'abord un petit prieuré, érigé en abbaye en 1441, tardivement dans les Pays-Bas méridionaux. Elle est supprimée en 1783, avec d’autres couvents inutiles, par un décret de Joseph II. Les ruines sont acquises par un comte puis restaurées, établissant ainsi une propriété privée aujourd'hui.

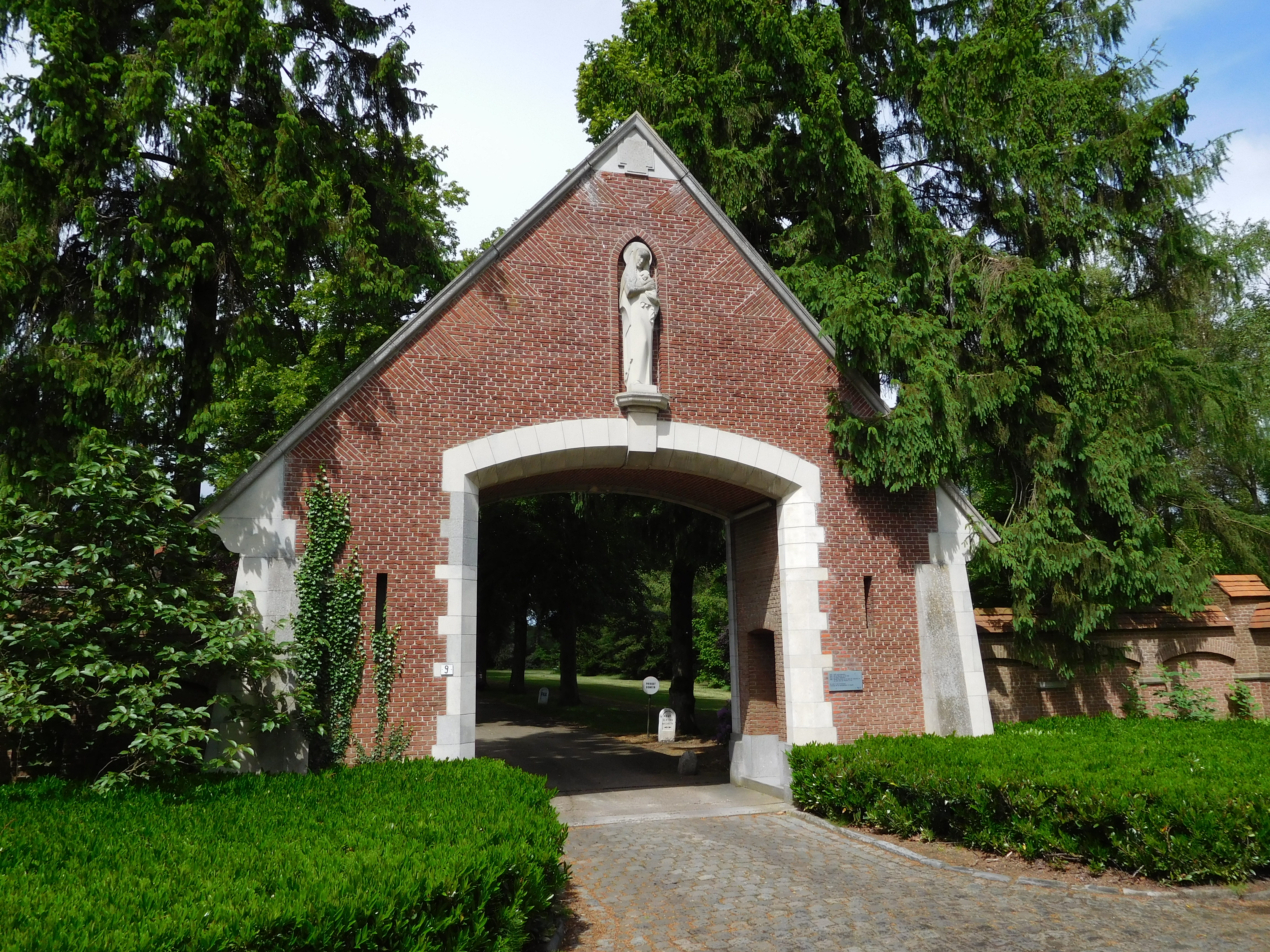
2015 : portail d'entrée du domaine de l'abbaye Notre-Dame de Nazareth, à Brecht.
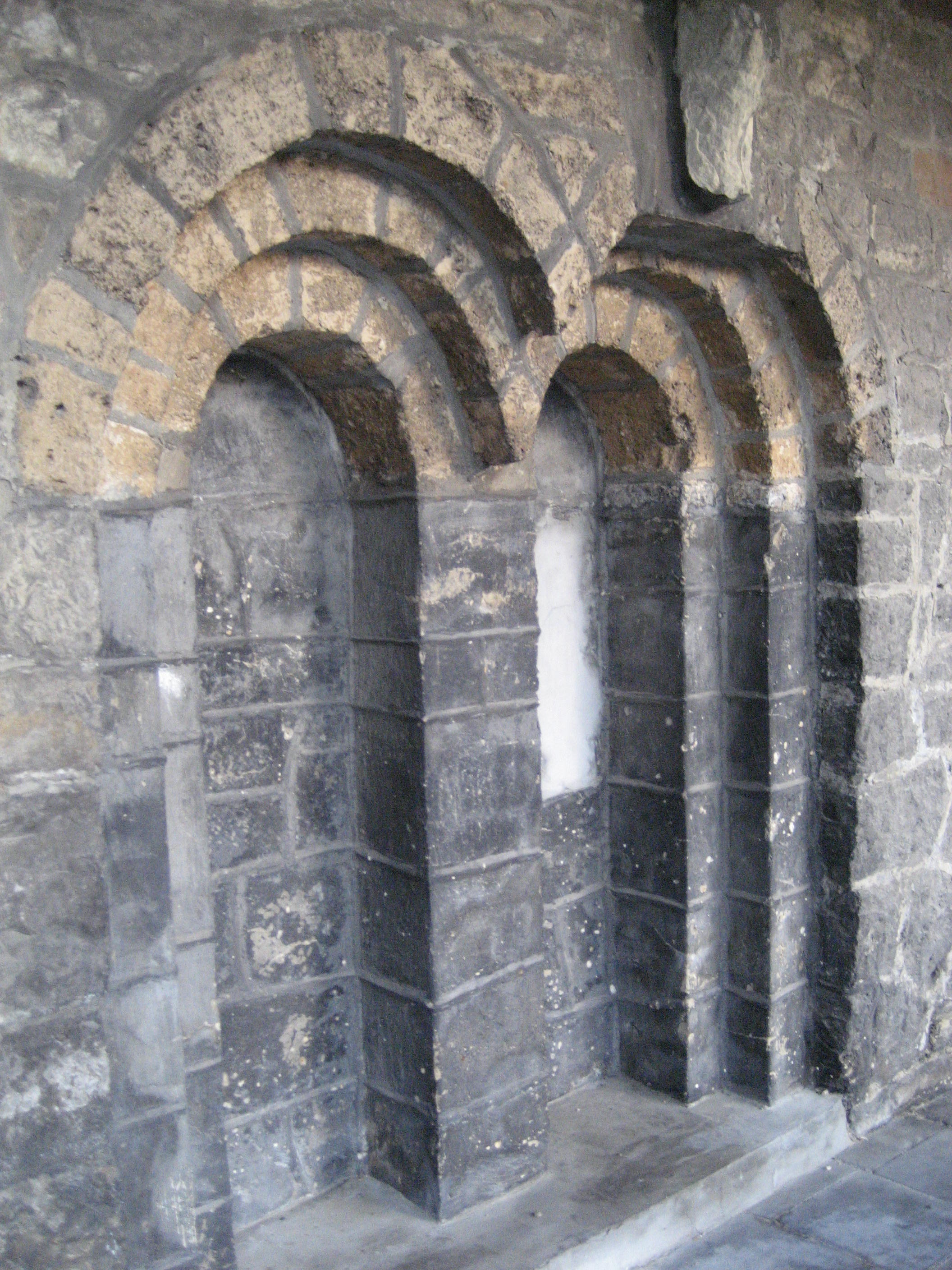
2008 : voûtes du cloître de l'ancienne abbaye du Neufmoustier partiellement détruite.
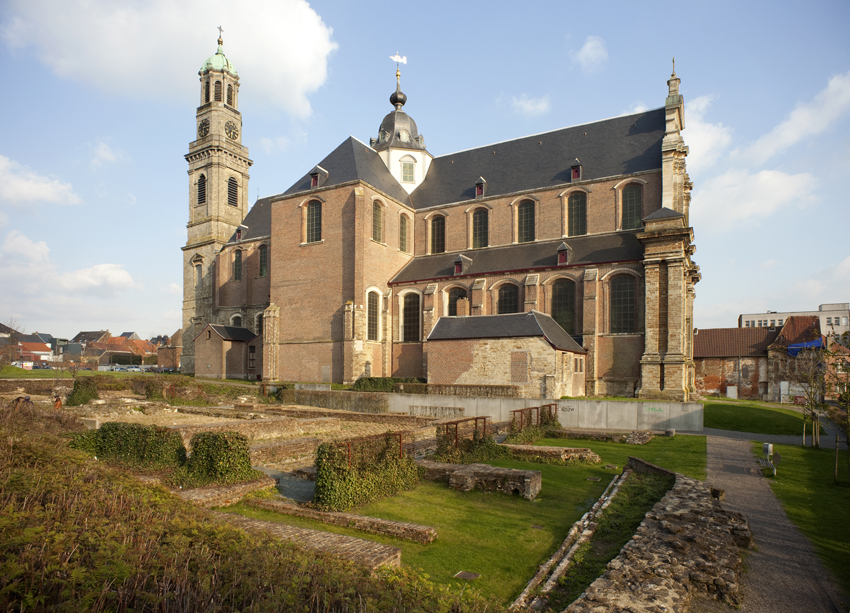
2010 : l'abbatiale de l'ancienne abbaye de Ninove.
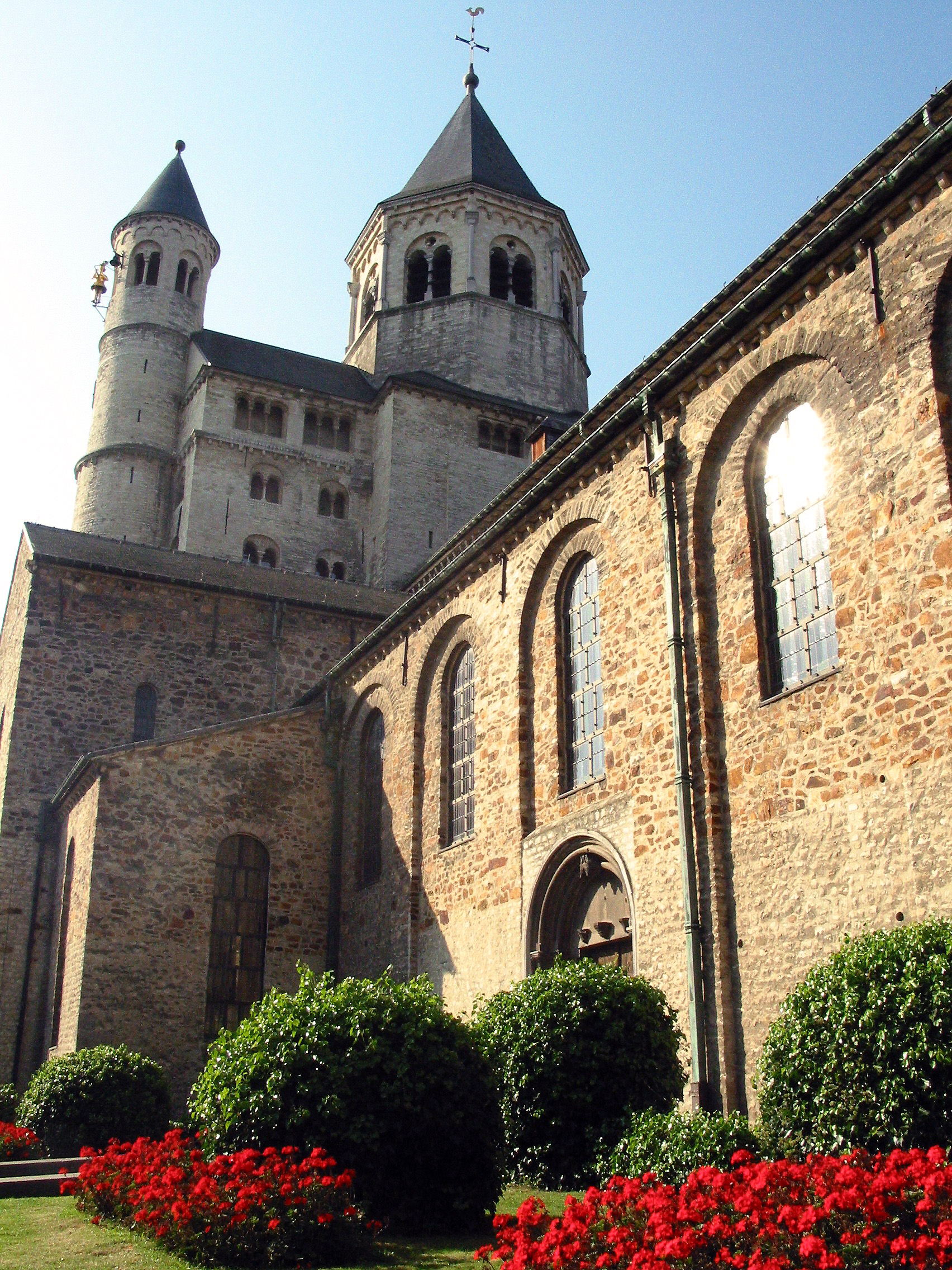
2005 : l'avant-corps et la porte méridionale de l'ancienne abbatiale de Nivelles.
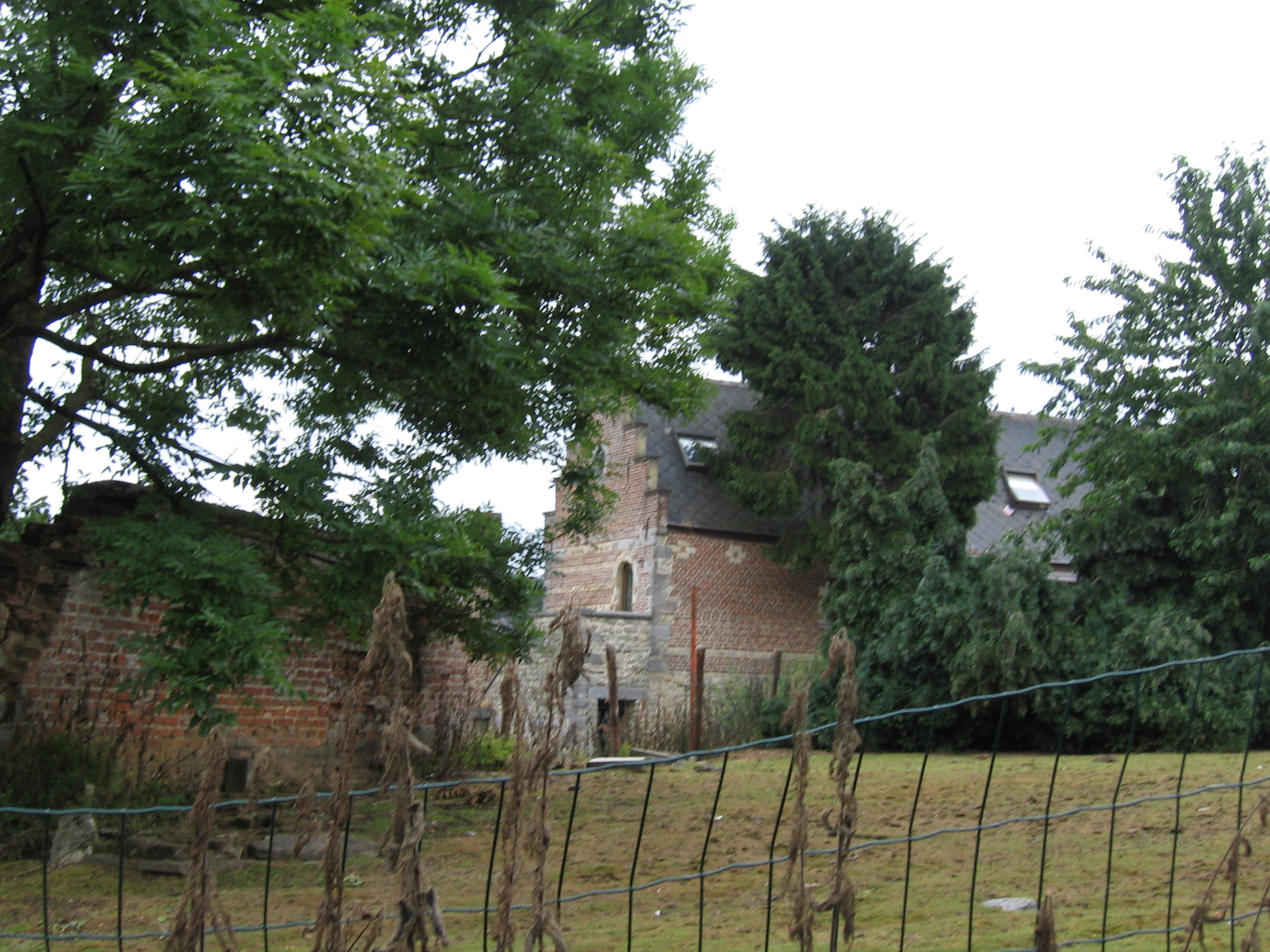
2010 : un vestige de l'ancienne abbaye de Nizelles, sa ferme.

## O
- Abbaye de l'Olive (Morlanwelz, Province de Hainaut)
Cette abbaye est fondée en 1218. Ses ruines reposent désormais dans le bois de Mariemont.
- Abbaye d'Orp-le-Grand (section Orp-le-Grand, Orp-Jauche, Brabant wallon)
Cette abbaye est fondée dans les dernières années du VIIe siècle, il n'en reste aujourd'hui que des fondations peu visibles.
- Abbaye Notre-Dame d'Orval (section Villers-devant-Orval, Florenville, Province de Luxembourg)
Le site de l'abbaye est occupé dès l'époque mérovingienne. Tour à tour, à cet endroit, se dresse une chapelle au Xe siècle, un prieuré bénédictin en 1070, puis la toute première abbaye cistercienne dans la région en 1131. Les moines sont chassés lors des troubles qui suivent la Révolution française. Les bâtiments sont détruits et abandonnés. L'abbaye est reconstruite et la tradition monastique relevée, en 1926 par un groupe de moines trappistes, le statut d'abbaye étant rendu en 1936.
- Abbaye d'Oudenburg (Oudenburg, Flandre-Occidentale)
Cette abbaye de moines bénédictins est fondé en 1084 par Arnoult de Soissons. Elle subsista jusqu'en 1797, vendue l'année suivante comme bien national et partiellement détruite par son acquéreur.

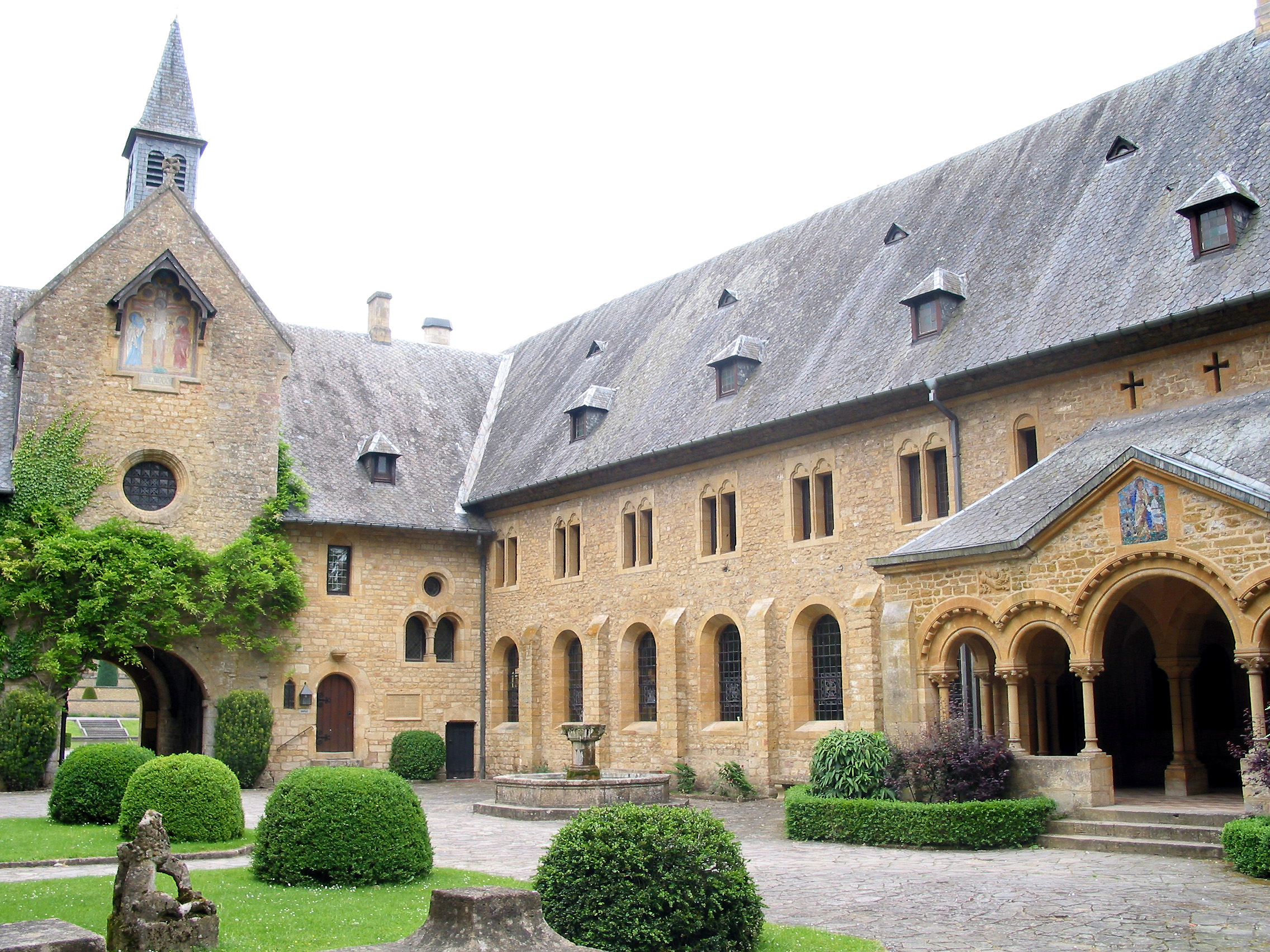
2005 : l'abbaye d'Orval de nouveau en activité.
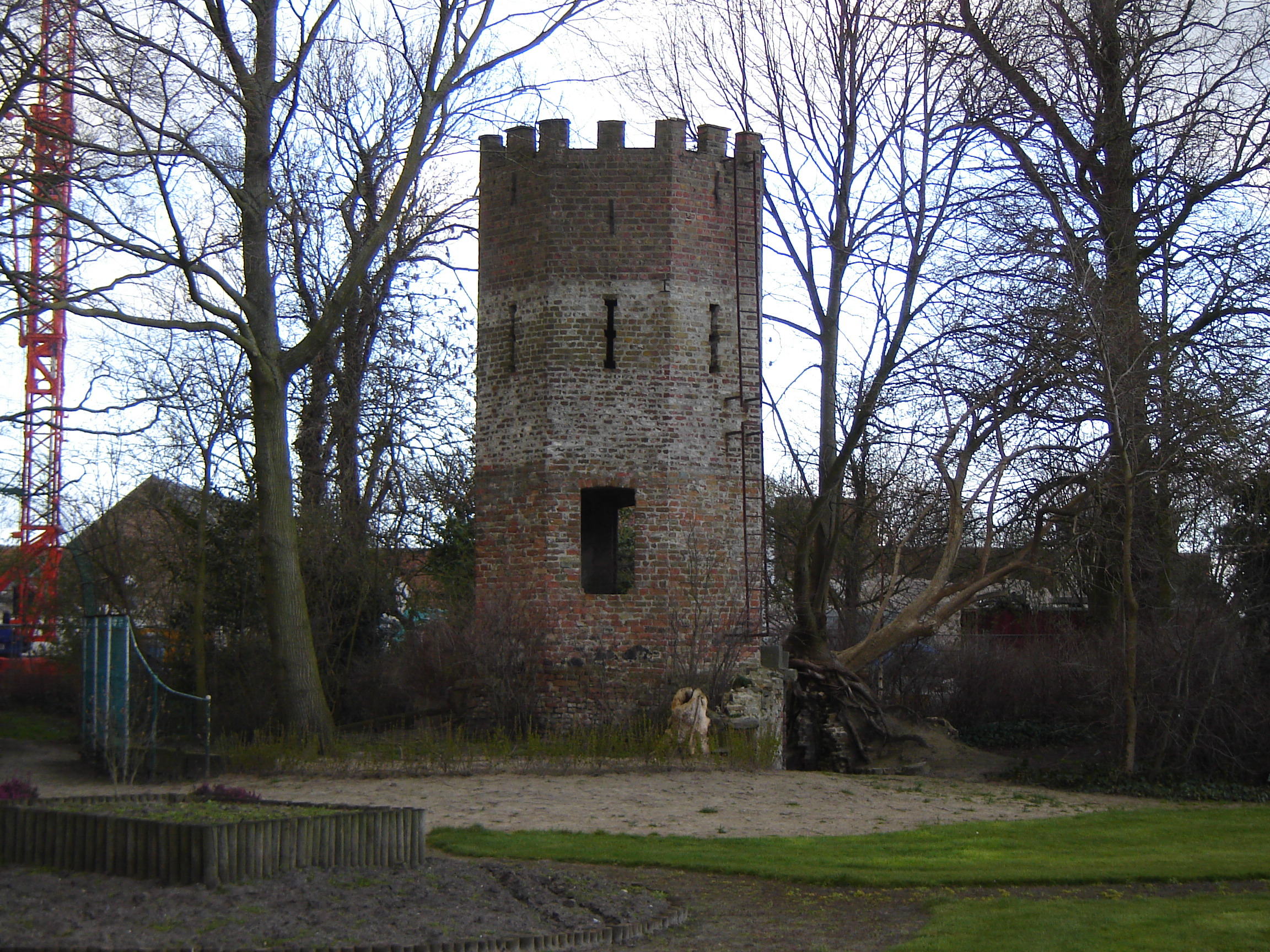
2007 : une tour en ruine dans le jardin de l'ancienne abbaye d'Oudenburg.

## P
- Abbaye de la Paix-Dieu (section Jehay, Amay, Province de Liège)
Cette abbaye de moniales cisterciennes est fondée vers 1242. Elle disparut lors des troubles qui suivirent la Révolution française. Ses bâtiments sont occupés, depuis 2007, par l'Institut du patrimoine wallon et plus récemment, en plus, par la Maison du tourisme Hesbaye-Meuse.
- Abbaye de Parc (Heverlee, Brabant flamand)
Cette abbaye prémontrée est fondée en 1129 sur des terres données aux chanoines de Laon par le duc de Brabant, Godefroid le Barbu. Elle fut reconstruite plusieurs fois. Échappant aux vicissitudes de la Révolution française, elle resta entre les mains des chanoines prémontrés qui y continuent leur ministère dans les paroisses des environs. C'est un haut-lieu de la culture religieuse.
- Abbaye de Parc-les-Dames (section Wezemaal, Rotselaar, Brabant flamand)
Il s'agit d'une abbaye de moniales augustiniennes fondé au XIIe ou XIIIe siècle, devenue cistercienne en 1215, détruite aujourd'hui.
- Abbaye Notre-Dame de Piété (Poperinge, Flandre-Occidentale)
C'est, à l'origine, un prieuré de moniales bénédictines fondé en 1635. L'institution est désertée en 1797, devient un pensionnat en 1800, puis est relevée en abbaye en 1805. L'établissement est toujours en activité en 2015.
- Abbaye de Postel (hameau Postel, Mol, Province d'Anvers)
Le bâtiment est érigé vers 1135 par un gentilhomme, Postrade d'Altena. Les moines de l'abbaye de Floreffe reçoivent Postel en donation en 1138, et y fondent un prieuré. Avant d'obtenir le statut d'abbaye en 1618, Postel devient prévôté, en 1613. Après la Révolution française, en 1797, les chanoines norbertins sont chassés de l'abbaye, pour n'y retourner qu'en 1847. Depuis, l'abbaye a été restaurée et elle abrite toujours une communauté religieuse.

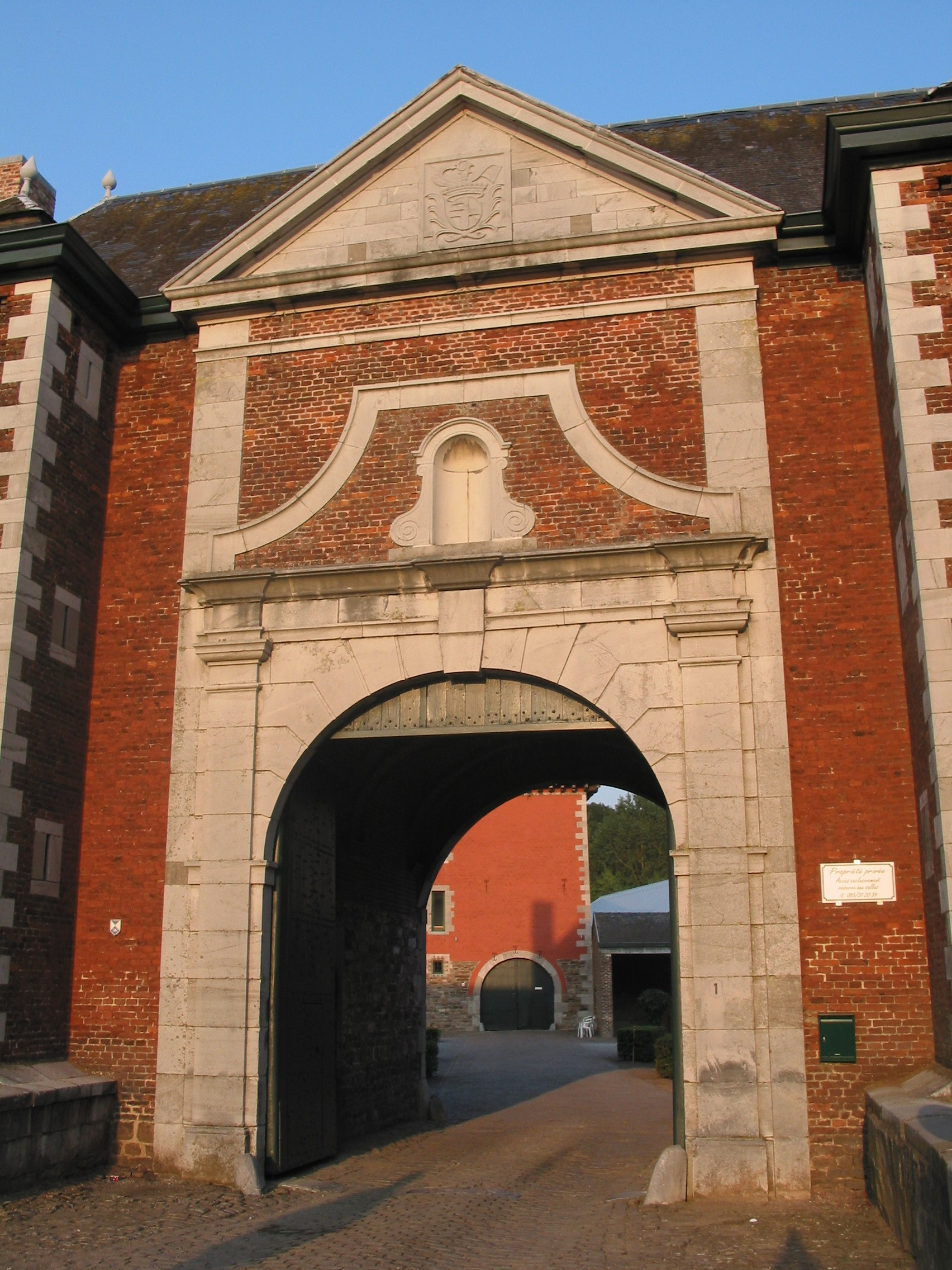
2008 : portail principal de l'ancienne abbaye de la Paix-Dieu.
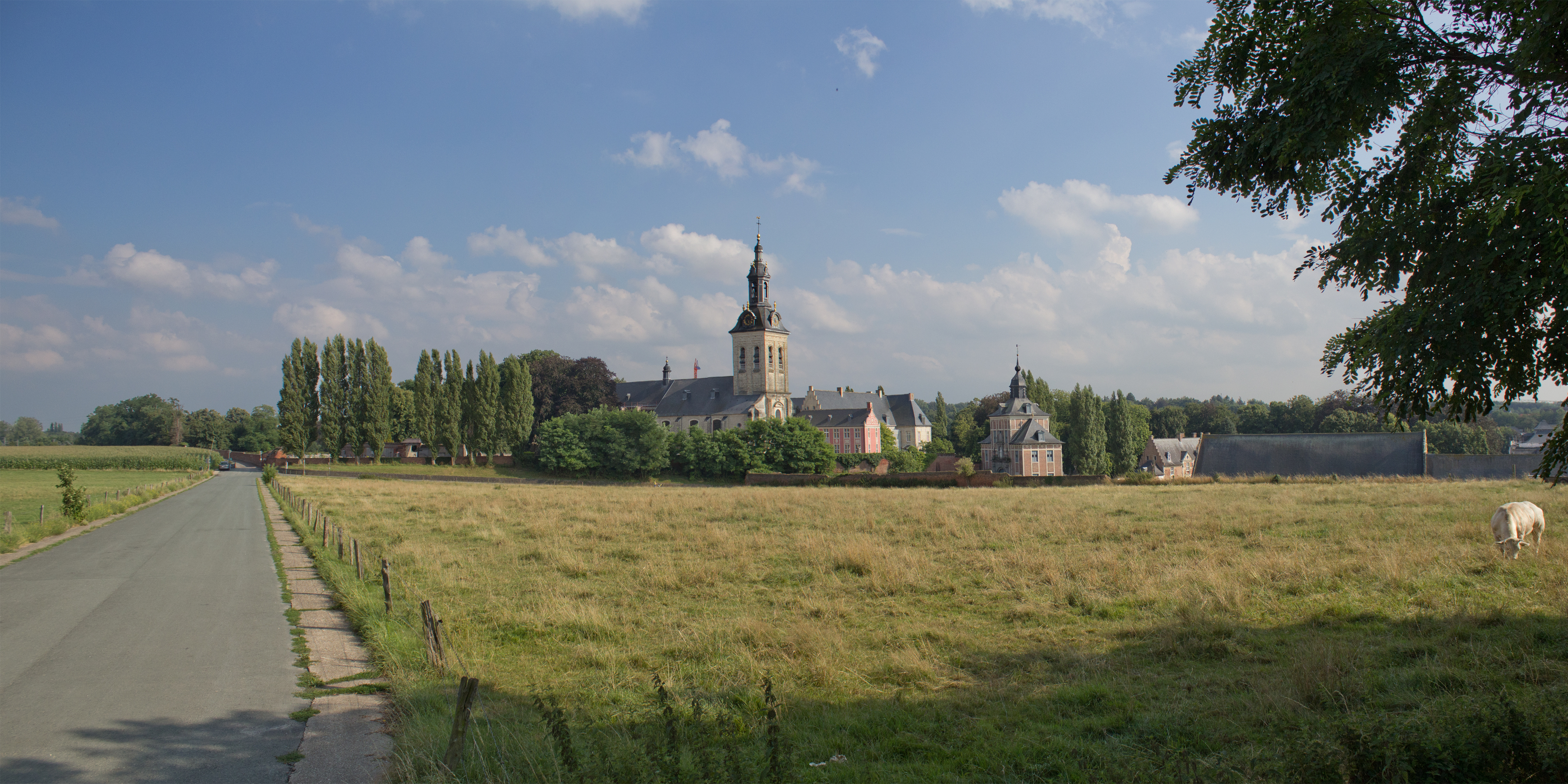
2013 : l'abbaye de Parc toujours en activité.
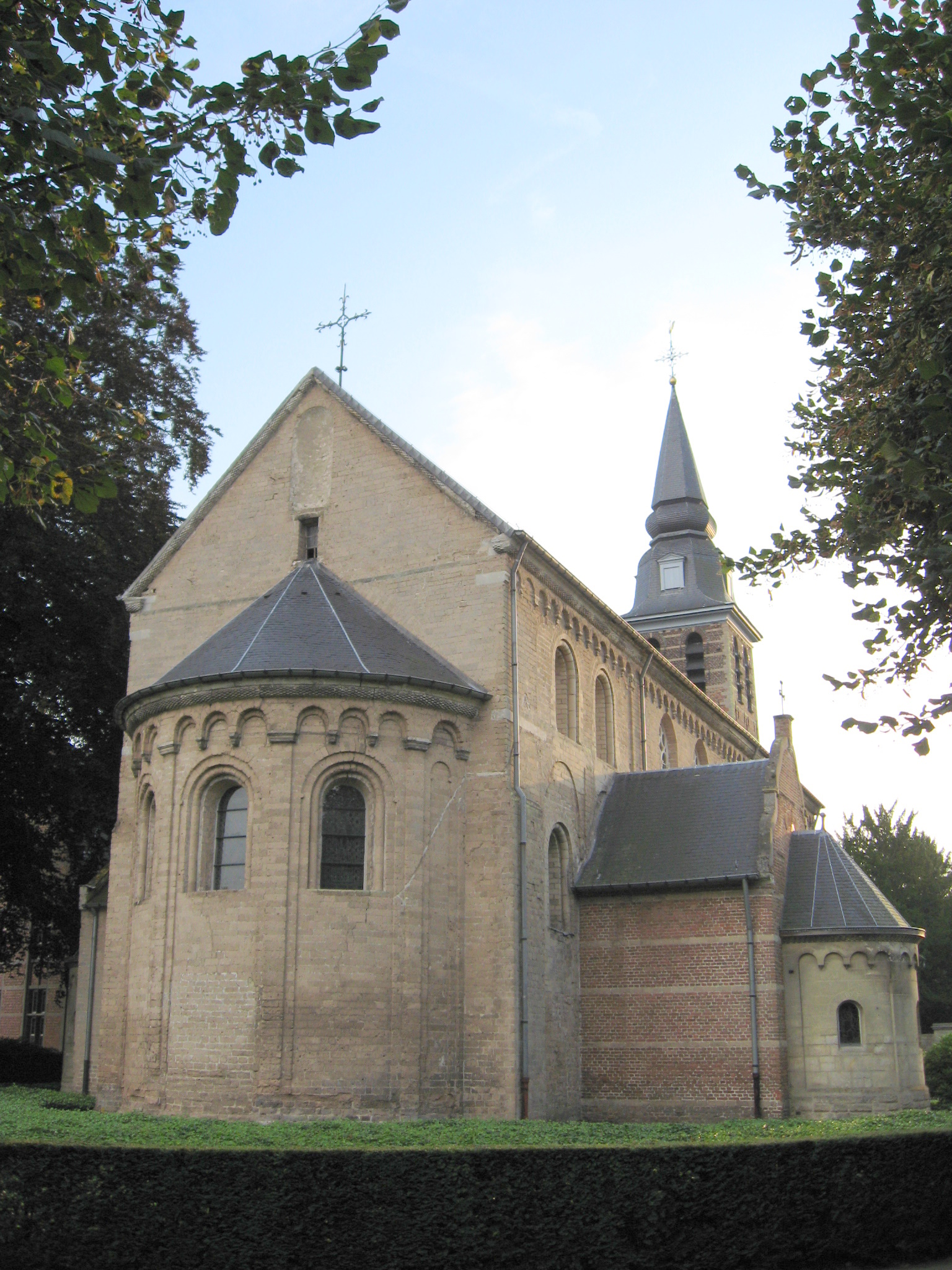
2008 : l'abbatiale Saint-Nicolas de l'abbaye de Postel.

## R
- Abbaye de la Ramée (section Jauchelette, Jodoigne, Brabant wallon)
Cette abbaye de moniales cisterciennes est fondée vers 1215. Elle est supprimée et déclarée bien national en 1796 par le pouvoir révolutionnaire français. Les 28 moniales sont alors expulsées. Il ne subsiste aujourd'hui de l'ensemble du domaine que la ferme, le reste ayant été démoli après 1796. La Ramée est un site privé qui accueille des événements culturels, commerciaux et familiaux.
- Abbaye de Robermont (Liège, Province de Liège)
Cette abbaye de moniales cisterciennes est fondée en 1015. Elle est vendue aux ex-religieuses à la suite de la Révolution française. Les terrains de l'ancienne abbaye accueillent aujourd'hui le cimetière de la ville de Liège.
- Abbaye Notre-Dame de Saint-Rémy de Rochefort (Rochefort, Province de Namur)
Cette abbaye de moines trappistes est fondée en 1230 au sein de la région naturelle de Famenne. Sécularisée en 1792, l'abbaye reprend vie comme communauté monastique en 1887. Malgré un incendie en 2010, sa brasserie continue de produire la fameuse bière trappiste.
- Abbaye Saint-Feuillien du Rœulx (Le Rœulx, Province de Hainaut)
Cette abbaye prémontrée fondée en 1125 a marqué l'histoire de la ville du Rœulx, puisque c'est autour de l'infrastructure religieuse que la ville s'est développée. La communauté prémontrée a demeuré là durant près de sept siècles avant de disparaître en mars 1797 à la suite de la Révolution française. Quelques vestiges de l'ancienne abbaye subsistent aujourd'hui dans le parc du château des Princes de Croÿ-Rœulx.

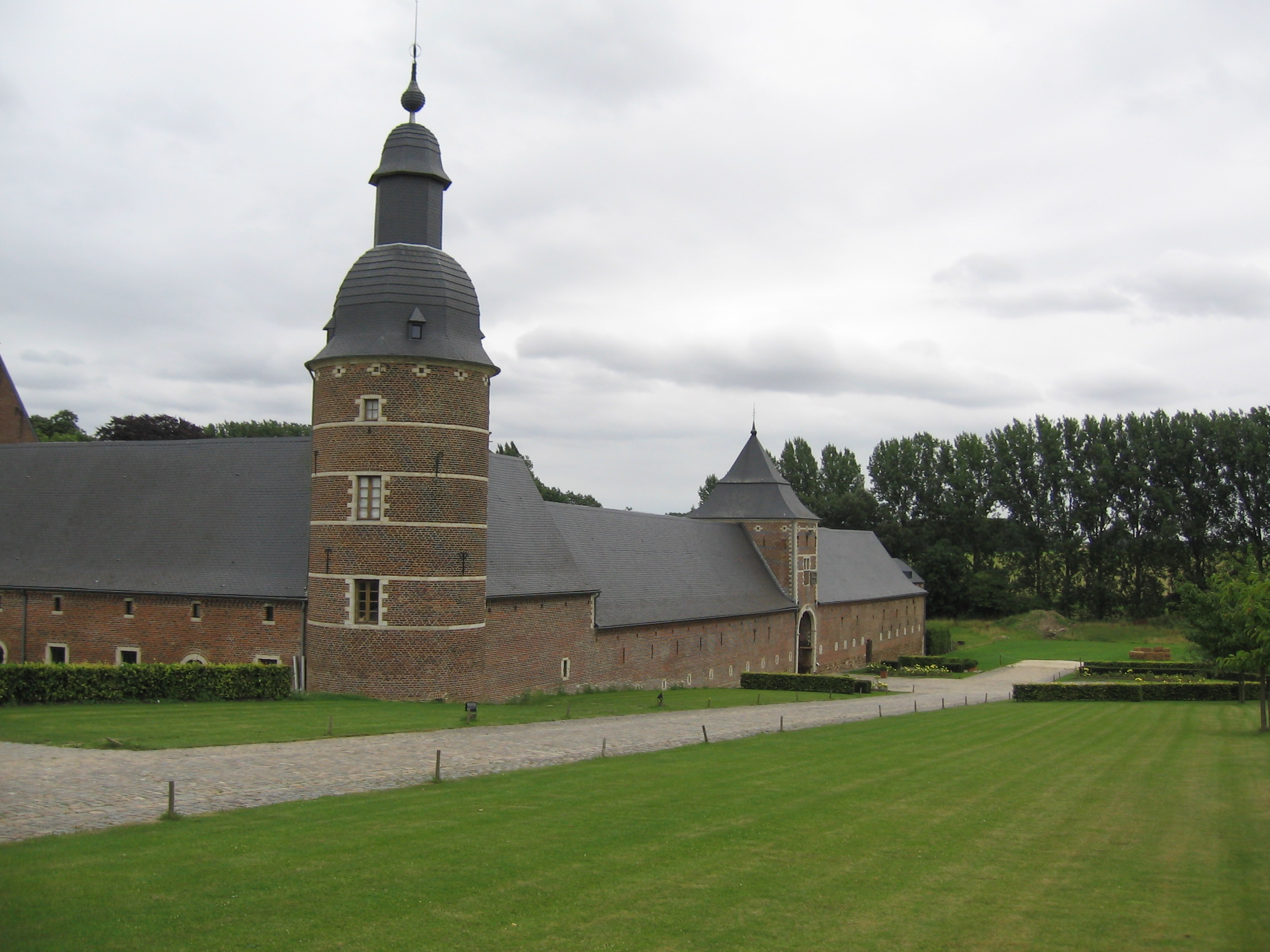
2008 : le colombier et la ferme de l'ancienne abbaye de La Ramée.
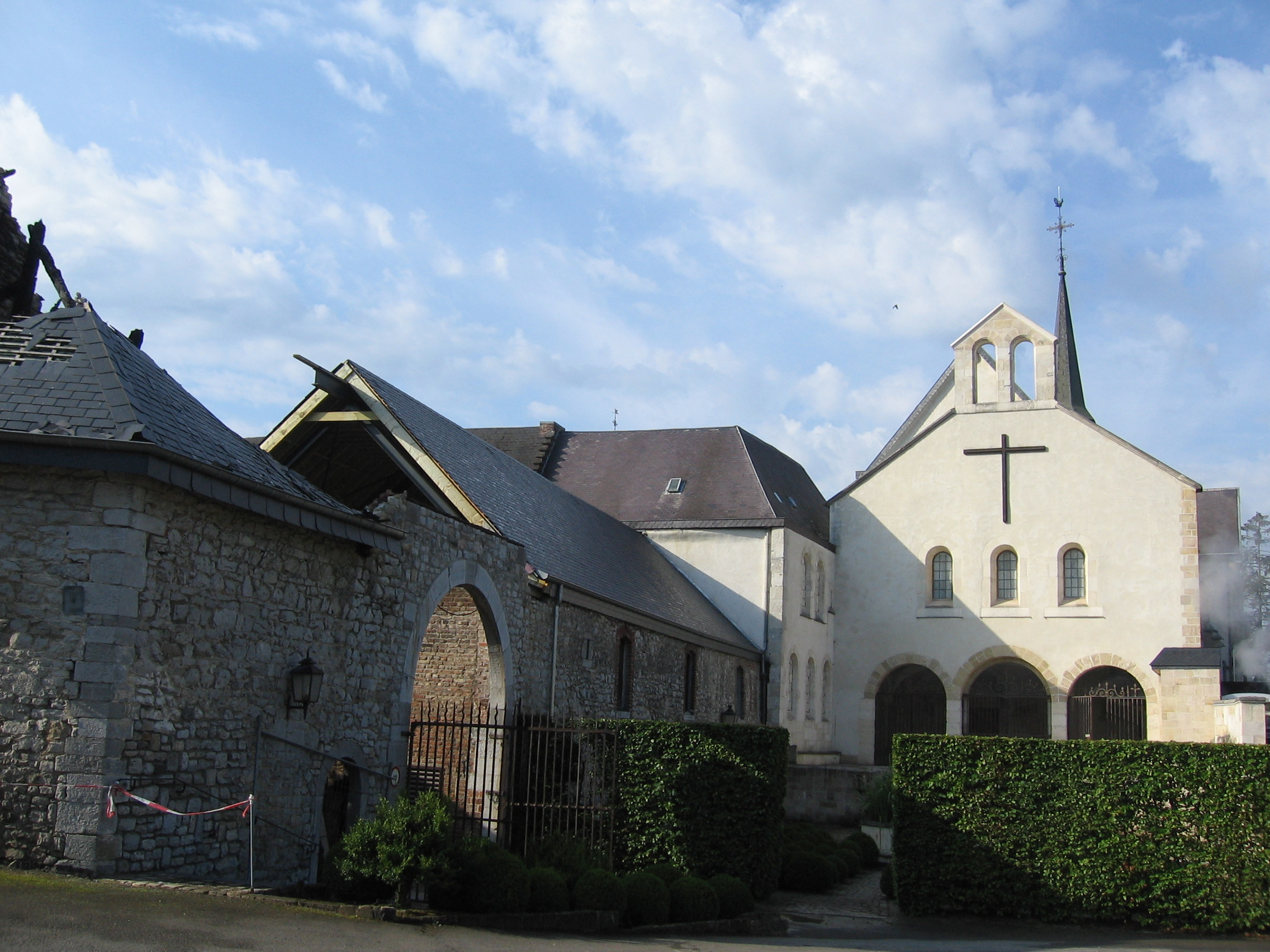
2011 : l'entrée de l'abbatiale au sein de l'abbaye de Rochefort.

## S
- Abbaye du Sacré-Cœur (quartier Steenbrugge, Bruges, Flandre-Occidentale)
Cette abbaye est fondée en 1878. Elle est toujours en activité, les orgues situés dans l'abbatiale étant remarquables.
- Abbaye de Saint-Bernard-sur-l'Escaut ou de Lieu-Saint-Bernard (Hemiksem, Province d'Anvers)
Cette abbaye de moines cisterciens est fondée en 1243 sur la rive droite de l'Escaut. Elle est, du XIIIe au XVIIIe siècle, une des abbayes les plus vastes et les plus florissantes des Pays-Bas. Supprimée lors des troubles consécutifs à la Révolution française, ses bâtiments, qui remontent aux XVIIe et XVIIIe siècles, convertis un temps en domaine militaire, abritent désormais un centre administratif communal et deux musées.
- Abbaye de Saint-Denis-en-Broqueroie (autrefois village, aujourd'hui section Saint-Denis, Mons, Province de Hainaut)
Il s'agit tout d'abord d'un prieuré, déjà cité en 886, situé sur la rivière Obrecheuil, prieuré élevé en abbaye de moines bénédictins en 1081. Cette abbaye est dépendante de l'abbaye de La Sauve-Majeure (France) jusqu'en 1424. Elle est aujourd'hui transformée en appartements.
- Abbaye de Saint-Ghislain (Saint-Ghislain, Province de Hainaut)
Un monastère est fondé, vers 650, sur la Haine, par saint Ghislain, ermite d'origine franque. Ce monastère devient une abbaye de moines bénédictins au Xe siècle. La ville se développe autour de l’abbaye, qui est supprimée en 1796, ayant donné naissance à un hôpital-couvent et à un centre culturel municipal.
- Abbaye de Saint-Hubert (Saint-Hubert, Province de Luxembourg)
C'est une abbaye de moines bénédictins dont l'origine remonte à saint Bérégise. Fondée en 687, d'après les textes, par Pépin de Herstal, elle est définitivement supprimée en 1797. Seuls ont survécu, l'abbatiale, devenue la basilique de Saint-Hubert, et le palais abbatial, abritant des services administratifs et culturels.
- Abbaye de Saint-Médard (Tournai, Province de Hainaut)
C'est une abbaye dont le nom remplace aujourd'hui le nom de l'ancienne abbaye Saint-Nicolas-des-Près.
- Abbaye Saint-Nicolas-des-Près (Tournai, Province de Hainaut)
C'est une abbaye fondée en 1123, sur la colline Saint-Médard. Cette abbaye a occupé, sous la Révolution française, les bâtiments du séminaire épiscopal.
- Abbaye de Saint-Sixte (Westvleteren, Flandre-Occidentale)
C'est le premier monastère de tradition cistercienne à ouvrir ses portes dans la Belgique nouvellement indépendante. Ce prieuré de moines trappistes, fondé en 1831, est érigé en abbaye en 1871. La communauté compte en 2015 une trentaine de moines. Elle produit la bière Trappiste Westvleteren, classée meilleure bière du monde en 2005, vendue exclusivement dans le magasin de l'abbaye.
- Abbaye de Saint-Trond (Saint-Trond, Province de Limbourg)
Le prieuré d’origine mérovingienne, fondé vers 657 par saint Trond, devient une abbaye très florissante de moines bénédictins au IXe siècle. L'abbaye attire une population qui forme le bourg aujourd’hui appelé Saint-Trond. Après onze siècles d’existence, elle est supprimée par le régime révolutionnaire français, en 1793. Une partie de l'ancienne abbaye est occupée aujourd'hui par un collège diocésain néerlandophone.
- Abbaye Saint-Victor (Huy, Province de Liège)
Il s'agit d'une abbaye fondée au XIIe siècle par des Bénédictines et vendue comme bien national en 1798. Le bâtiment principal date de 1724 et, parfaitement restauré, il abrite une école d'architecture. Il est précédé d'un porche monumental de la même année.
- Abbaye de Salzinnes (ou abbaye du Val-Saint-Georges de Salzinnes) (village Salzinnes, Namur, Province de Namur)
Il s'agit d'une abbaye de moniales cisterciennes fondée au début du XIIIe siècle dans la plaine de Salzinnes, à l’ouest de Namur, en bord de Sambre. L'abbaye est supprimée à la fin du XVIIIe siècle. Il n’en reste presque aucune trace sinon dans de riches archives conservées à Namur, et dans la toponymie de Salzinnes (rue de l’abbaye). On peut voir, cela dit, un portail de ferme en plein cintre restauré lors de la construction du grand séminaire du diocèse de Namur.
- Abbaye du Saulchoir (section Kain, Tournai, Province de Hainaut)
C'est une abbaye de moniales cisterciennes fondée en 1233 à proximité du Melles, sous le nom de Notre-Dame du Sart. Elle disparaît en 1797, lors des troubles de la période révolutionnaire. Des pères dominicains français en exil occupent les lieux de 1904 à 1939 et en font leur maison de formation théologique.
- Abbaye Notre-Dame de Scourmont (Forges, Province de Hainaut)
Des moines trappistes construisent un prieuré, en 1850, à sept kilomètres au sud de la ville de Chimay. Ce prieuré est élevé au rang d'abbaye en 1871. La communauté religieuse, toujours en activité en 2015, produit une fameuse bière trappiste et un fromage à pâte dure.
- Abbaye de Sinnich (section Teuven, Fourons, Province de Limbourg)
C'est une abbaye de chanoinesses fondée en 1243, au sein de l'ordre des Chanoines réguliers de saint Augustin. Son origine est un prieuré de 1151. Le bâtiment principal de l'ancienne abbaye a été converti en château.
- Abbaye de Soignies (Soignies, Province de Hainaut)
abbaye fondée vers 640.
- Abbaye Notre-Dame de Soleilmont (Fleurus, Province de Hainaut)
C'est une abbaye de moniales dont la fondation en 1188 n'est pas authentifiée, mais dont le rattachement à l'Ordre cistercien-trappiste date de 1237. Elle est située aujourd'hui dans les bois dit du Roy, près de Charleroi. Les religieuses sont expulsées de leur abbaye en 1796, mais la communauté se relève dès 1802, du bouleversement provoqué par le régime révolutionnaire français. Au 1er janvier 2009, l'abbaye compte 32 moniales, qui confectionnent notamment des vêtements liturgiques.
- Abbaye de Solières (section Ben-Ahin, Huy, Province de Liège)
C'est une communauté de moniales augustiniennes fondée à la fin du XIIe siècle sur les hauteurs de Meuse, entre Andenne et Huy, dans la vallée de la Solières. Elle se rattache à l'ordre cistercien peu après par la refondation de l'abbaye, en 1229. Cette dernière est supprimée en 1795. Le palais abbatial s’appelle aujourd’hui ‘Château de l'Abbaye de Solières’, l’ensemble des bâtiments et les alentours étant classés au patrimoine immobilier de Wallonie en 1984.
- Abbaye de Stavelot (Stavelot, Province de Liège)
C'est une très ancienne abbaye de moines bénédictins fondée par saint Remacle en 651. Du VIIe siècle à la révolution française, associé à l'abbaye de Malmedy, elle est le siège d'une principauté ecclésiastique : la principauté de Stavelot-Malmedy. Le site abrite aujourd'hui trois musées dont celui de Guillaume Apollinaire et du circuit de Spa-Francorchamps.

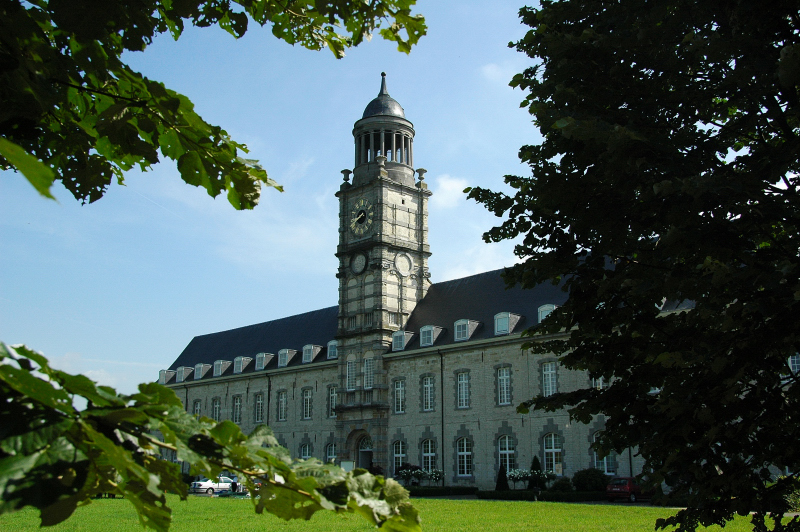
2006 : l'ancienne abbaye de Saint-Bernard-sur-l'Escaut.
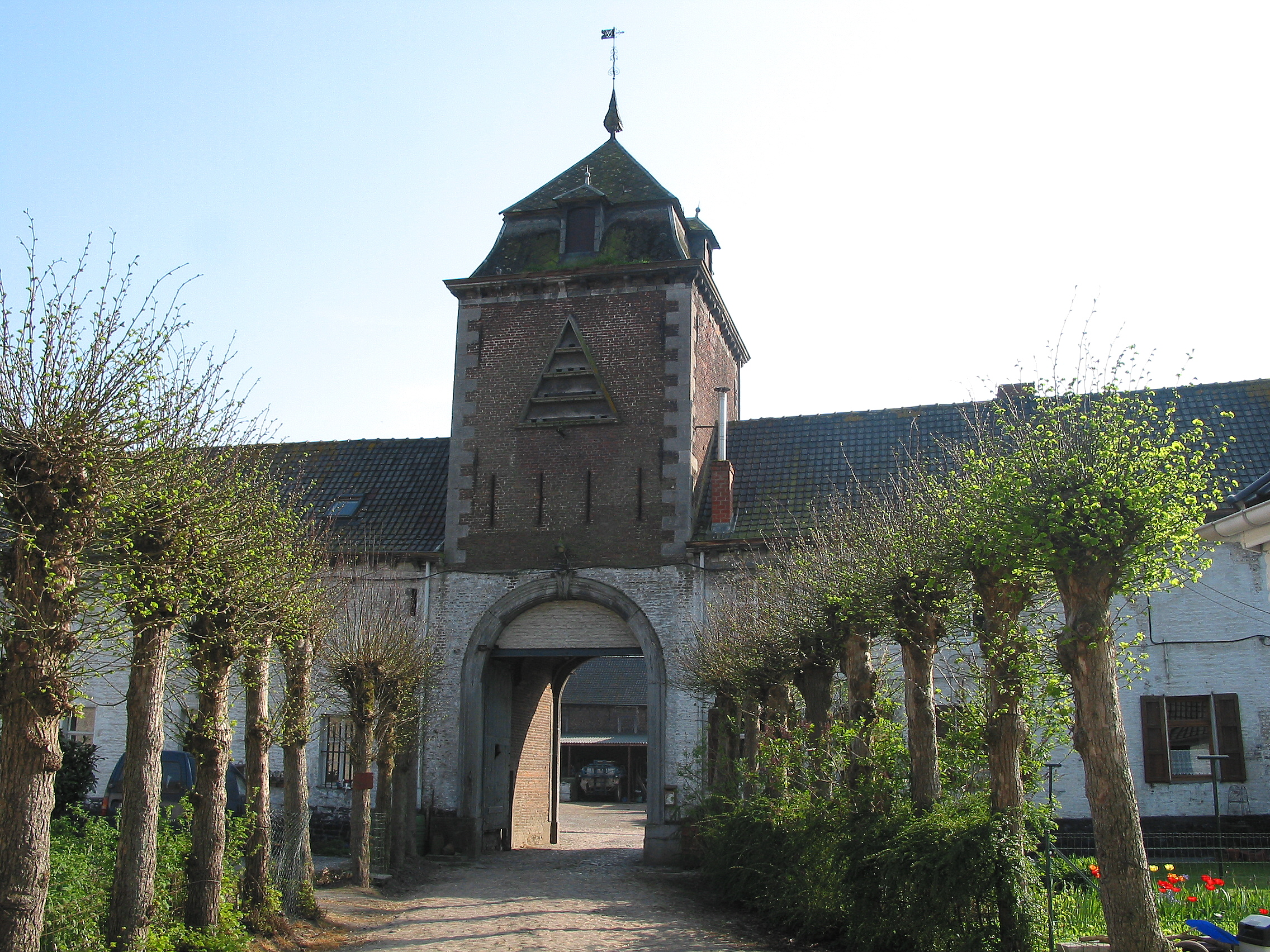
2007 : la ferme de l'ancienne abbaye de Saint-Denis-en-Broqueroie.
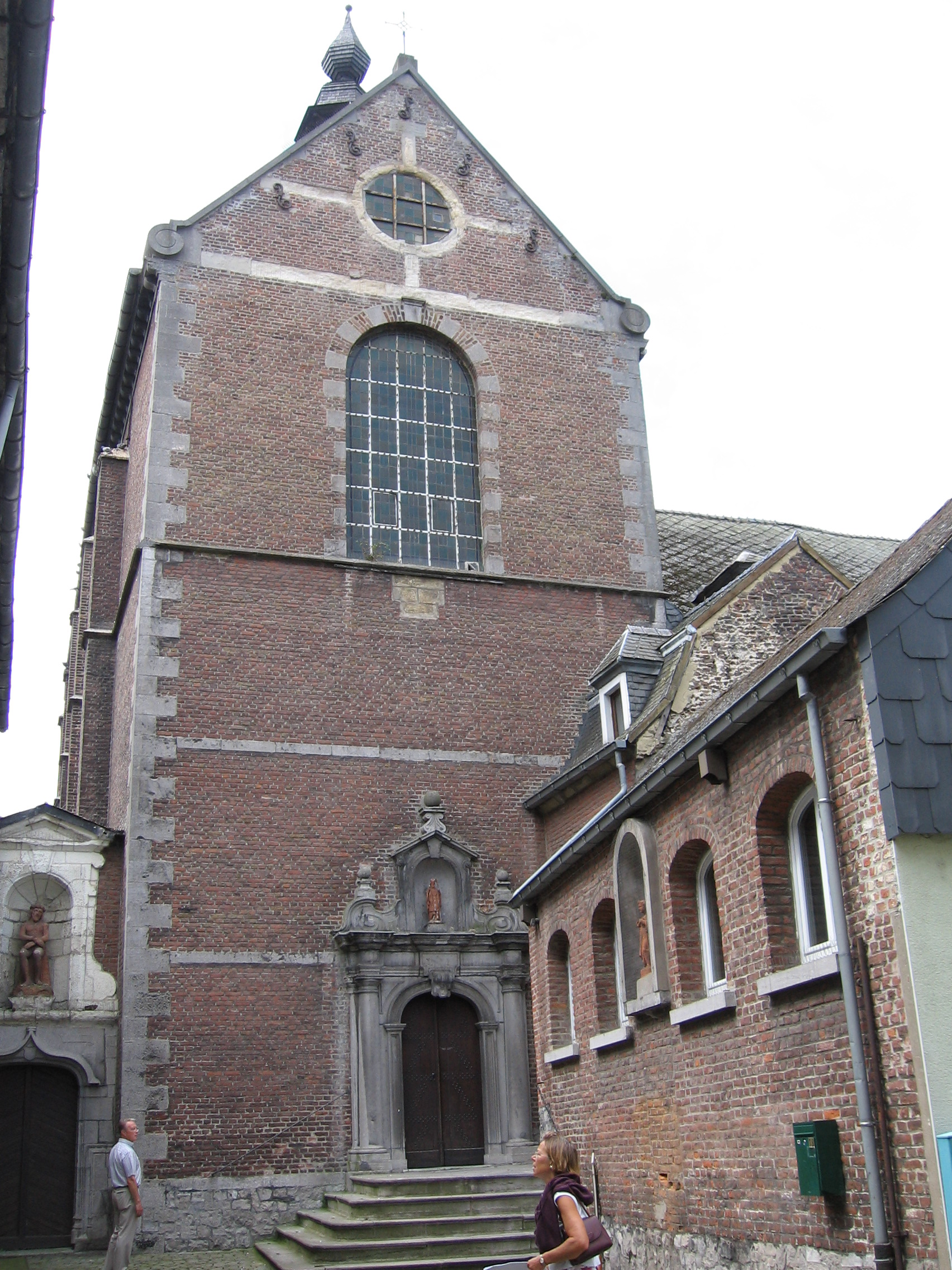
2009 : la chapelle de l'hôpital construite par les moines de Saint-Ghislain.
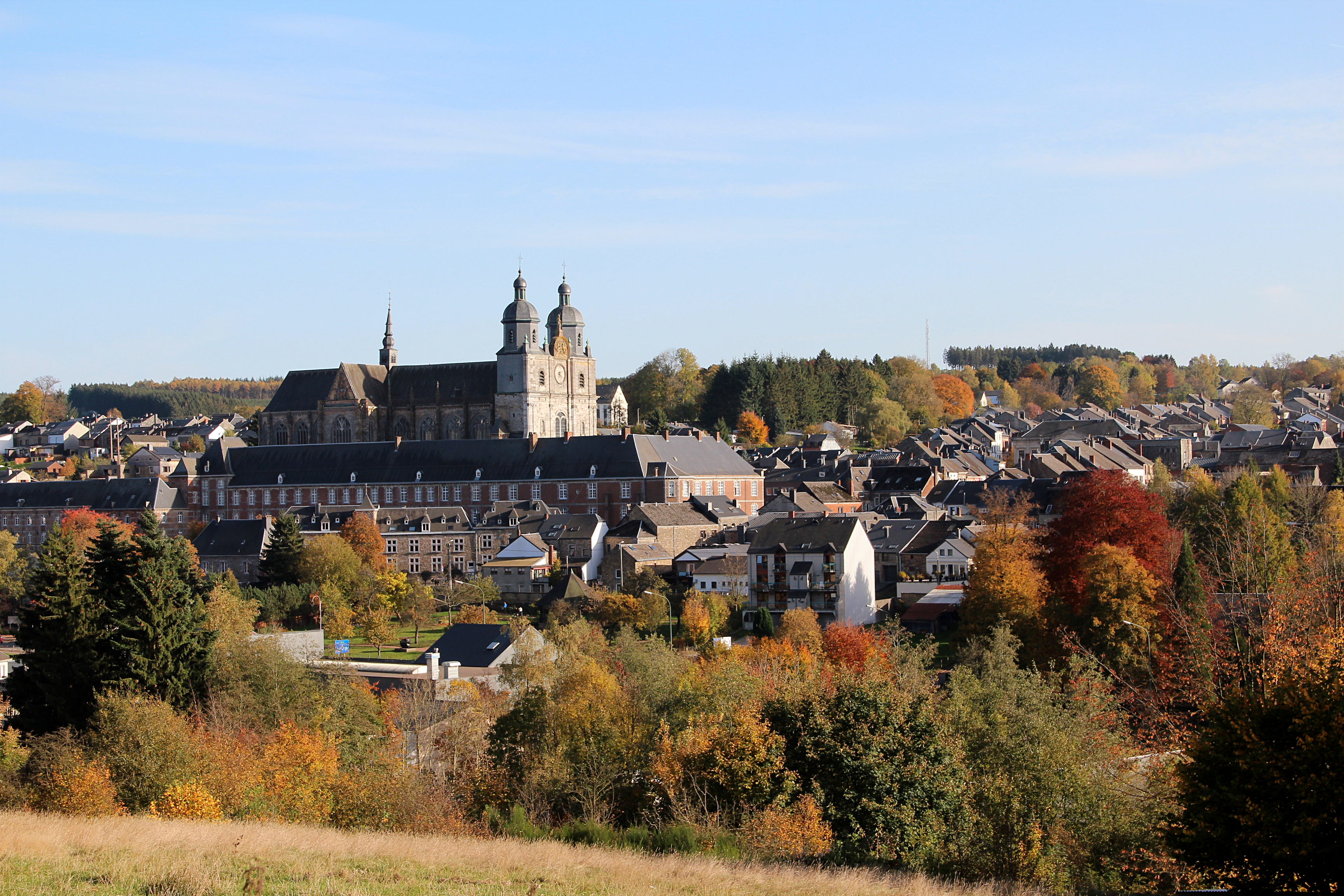
2005 : le quartier abbatial de l'ancienne abbaye de Saint-Hubert et son église.
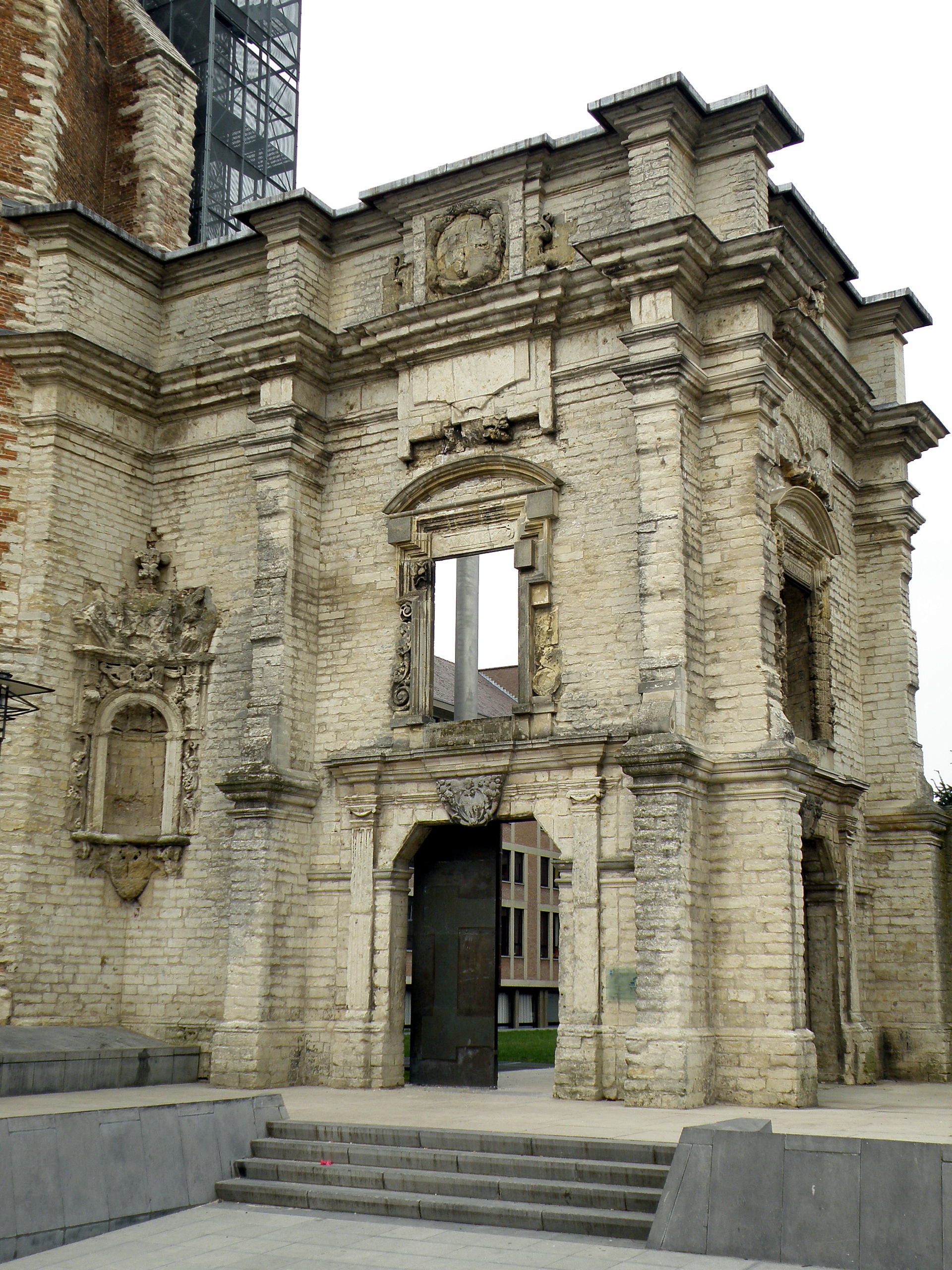
2013 : ce qui reste du portail de l'ancienne abbaye de Saint-Trond.
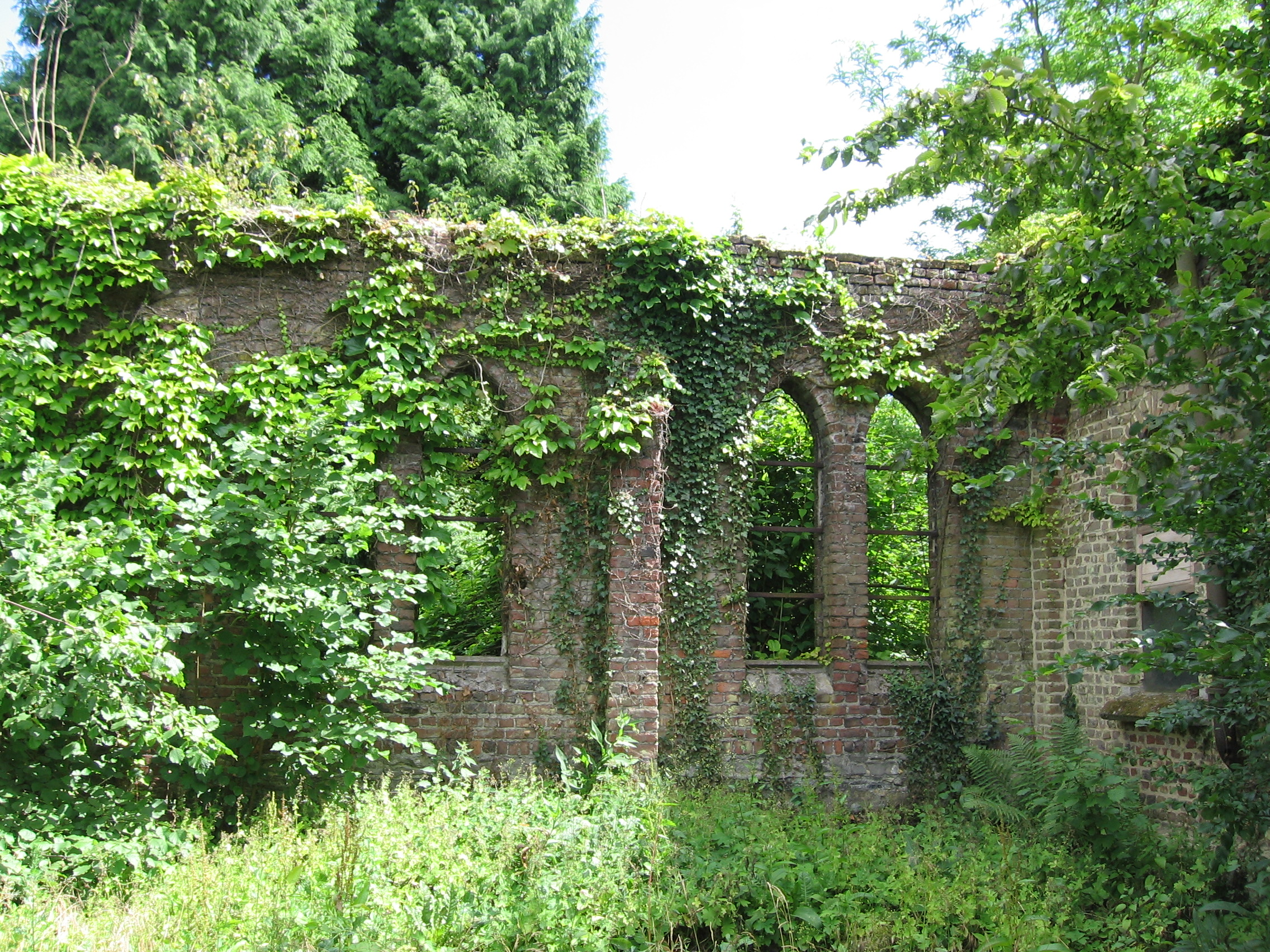
2010 : ruines de l'ancienne abbaye du Saulchoir, près de Tournai.
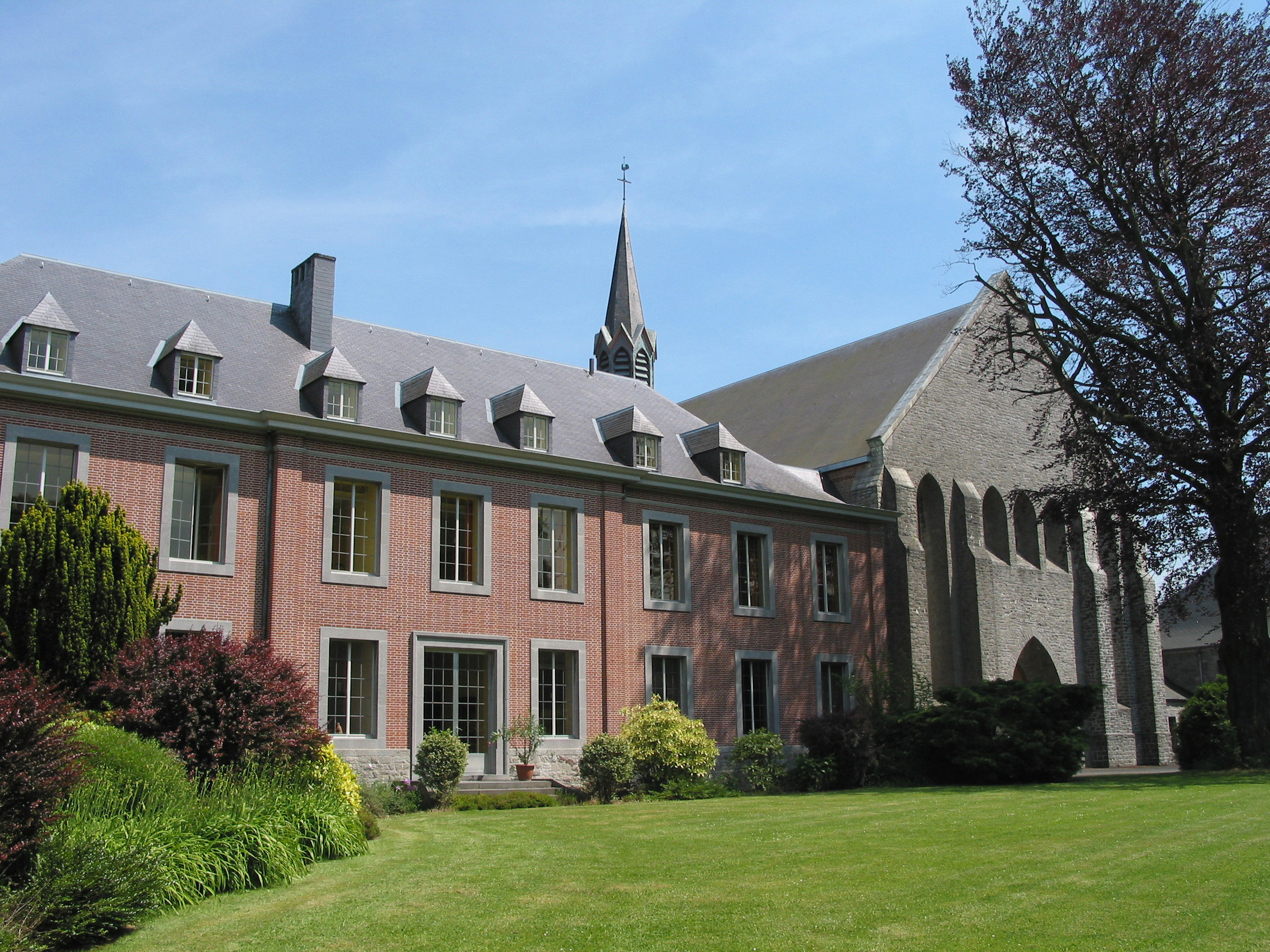
2005 : jardins, hôtellerie et église de l'abbaye Notre-Dame de Scourmont.
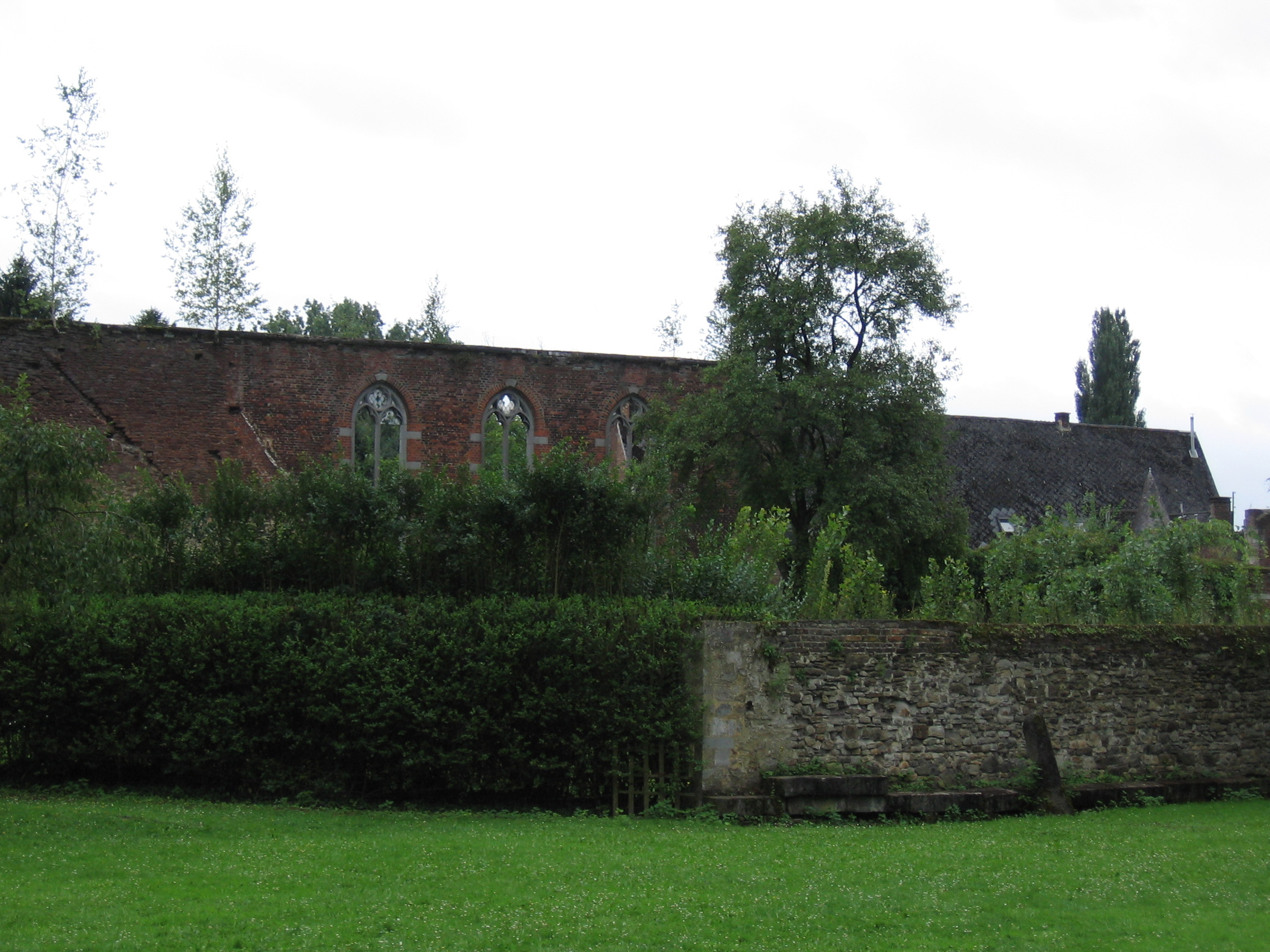
2008 : ruines de l'abbaye de Soleilmont, reconstruite et toujours active.
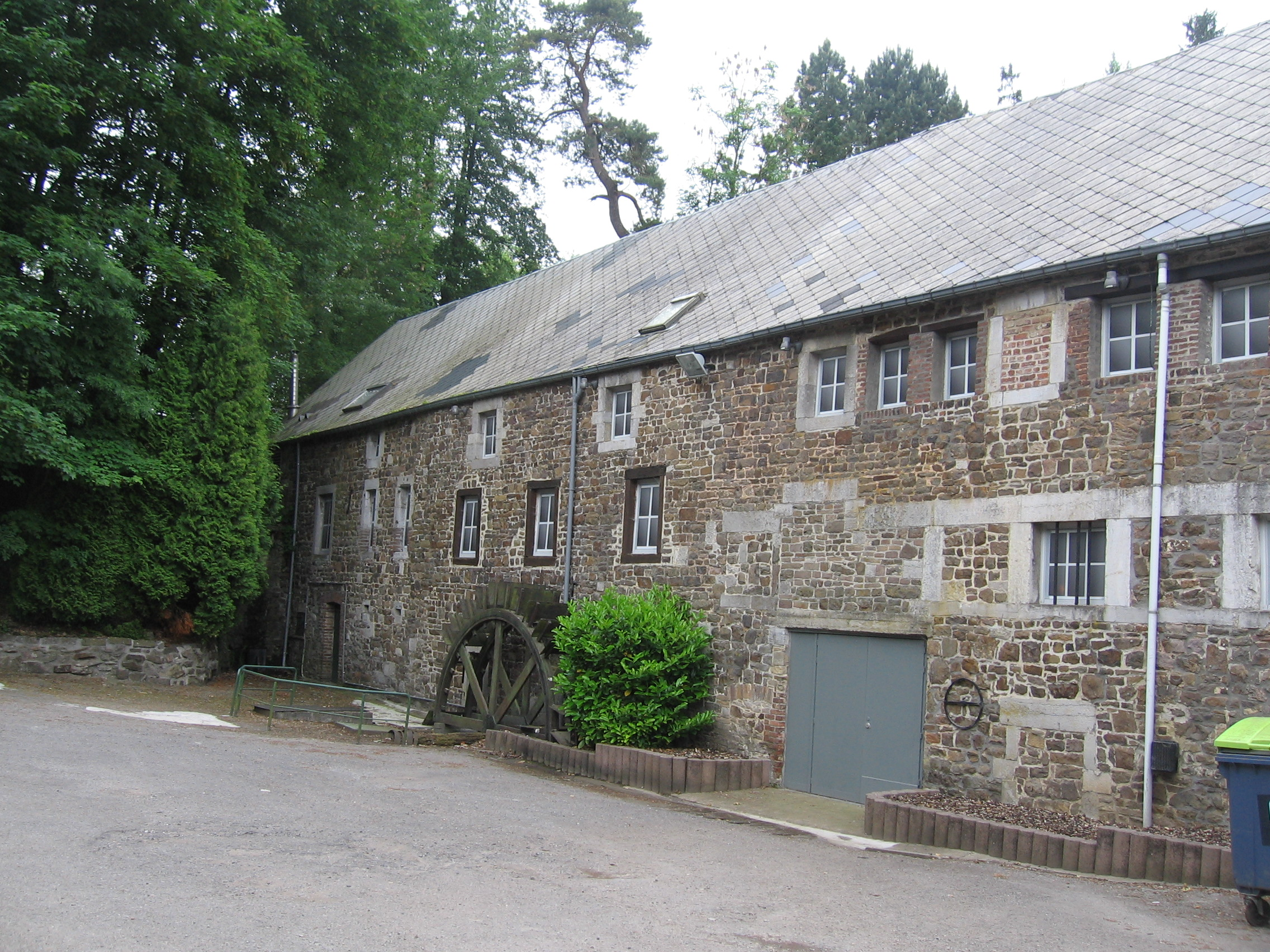
2013 : moulin à eau de l'ancienne abbaye de Solières.
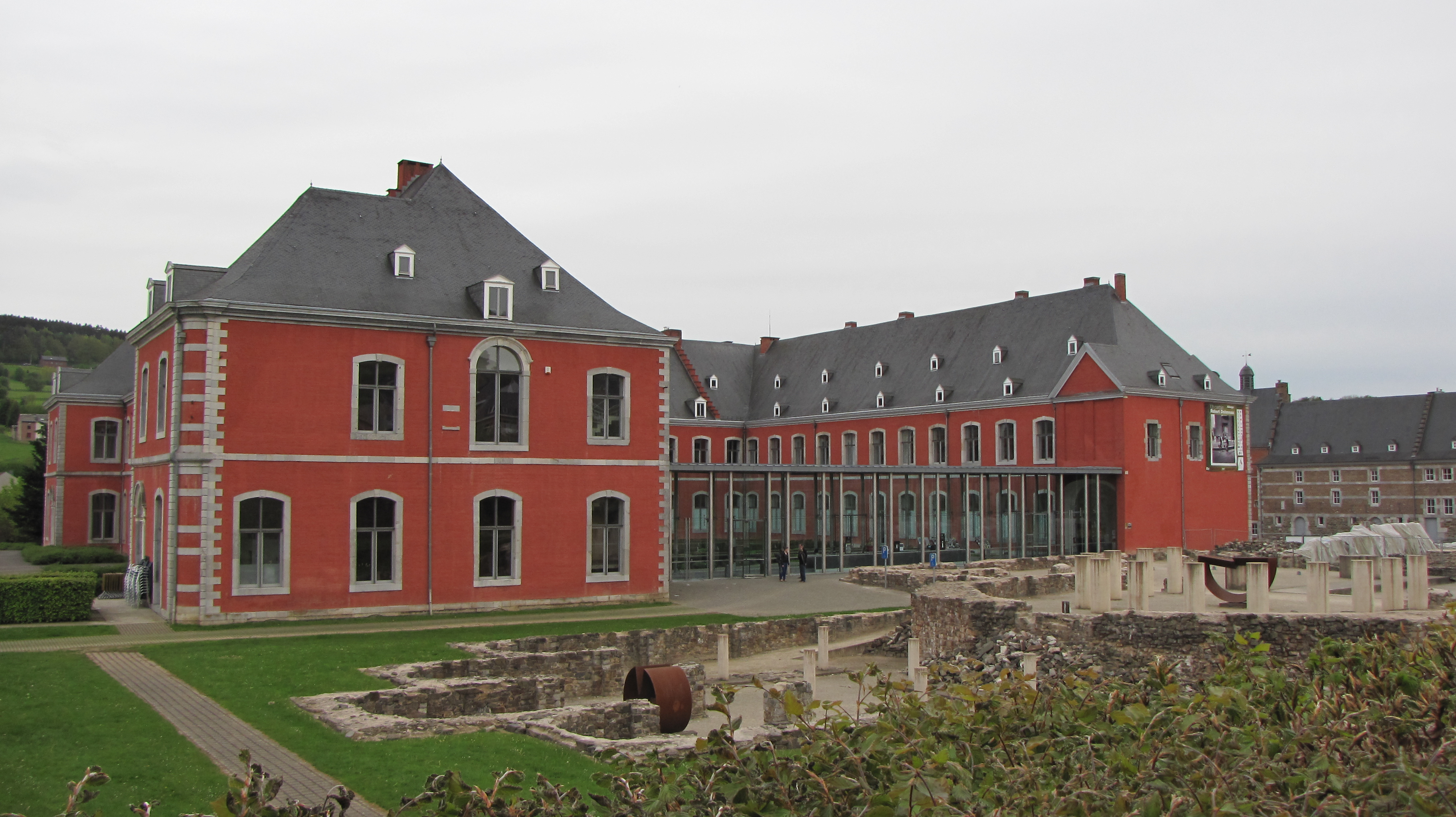
2012 : l'ancienne abbaye de Stavelot abritant des musées.

## T
- Abbaye de Ter Doest (village et section Lissewege, Bruges, Flandre-Occidentale)
C'est d'abord une chapelle, puis une abbaye de moines bénédictins en 1106. Cette abbaye est passée ensuite à l'ordre cistercien, en 1174, du fait de sa refondation par des moines de l'abbaye des Dunes, mais elle est rattachée en 1627 à son abbaye-mère. Des bâtiments monastiques, il reste en particulier une colossale grange dîmière, spécimen de ce qu'étaient les granges monastiques d'antan.
- Abbaye des Saints-Pierre-et-Paul de Termonde (Termonde, Flandre-Orientale)
Cette abbaye est fondée en 1837 par Dom Veremundus D'Haens, moine bénédictin natif du lieu. Elle s'installe d'abord dans l'ancien couvent des Capucins de Termonde. L'abbaye, toujours vivante, possède une série de primitifs italiens, une toile de Giovanni David et d'autres de l'école flamande : Marcel Gillis, Samuel de Vriendt, Albert Servaes, etc.
- Abbaye de la Thure (Marpent puis section Solre-sur-Sambre, Erquelinnes, Province de Hainaut)
C'est une abbaye de chanoinesses augustiniennes, fondée au XIIIe siècle au bord de la Thure, entre Solre-sur-Sambre et Bersillies-l'Abbaye. Évacuée en 1792, elle cesse d’exister en 1796, lorsque ses biens furent confisqués et vendus publiquement par le pouvoir révolutionnaire français. Seuls quelques vestiges datant du XVIIe siècle subsistent de nos jours, au sud du village de Solre-sur-Sambre.
- Abbaye de Tongerlo (village de Tongerlo, Westerlo, Province d'Anvers)
C'est une abbaye de chanoines prémontrés fondée en 1128. Elle devient la plus importante abbaye prémontrée du duché de Brabant. Supprimée et vendue en 1796, elle reprend vie en 1837. Elle est toujours occupée par une communauté d'une cinquantaine de chanoines prémontrés, en 2015.
- Abbaye de Torhout (Torhout, Flandre-Occidentale), n'existe plus aujourd'hui
- Abbaye Saint-Martin de Tournai (Tournai, Province de Hainaut)
C'est d'abord un monastère fondé au VIIe siècle par saint Éloi. Adoptant la règle de Saint-Benoît en 1095, Odon de Tournai en fait une abbaye de moines bénédictins. Elle est supprimée en 1797 durant la période révolutionnaire française. Son palais abbatial est aujourd'hui l'hôtel de ville de Tournai.
- Abbaye de Tronchiennes (ancien village de Tronchiennes, Gand, Flandre-Orientale)
C'est d'abord un monastère fondé au VIIe siècle au bord de la Lys, lequel abrite des chanoines séculiers. Il devient une abbaye de chanoines prémontrés en 1138. Transformée en bien national en 1796, l’abbaye est rachetée en 1837 par les jésuites qui en font leur noviciat pendant un temps. De l'ancienne abbaye, il reste l'église devenue paroissiale, le cloître et la demeure de l'abbé. Le site est aujourd'hui un centre spirituel actif.

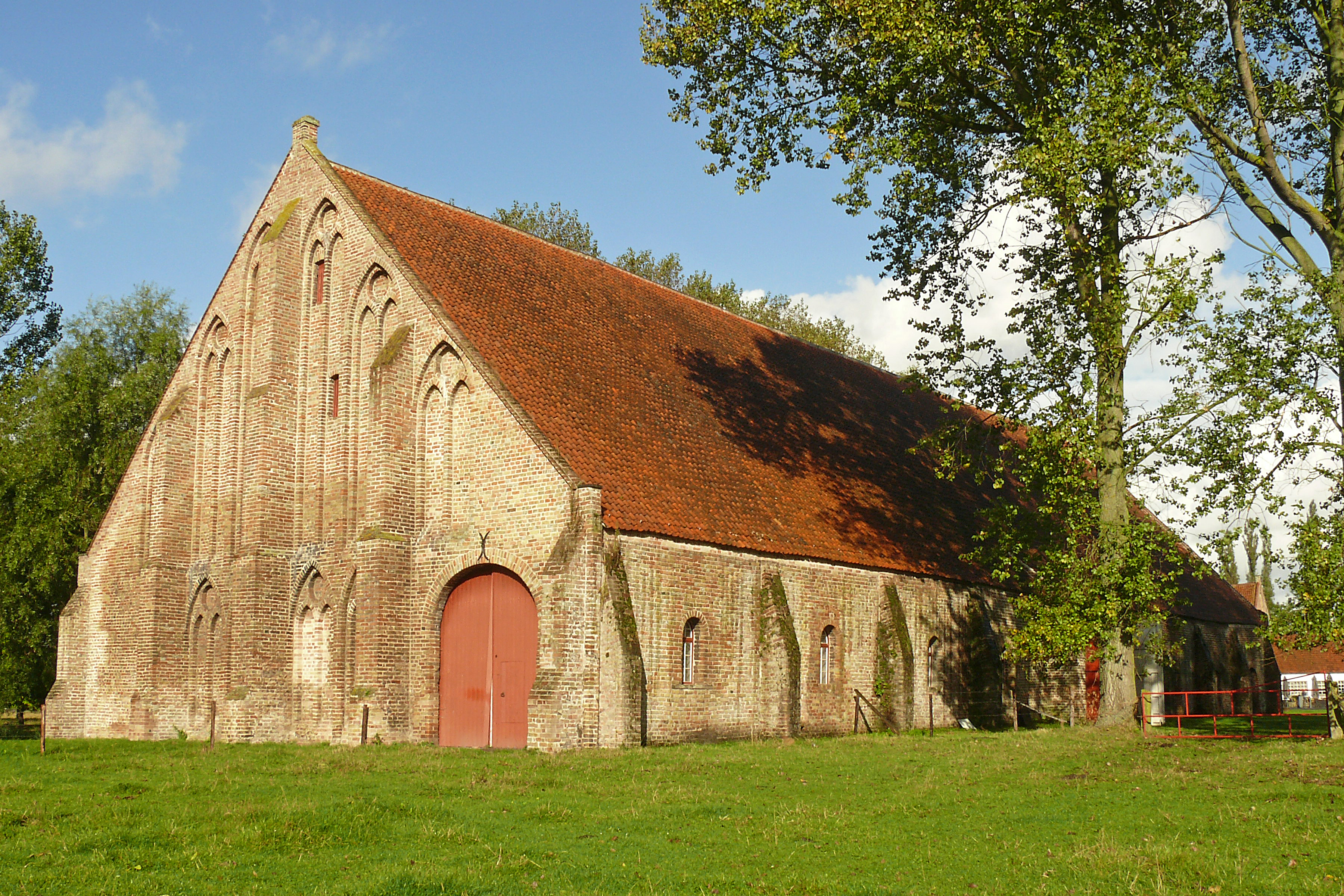
2012 : la grange dîmière de l'ancienne abbaye de Ter Doest.
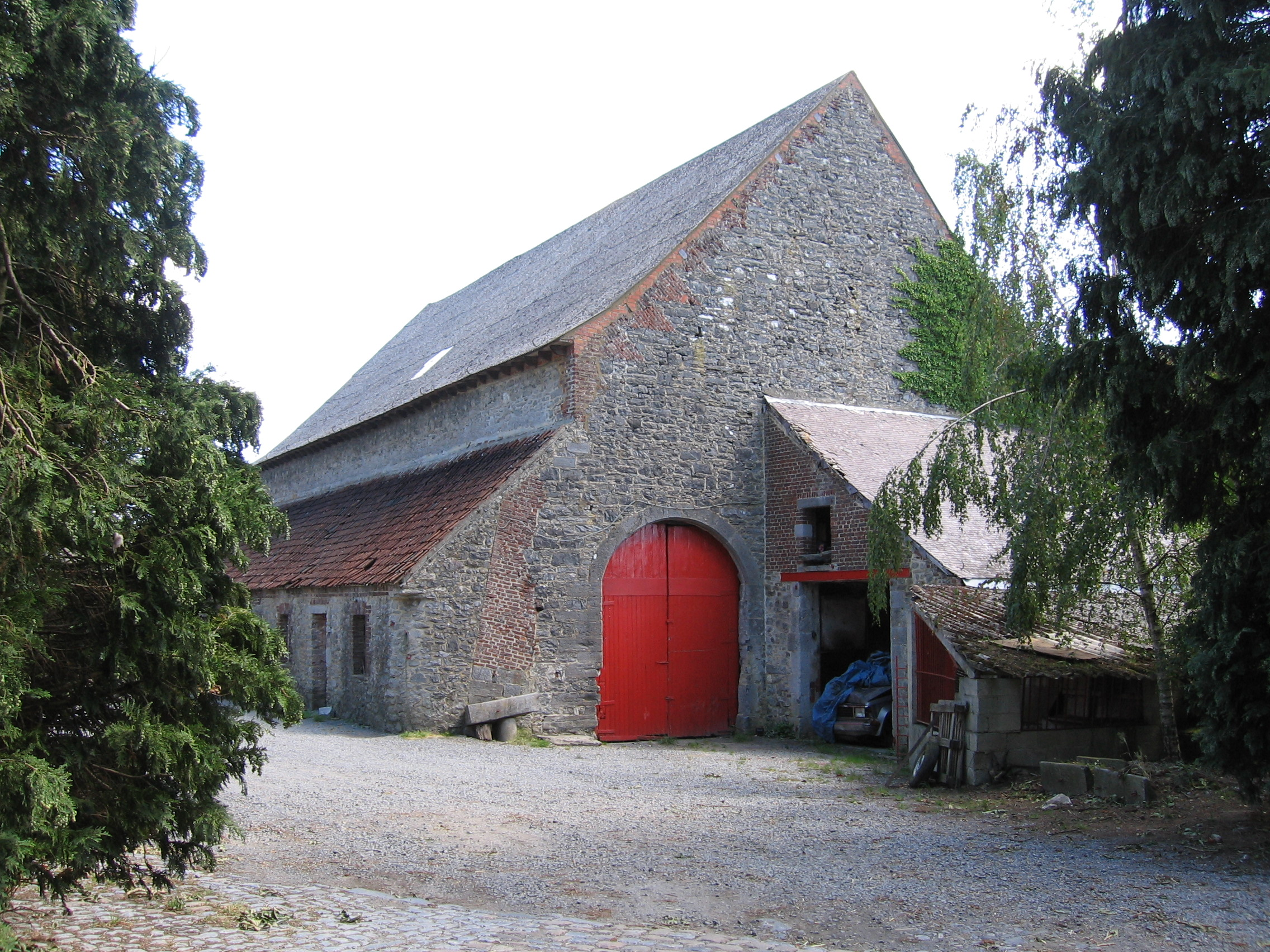
2010 : la grange dimière, seul vestige de l'ancienne abbaye de la Thure.
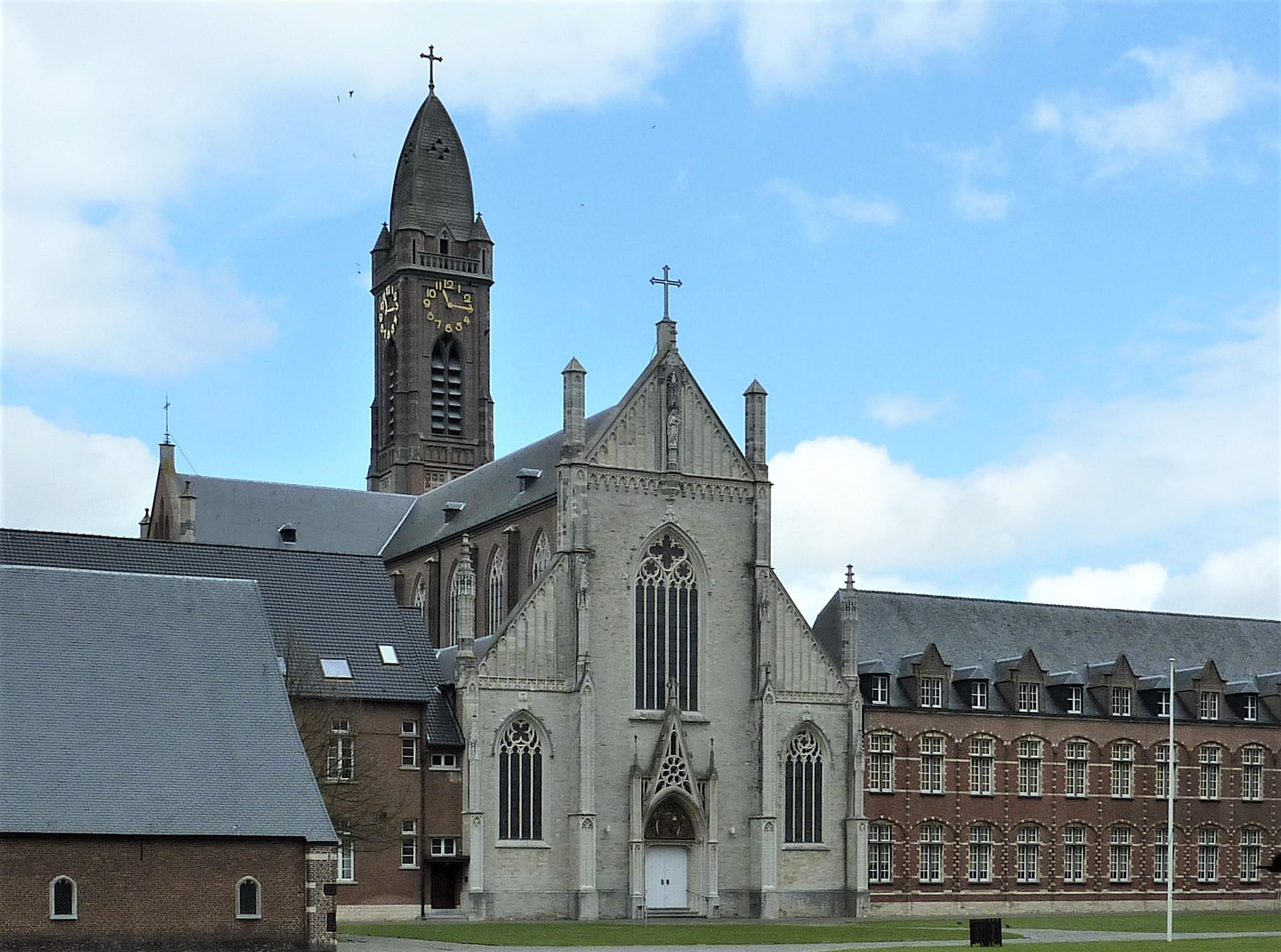
2012 : l'église de l'abbaye de Tongerlo toujours en activité.
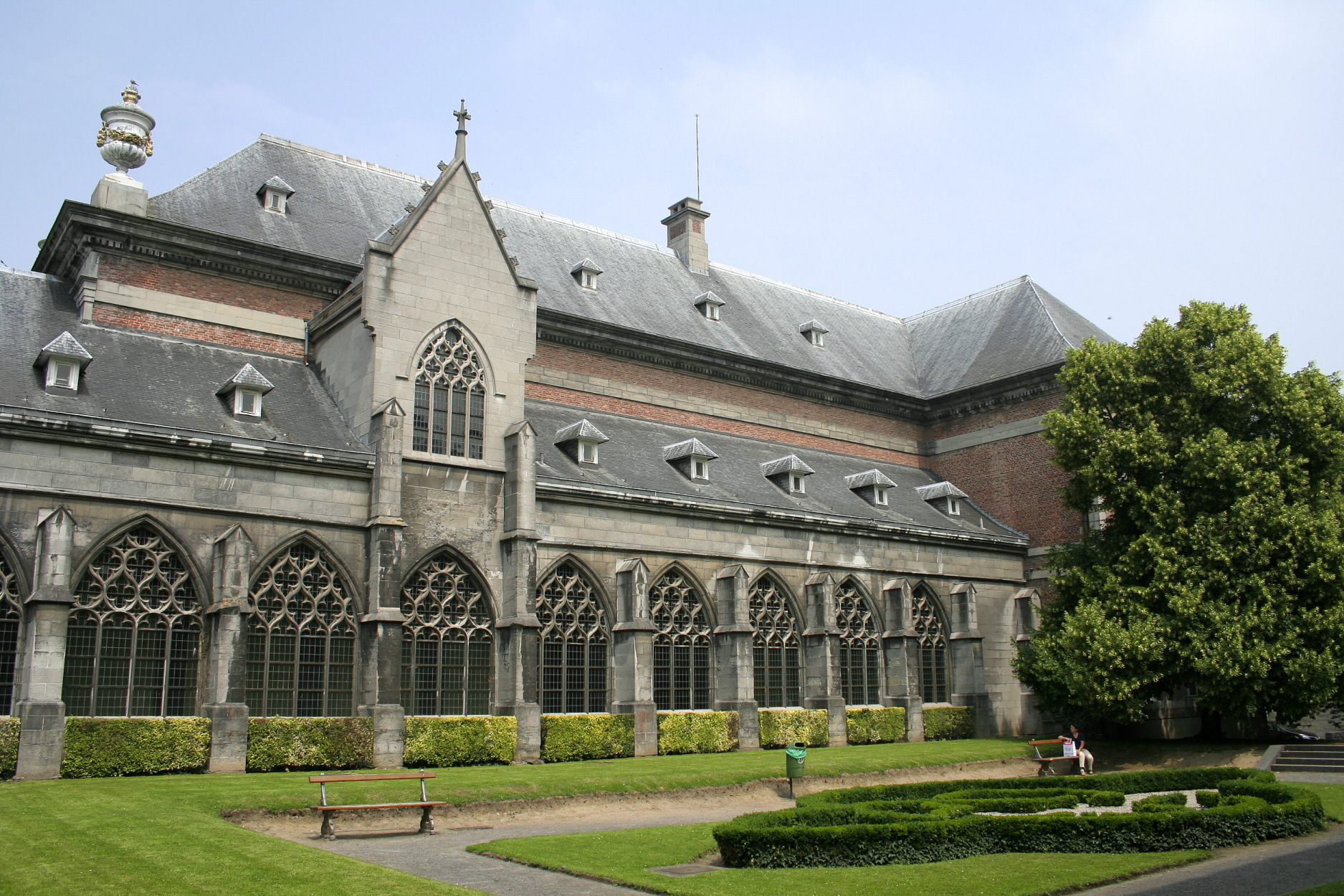
2007 : le cloître de l'ancienne abbaye Saint-Martin de Tournai.
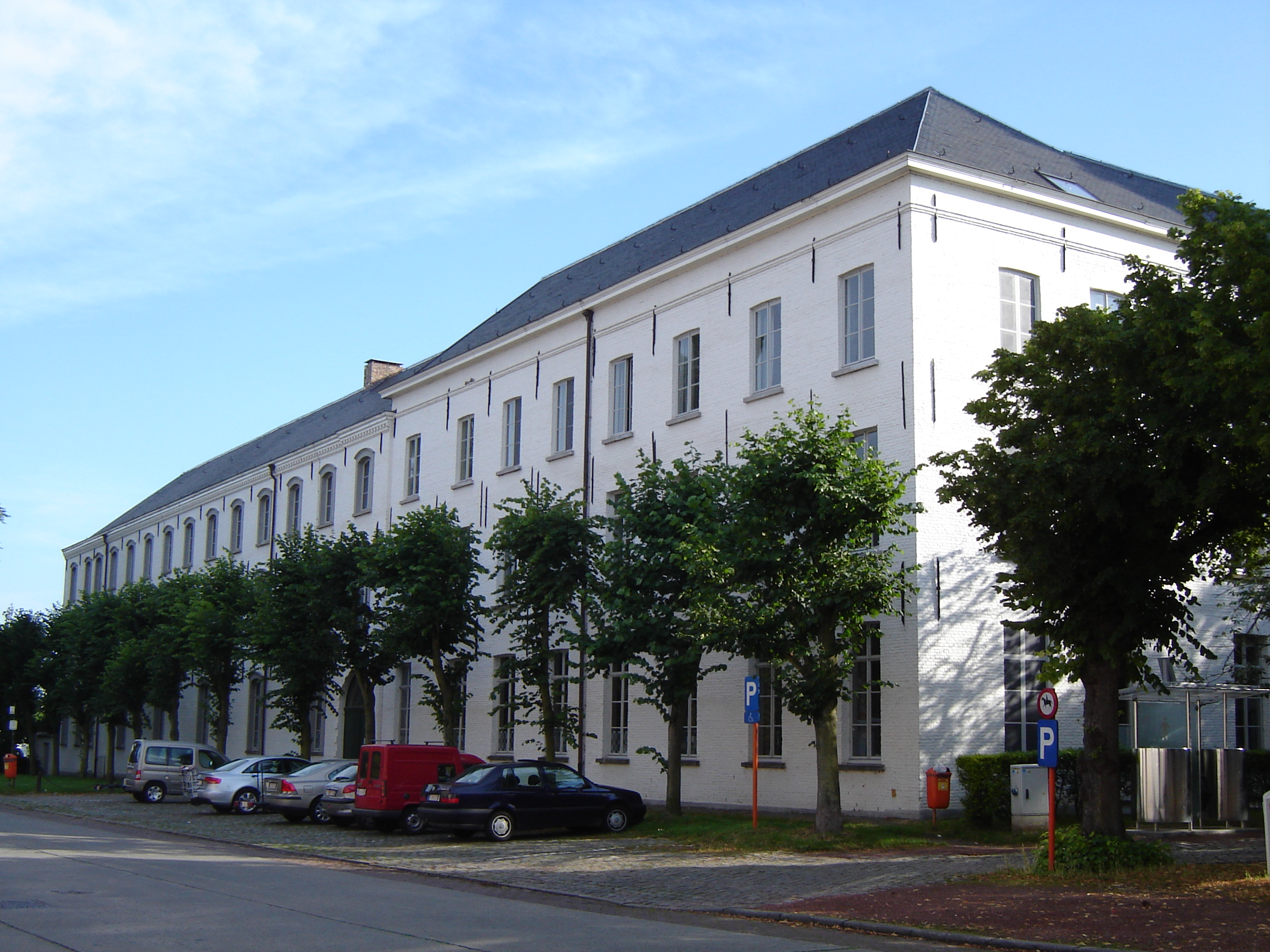
2008 : la demeure de l'abbé de l'ancienne abbaye de Tronchiennes.

## V
- Abbaye du Val-Benoît (site Val-Benoît, Liège, Province de Liège)
À l'origine, il s'agit d'un prieuré augustin fondé en 1220, puis occupé par les moniales cisterciennes de Robermont. Cette abbaye, en partie détruite en 1796, à la suite de la révolution liégeoise, sera à nouveau détruite, complètement cette fois, durant la Seconde Guerre mondiale, lors des bombardements du pont de chemin de fer voisin. Le corps de l'ancienne abbaye sera ensuite reconstruit. Le site est aujourd'hui à l'abandon, mais il devrait retrouver un nouveau visage aux environs de 2015 (notamment logements et entreprises).
- Abbaye du Val-Dieu (Aubel, Province de Liège)
C'est une abbaye de moines cisterciens située dans le pays de Herve, fondée aux environs de 1215 par des moines venu de l'abbaye de Hocht. Elle est fermée en 1812 et devient un pensionnat. Rachetée en 1840, l'abbaye reprend vie grâce à des moines venus de Bornhem. En 2001, les trois derniers moines cisterciens quittent l'abbaye, remplacés par des laïcs menant une vie chrétienne. En outre, depuis 1997, il est produit cinq bières Val-Dieu et un fromage à pâte pressée demi-cuite.
- Abbaye de Valduc (section Hamme-Mille, Beauvechain, Brabant wallon)
C'est une abbaye de moniales cisterciennes fondée en 1231 par Henri II de Brabant. Quelques vestiges subsistent encore en lisière de forêt de Meerdaal. L'ancienne demeure claustrale a été aménagée en château. On peut relever aussi la présence d'un vieux moulin à eau avec sa curieuse lucarne à grand auvent qui abritait autrefois la roue du treuil servant à élever les sacs de grain.
- Abbaye du Val-Saint-Bernard (Diest, Brabant flamand)
Un vassal du comte Arnold IV de Looz dénommé Paul fonde l'abbaye en 1235 en dehors de la ville de Diest, non loin de la rivière Démer, sur la colline du Kloosterberg. À la suite des guerres de religion, elle s'établit en ville. L'abbaye est fermée en 1796 par la Révolution française. Son église abbatiale est détruite et les bâtiments conventuels sont transformés par la commune de Diest en arsenal municipal.
- Abbaye du Val-Saint-Lambert (Seraing, Province de Liège)
C'est une abbaye de moines cisterciens fondée en 1202 lorsque le Prince-évêque de Liège Hugues de Pierrepont offrit des terres et bois aux moines de Signy au lieu-dit « Val Saint-Lambert » près de Liège. En 1825, les bâtiments délabrés de l'abbaye désaffectée furent rachetés par un groupe de cinq verriers pour y installer une cristallerie, qui est encore aujourd'hui la plus importante du monde.
- Abbaye de Villers (Villers-la-Ville, Brabant wallon)
C'est une abbaye de moines cisterciens fondée en 1146 au creux de la vallée de la Thyle. Elle est abandonnée en 1796 et la majeure partie du site est désormais en ruine. Propriété de l’État belge, les ruines sont classées monument historique et sont inscrites au patrimoine majeur de Wallonie.
- Abbaye de Vivegnis (section Vivegnis, Oupeye, Province de Liège)
C'est une abbaye cistercienne fondée en 1238.
- Abbaye de Vlierbeek (Kessel-Lo, Brabant flamand)
C'est d'abord un prieuré de moines bénédictins venus d'Affligem, fondé, en 1125, sur un terrain au nord-est de Louvain, terrain qui leur est offert par Godefroid le Barbu, comte de Louvain. Dès 1163, le prieuré accède an rang d'abbaye, laquelle est supprimée en 1797. L'église abbatiale devient alors paroissiale, et la propriété est morcelée, transformée et occupée par des particuliers.
- Abbaye de Voormezele (section Voormezele, Ypres, Flandre-Occidentale)
Cette abbaye n'existe plus aujourd'hui.

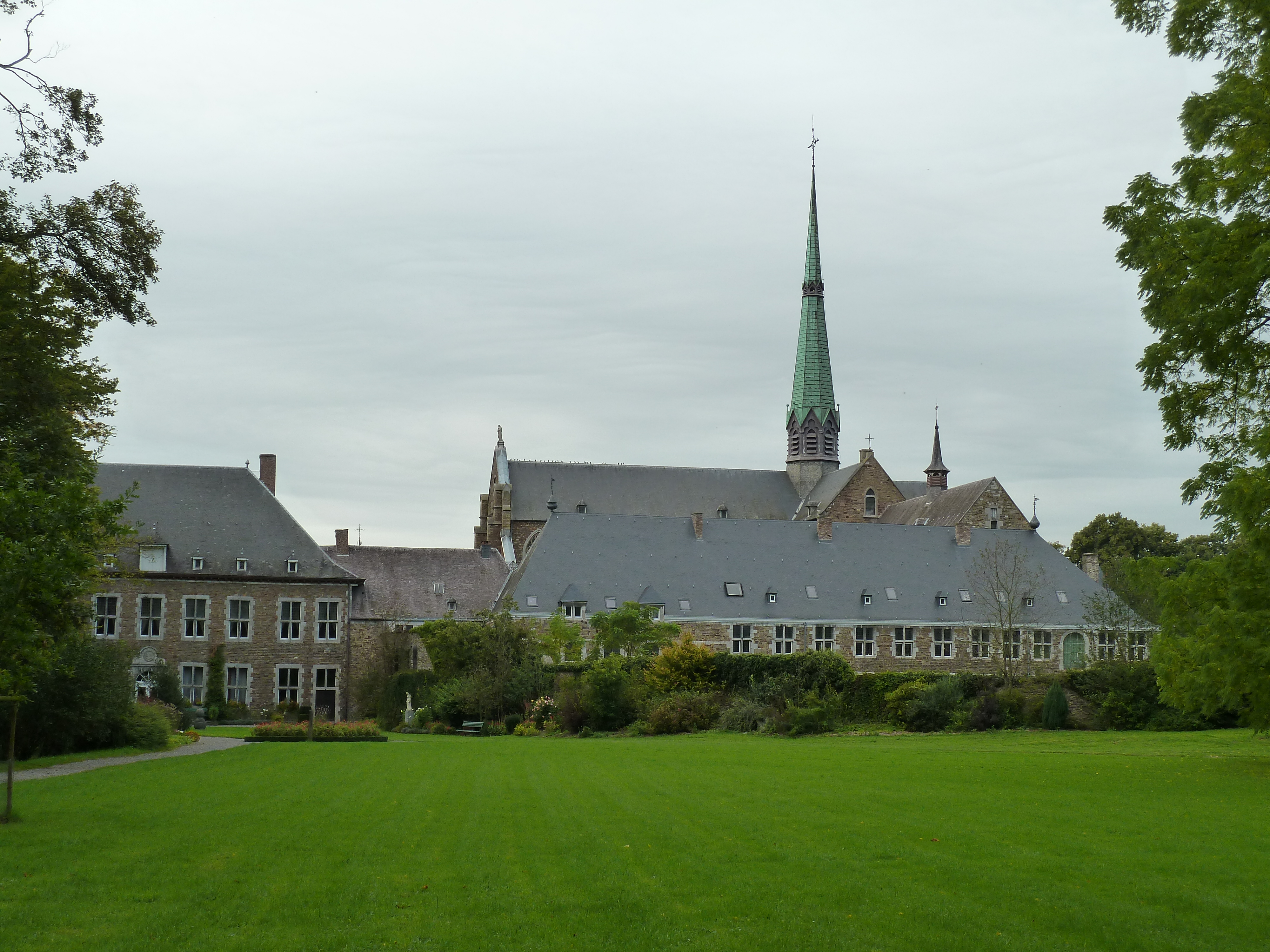
2014 : l'ancienne abbaye du Val-Dieu abritant une communauté de laïcs.
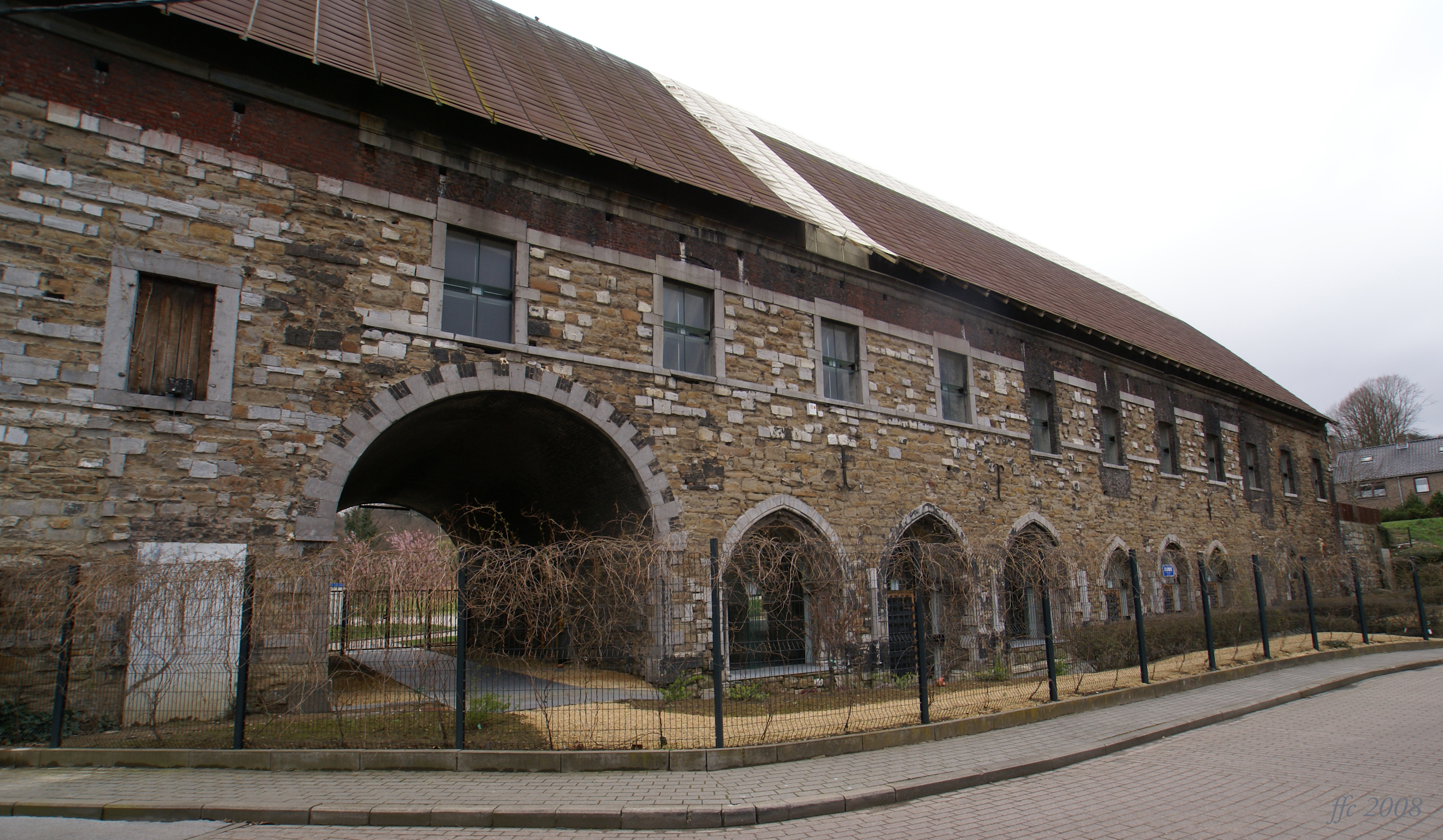
2008 : dortoir de l'ancienne abbaye du Val-Saint-Lambert.
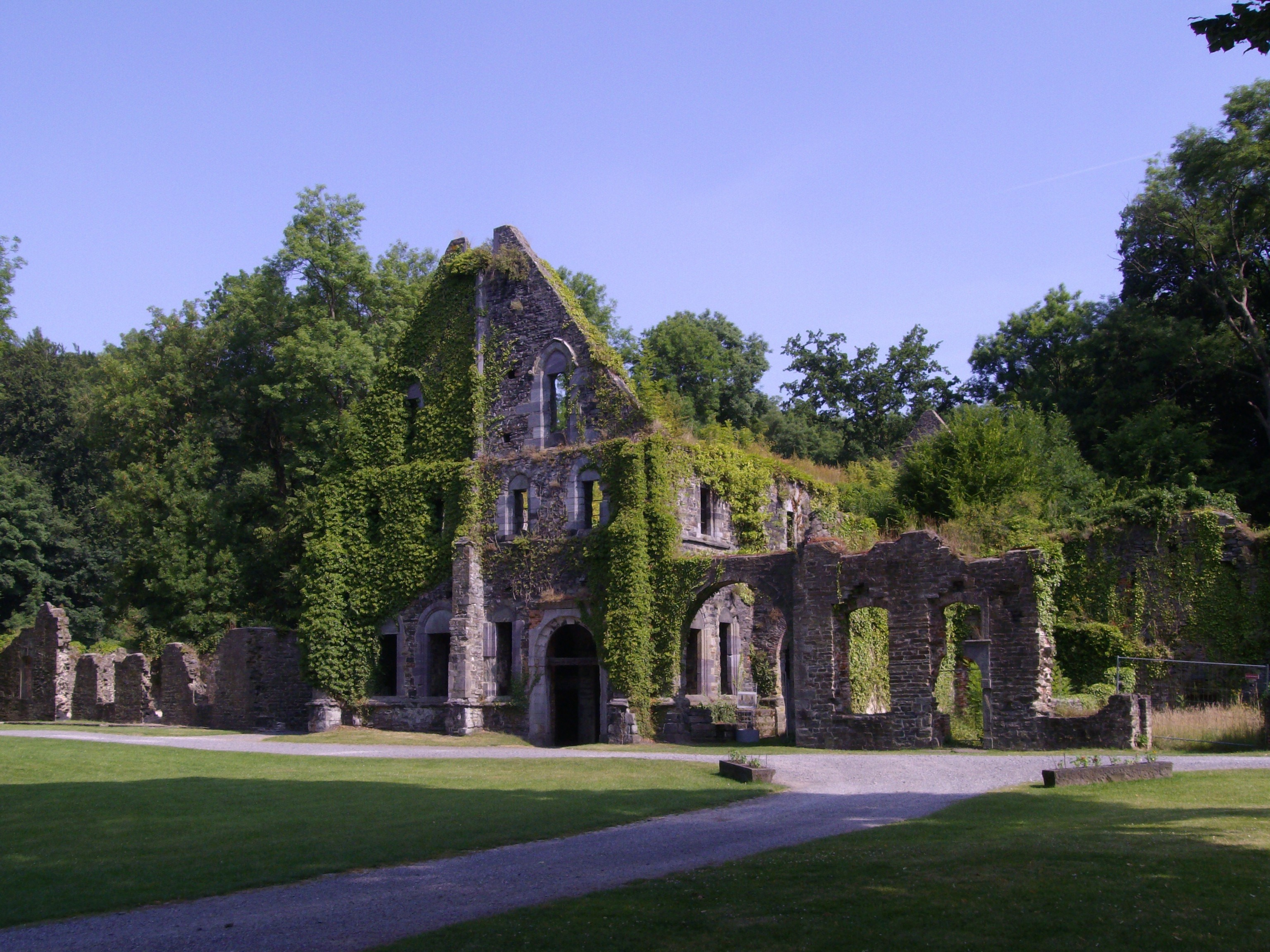
2009 : une partie de l'ancienne abbaye de Villers-la-Ville en ruines.
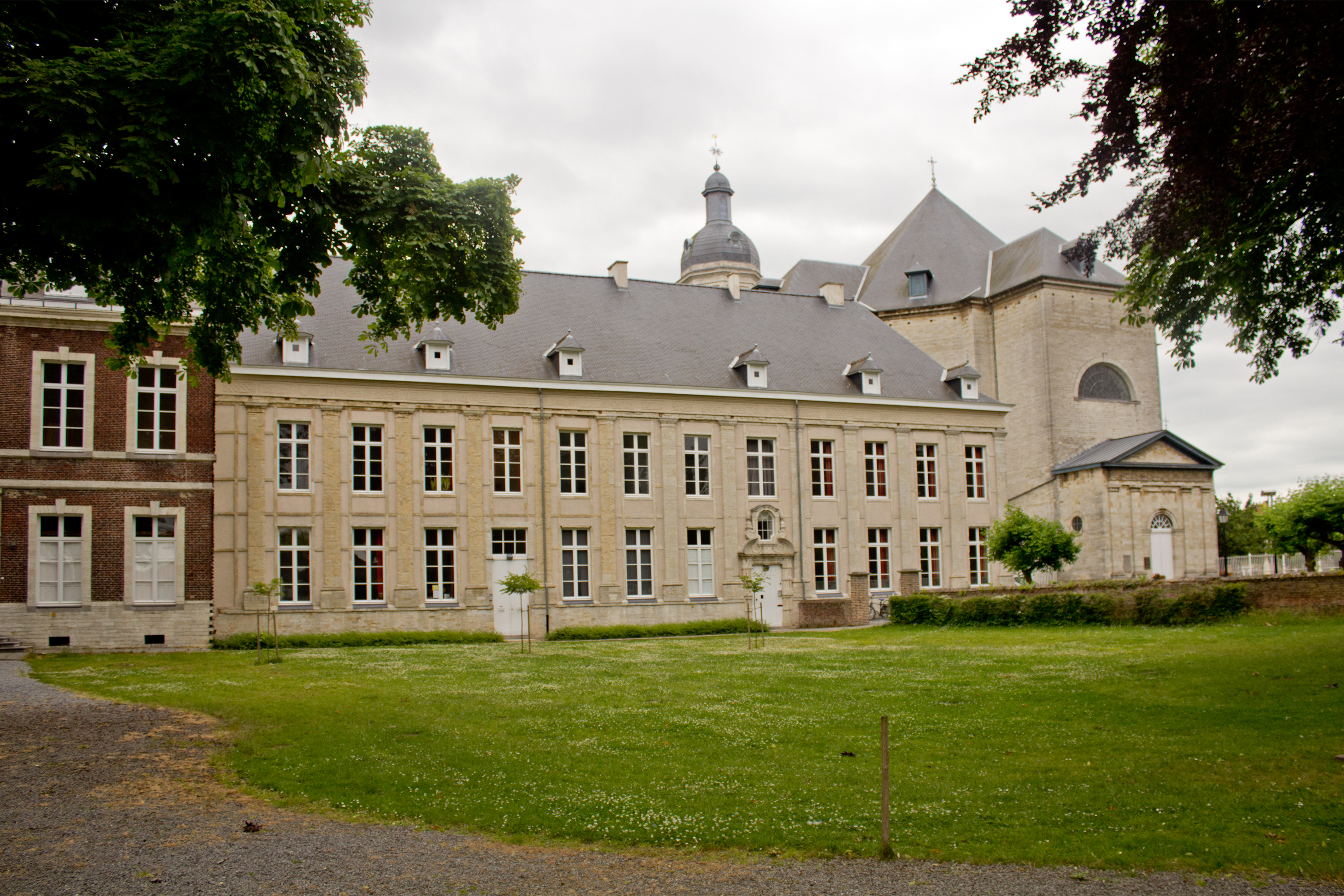
2013 : le palais abbatial de l'ancienne abbaye de Vlierbeek.

## W
- Abbaye de Waulsort (Hastière, Province de Namur)
C'est une abbaye de moines bénédictins fondée au Xe siècle en bord de Meuse, au sud de Dinant (Belgique) par des moines irlandais venus d’Écosse pour évangéliser la région. L’abbaye est supprimée en 1793 par le pouvoir révolutionnaire français. Le palais abbatial, qui a survécu, est connu aujourd’hui comme étant le château de Waulsort.
- Abbaye de Wauthier-Braine (section Wauthier-Braine, Braine-le-Château, Brabant wallon)
C'est une abbaye de moniales cisterciennes fondée par trois sœurs, Beatrix, Ode et Ida, au début du XIIIe siècle. Elle est pillée par les troupes révolutionnaires françaises en 1794, ses 24 religieuses expulsées, puis supprimée par la suite.
- Abbaye de Westmalle ou abbaye de Notre-Dame du Sacré Cœur (section Westmalle, Malle, Province d'Anvers)
C'est un prieuré de moines trappistes fondé entre Anvers et Turnhout, en 1794, puis élevé en abbaye en 1836. L'abbaye abrite, en 2015, une communauté d’une vingtaine de moines qui travaillent en particulier à la ferme, à la fromagerie et à la brasserie. Ce centre cistercien règne aussi sur une imposante collection de toiles anciennes et de manuscrits : cartulaires, parchemins, antiphonaires, graduels et autres documents de grande valeur. La bibliothèque compte plusieurs dizaines de milliers d'ouvrages.

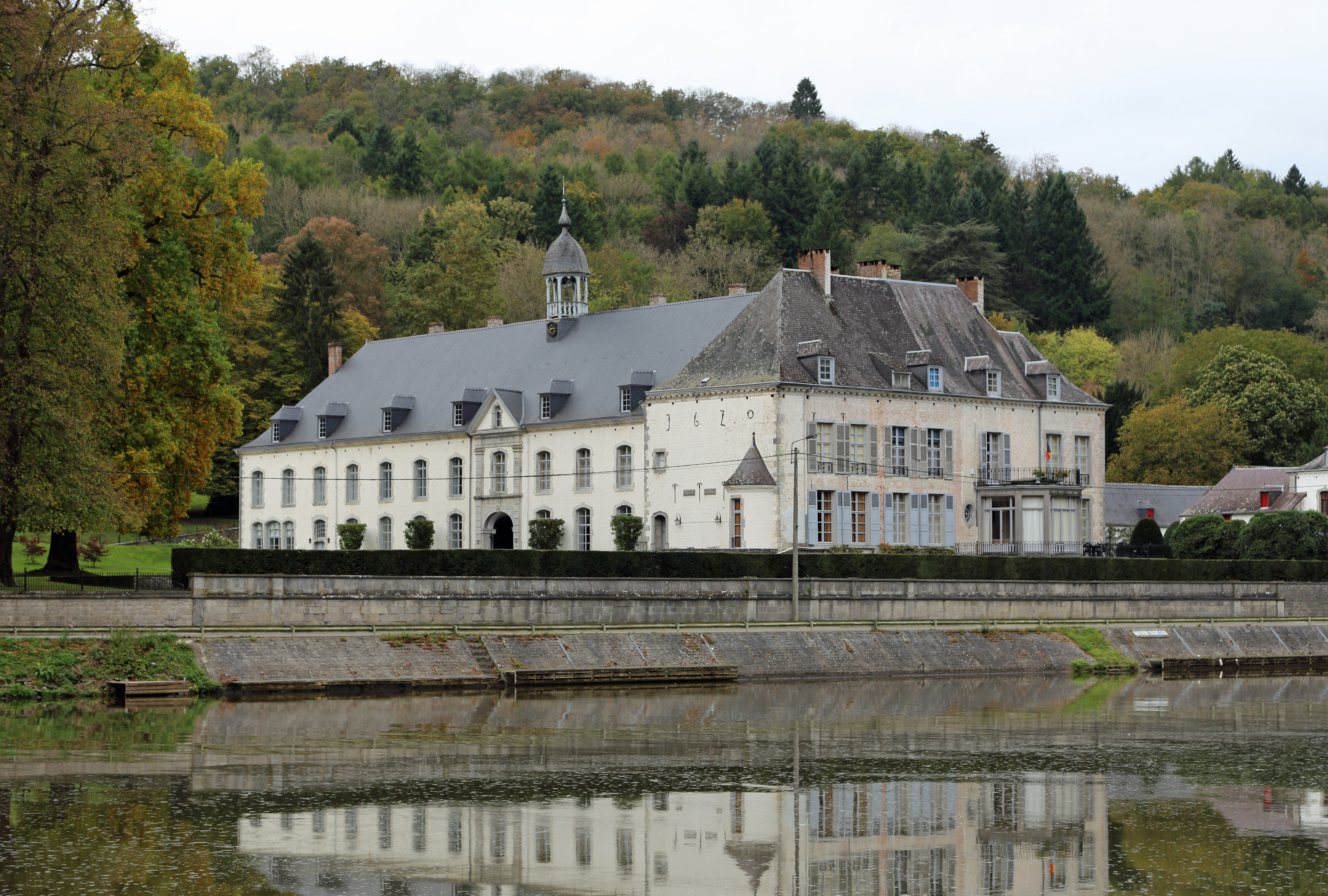
2014 : le palais abbatial de l'ancienne abbaye de Waulsort.
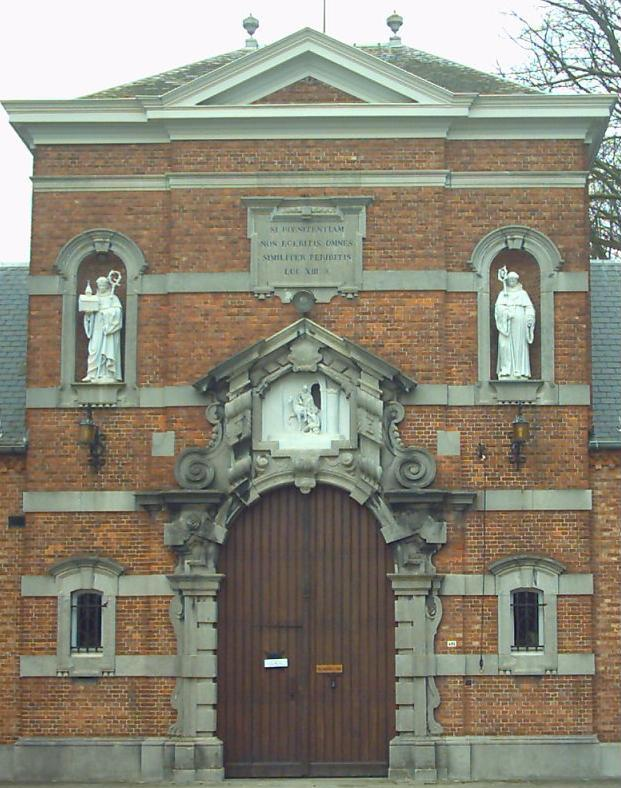
2007 : le portail d'entrée de l'abbaye de Westmalle toujours active.

## Z
- Abbaye Saint-André de Zevenkerken (Loppem, Flandre-Occidentale)
Il s'agit, à l'origine, d'un prieuré bénédictin fondé à Bruges en 1100 par Robert II de Flandre. Il est élevé en abbaye en 1185, laquelle disparaît à la Révolution française puis elle est reconstruit à Loppem en 1899. L'abbaye compte, au sein de la congrégation de l'Annonciation, en 2015, une vingtaine de moines qui dirige un collège secondaire renommé.

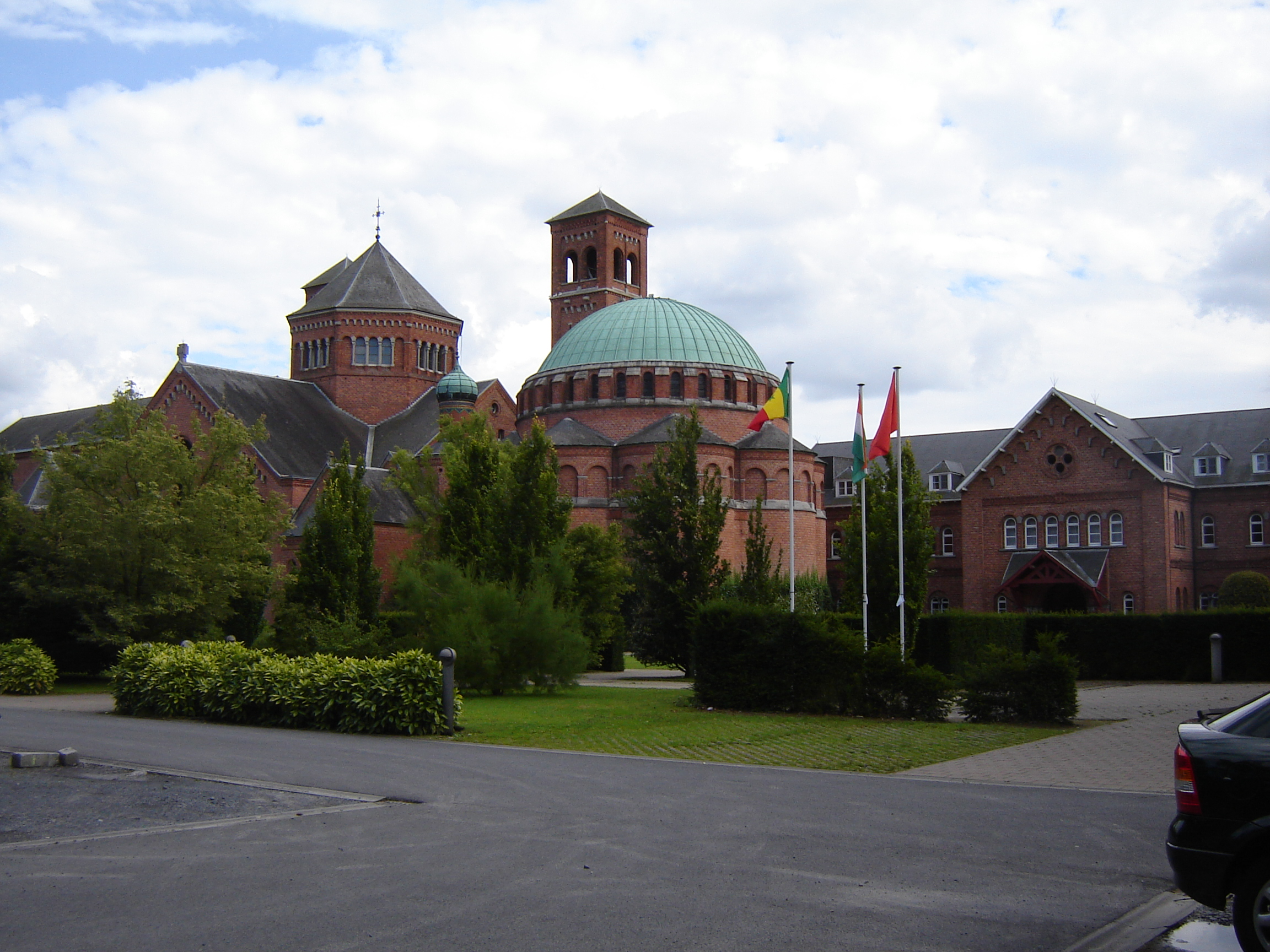
2007 : l'église de l'abbaye Saint-André de Zevenkerken, active.

## Pour compléter